# Premio Nebula per il miglior romanzo breve
Il premio Nebula per il miglior romanzo breve (Nebula Award for Best Novella) è un premio letterario assegnato dalla Science Fiction and Fantasy Writers of America a opere di fantascienza o fantasy di lunghezza compresa tra le 17.500 alle 39.999 parole.
Il premio viene consegnato con cadenza annuale dal 1966 durante il SFWA Nebula Conference. La classifica avviene tramite votazione di una giuria di esperti nel settore per opere pubblicate l'anno precedente l'edizione. Pur non avendo collegamenti con essi il premio Nebula viene influenzato dal premio Locus e a sua volta influenza sin dalla sua prima edizione la giuria del premio Hugo dando indicazioni circa le opere maggiormente meritorie da premiare.
Il primo a ricevere il premio è stato Roger Zelazny, per la sua opera He Who Shapes, in ex aequo con Brian W. Aldiss, per l'opera Peste suina entrambe pubblicate nel 1965.
Nel corso dei 54 anni di edizione, 49 autori si sono aggiudicati il premio, 174 autori sono stati candidati per le loro opere, inclusi co-autori. Nancy Kress ha vinto il maggior numero di premi, con quattro riconoscimenti su otto candidation. Robert Silverberg, John Varley e Roger Zelazny hanno vinto rispettivamente due volte su otto, due e tre candidation. Il maggior numero di candidation in categoria appartiene a otto Silverberg e Kress con un totale di otto nomine, seguite da Lucius Shepard e Michael Bishop con sette nomine, Kate Wilhelm e Avram Davidson con sei nomine.
Bishop detiene il record per il maggior numero di candidation senza ricevere un premio per la categoria romanzo breve, sebbene Wilhelm e Davidson non si siano mai aggiudicati il premio in categoria.

## Regolamento
Il presidente della SFWA, in conformità con lo statuto e le procedure operative stabilite, nomina un commissario per la supervisione e l'amministrazione dei premi Nebula durante l'evento Nebula Awards® e per svolgere i compiti descritti nel regolamento e qualsiasi altra responsabilità correlata che potrebbe sorgere durante lo svolgimento di amministrazione. Durante il periodo di copertura del ruolo, nessuna opera del commissario può essere nominata o proposta, evitando così un conflitto di interessi.
Oltre al commissario il presidente nomina tre persone quali "Membri del Comitato Regole Premi degli SFWA". Compito del (SARC) è l'assicurarsi prima del ballottaggio finale dell'ammissibilità delle opere presentate, valutando che esse rispettino il regolamento, e rispettino la categoria nei quali sono presentati, queste si estendono oltre che ai premi Nebula ufficiali anche ai premi Ray Bradbury e Norton di quell'anno. Le opere giudicate inammissibili da parte del SARC vengono sottoposte al giudizio del consiglio di amministrazione per la deliberazione che, assieme a una relazione della Commissione per i premi Nebula (NAC), indica il motivo dei rigetti.
Il Commissario funge da segretario del SARC, ma non ha diritto di voto.
Il Consiglio di Amministrazione ha inoltre facoltà, a sua discrezione, di creare ulteriori categorie di premi che devono essere sottoposte al voto dai membri attivi e assoggettati al regolamento.
L'anno dei premi Nebula ha inizio il 1º gennaio e termine il 31 dicembre dell'anno per il quale verranno assegnati i premi.

## Vincitori e candidati
I vincitori sono indicati in grassetto. A seguire i finalisti. L'anno riportato è quello di assegnazione, ma le opere eleggibili sono quelle pubblicate l'anno precedente.

### Anni 1966-1969
| Vincitori del Premio Nebula miglior romanzo breve |

| Anno | Fotografia vincitori | Vincitori e candidati | Romanzo | Editore | Note 1 | Note 2   |
| ---- | --- | --- | --- | --- | --- | -------- |
| 1966 | In sostituzione per Roger Zelazny Brian W. Aldiss nel 2005 | Roger Zelazny | He Who Shapes | Amazing Stories | [ N 1 ] | [ N 2 ]  |
| 1966 | In sostituzione per Roger Zelazny Brian W. Aldiss nel 2005 | Brian W. Aldiss | Peste suina | The Magazine of Fantasy and Science Fiction | [ N 3 ] | [ N 2 ]  |
| 1966 | In sostituzione per Roger Zelazny Brian W. Aldiss nel 2005 | Avram Davidson | Rogue Dragon | The Magazine of Fantasy and Science Fiction | [ N 4 ] | [ N 2 ]  |
| 1966 | In sostituzione per Roger Zelazny Brian W. Aldiss nel 2005 | Samuel R. Delany | La ballata di Beta-2 | Ace Books | [ N 5 ] | [ N 2 ]  |
| 1966 | In sostituzione per Roger Zelazny Brian W. Aldiss nel 2005 | C. C. MacApp | The Mercurymen | Galaxy Science Fiction | [ 30 ] | [ N 2 ]  |
| 1966 | In sostituzione per Roger Zelazny Brian W. Aldiss nel 2005 | Frederik Pohl | Sotto due lune | If | [ N 6 ] | [ N 2 ]  |
| 1966 | In sostituzione per Roger Zelazny Brian W. Aldiss nel 2005 | A. E. van Vogt e James H. Schmitz | Ricerche Alpha | If | [ N 7 ] | [ N 2 ]  |
| 1966 | In sostituzione per Roger Zelazny Brian W. Aldiss nel 2005 | Cordwainer Smith | Il pianeta delle tempeste | Galaxy Science Fiction | [ N 8 ] | [ N 2 ]  |
| 1966 | * Cerimoniere: Presentazione tenutasi presso: Est – Overseas Press Club, New York, New York 11 marzo 1966 Ovest – McHenry’s Tail O’ the Cock in Beverly Hills, California 11 marzo 1966                                                    | * Cerimoniere: Presentazione tenutasi presso: Est – Overseas Press Club, New York, New York 11 marzo 1966 Ovest – McHenry’s Tail O’ the Cock in Beverly Hills, California 11 marzo 1966                                                    | * Cerimoniere: Presentazione tenutasi presso: Est – Overseas Press Club, New York, New York 11 marzo 1966 Ovest – McHenry’s Tail O’ the Cock in Beverly Hills, California 11 marzo 1966                                                    | * Cerimoniere: Presentazione tenutasi presso: Est – Overseas Press Club, New York, New York 11 marzo 1966 Ovest – McHenry’s Tail O’ the Cock in Beverly Hills, California 11 marzo 1966                                                    | * Cerimoniere: Presentazione tenutasi presso: Est – Overseas Press Club, New York, New York 11 marzo 1966 Ovest – McHenry’s Tail O’ the Cock in Beverly Hills, California 11 marzo 1966                                                    | [ 46 ]   |
| 1967 | | Jack Vance | L'ultimo castello | Galaxy Science Fiction | [ N 9 ] | [ N 10 ] |
| 1967 | Avram Davidson | Clash of Star-Kings | Ace Books | [ 55 ] | | [ N 10 ] |
| 1967 | Charles L. Harness | L'alchimista | Analog Science Fiction and Fact | [ 56 ] | | [ N 10 ] |
| 1967 | * Cerimoniere Presentazione tenutasi presso: Est – Les Champs, New York, New York 25 marzo 1967 Ovest – McHenry’s Tail O’ the Cock in Beverly Hills, California 25 marzo 1967                                                              | * Cerimoniere Presentazione tenutasi presso: Est – Les Champs, New York, New York 25 marzo 1967 Ovest – McHenry’s Tail O’ the Cock in Beverly Hills, California 25 marzo 1967                                                              | * Cerimoniere Presentazione tenutasi presso: Est – Les Champs, New York, New York 25 marzo 1967 Ovest – McHenry’s Tail O’ the Cock in Beverly Hills, California 25 marzo 1967                                                              | * Cerimoniere Presentazione tenutasi presso: Est – Les Champs, New York, New York 25 marzo 1967 Ovest – McHenry’s Tail O’ the Cock in Beverly Hills, California 25 marzo 1967                                                              | * Cerimoniere Presentazione tenutasi presso: Est – Les Champs, New York, New York 25 marzo 1967 Ovest – McHenry’s Tail O’ the Cock in Beverly Hills, California 25 marzo 1967                                                              | [ 57 ]   |
| 1968 | | Michael Moorcock | INRI | Roberts & Vinter Ltd. | [ N 11 ] | [ N 12 ] |
| 1968 | Philip José Farmer | Il salario purpureo | Doubleday | [ N 13 ] | | [ N 12 ] |
| 1968 | Anne McCaffrey | La cerca del Weir | Condé Nast | [ N 14 ] | | [ N 12 ] |
| 1968 | Robert Silverberg | Giù nel paleozoico | Vector | [ N 15 ] | | [ N 12 ] |
| 1968 | Theodore Sturgeon | Se tutti gli uomini fossero fratelli, a chi dareste in moglie vostra sorella? | Doubleday | [ N 16 ] | | [ N 12 ] |
| 1968 | * Cerimoniere: Anthony Boucher, Keith Laumer Presentazione tenutasi presso: Est – Les Champs, New York, New York 16 marzo 1968 Ovest – Hotel Claremont, Berkeley, California 16 marzo 1968                                                 | * Cerimoniere: Anthony Boucher, Keith Laumer Presentazione tenutasi presso: Est – Les Champs, New York, New York 16 marzo 1968 Ovest – Hotel Claremont, Berkeley, California 16 marzo 1968                                                 | * Cerimoniere: Anthony Boucher, Keith Laumer Presentazione tenutasi presso: Est – Les Champs, New York, New York 16 marzo 1968 Ovest – Hotel Claremont, Berkeley, California 16 marzo 1968                                                 | * Cerimoniere: Anthony Boucher, Keith Laumer Presentazione tenutasi presso: Est – Les Champs, New York, New York 16 marzo 1968 Ovest – Hotel Claremont, Berkeley, California 16 marzo 1968                                                 | * Cerimoniere: Anthony Boucher, Keith Laumer Presentazione tenutasi presso: Est – Les Champs, New York, New York 16 marzo 1968 Ovest – Hotel Claremont, Berkeley, California 16 marzo 1968                                                 | [ 74 ]   |
| 1969 | | Anne McCaffrey | Cavaliere del drago | Condé Nast | [ N 17 ] | [ N 18 ] |
| 1969 | Robert Silverberg | Ali della notte | Galaxy Publishing Corporation | [ 84 ] | | [ N 18 ] |
| 1969 | Samuel R. Delany | Lines of Power | Mercury Press | | | [ N 18 ] |
| 1969 | Dean McLaughlin | Hawk Among the Sparrows | Condé Nast | | | [ N 18 ] |
| 1969 | Keith Laumer | Il giorno prima dell'eternità | Mercury Press | | | [ N 18 ] |
| 1969 | * Cerimoniere: Presentazione tenutasi presso: Est – Les Champs, New York, New York 15 marzo 1969 Ovest – Club 33, Disneyland, USA, Anaheim, California 15 marzo 1969 Sud – Fontainebleau Motor Hotel, New Orleans, Louisiana 14 marzo 1969 | * Cerimoniere: Presentazione tenutasi presso: Est – Les Champs, New York, New York 15 marzo 1969 Ovest – Club 33, Disneyland, USA, Anaheim, California 15 marzo 1969 Sud – Fontainebleau Motor Hotel, New Orleans, Louisiana 14 marzo 1969 | * Cerimoniere: Presentazione tenutasi presso: Est – Les Champs, New York, New York 15 marzo 1969 Ovest – Club 33, Disneyland, USA, Anaheim, California 15 marzo 1969 Sud – Fontainebleau Motor Hotel, New Orleans, Louisiana 14 marzo 1969 | * Cerimoniere: Presentazione tenutasi presso: Est – Les Champs, New York, New York 15 marzo 1969 Ovest – Club 33, Disneyland, USA, Anaheim, California 15 marzo 1969 Sud – Fontainebleau Motor Hotel, New Orleans, Louisiana 14 marzo 1969 | * Cerimoniere: Presentazione tenutasi presso: Est – Les Champs, New York, New York 15 marzo 1969 Ovest – Club 33, Disneyland, USA, Anaheim, California 15 marzo 1969 Sud – Fontainebleau Motor Hotel, New Orleans, Louisiana 14 marzo 1969 | [ 85 ]   |

### Anni 1970-1979
Nebula Conference 1970: Con 125 persone presenti e Isaac Asimov in qualità di cerimoniere. Durante la serata, Judy-Lynn Benjamin, moglie di Lester del Rey ha parlato delle difficoltà di lavorare con Harlan Ellison mentre un discorso chiave è stato tenuto da Carl Sagan, concentrando la sua attenzione su Marte. L'evento si è limitato al banchetto e alla cerimonia di premiazione, dove Gordon R. Dickson ha presentato i quattro vincitori con i rispettivi premi, oltre a targhe presentate agli editori delle opere. Come era tipico dell'epoca, la stessa sera sulla costa occidentale si tenne un banchetto separato per gli autori che non potevano partecipare al banchetto di New York.
| Anno | Fotografia vincitori | Vincitori e candidati | Romanzo | Editore | Note 1 | Note 2   |
| ---- | --- | --- | --- | --- | --- | -------- |
| 1970 | | Harlan Ellison | Un ragazzo e il suo cane | The Beast that Shouted Love at the Heart of the World (Avon Books) | | [ N 19 ] |
| 1970 | Fritz Leiber | La nave delle ombre | The Magazine of Fantasy and Science Fiction | | | [ N 19 ] |
| 1970 | Anne McCaffrey | Missione drammatica | Analog Science Fiction and Fact | | | [ N 19 ] |
| 1970 | Charles L. Harness | Indizio fondato | Orbit 4 (G. P. Putnam's Sons) | | | [ N 19 ] |
| 1970 | Kurt Vonnegut | La strada per Jorslem | Galaxy Science Fiction | [ 90 ] | | [ N 19 ] |
| 1970 | * Cerimoniere : Isaac Asimov Presentazione tenutasi presso: Est – Les Champs, New York, New York 14 marzo 1970 Ovest – Hotel Claremont, Berkeley, California 14 marzo 1970 La consegna dei Premi Nebula si è svolta nel ristorante Les Champs di New York | * Cerimoniere : Isaac Asimov Presentazione tenutasi presso: Est – Les Champs, New York, New York 14 marzo 1970 Ovest – Hotel Claremont, Berkeley, California 14 marzo 1970 La consegna dei Premi Nebula si è svolta nel ristorante Les Champs di New York | * Cerimoniere : Isaac Asimov Presentazione tenutasi presso: Est – Les Champs, New York, New York 14 marzo 1970 Ovest – Hotel Claremont, Berkeley, California 14 marzo 1970 La consegna dei Premi Nebula si è svolta nel ristorante Les Champs di New York | * Cerimoniere : Isaac Asimov Presentazione tenutasi presso: Est – Les Champs, New York, New York 14 marzo 1970 Ovest – Hotel Claremont, Berkeley, California 14 marzo 1970 La consegna dei Premi Nebula si è svolta nel ristorante Les Champs di New York | * Cerimoniere : Isaac Asimov Presentazione tenutasi presso: Est – Les Champs, New York, New York 14 marzo 1970 Ovest – Hotel Claremont, Berkeley, California 14 marzo 1970 La consegna dei Premi Nebula si è svolta nel ristorante Les Champs di New York | [ 86 ]   |

Nebula Conference 1971: Il 1971 ha visto tre ricevimenti, tenuti tutti la sera del 3 aprile per la presentazione dei premi Nebula.
Il ricevimento di New York, di maggior rilevanza, contava un totale di 110 presenti, in calo rispetto all'anno precedente. Tra i presenti Lester del Rey ha intrattenuto gli ospiti fornendo uno sguardo satirico sui problemi di SFWA, anche se il risultato è stato di un fallimentare umorismo mentre il discorso è suonato come una predica. In seguito Marvin Minsky ha intrattenuto con un discorso chiave sull'intelligenza artificiale mentre Isaac Asimov come l'anno precedente ha annunciato i vincitori.
Degna di nota l'annuncio di Asimov della vittoria di Gene Wolfe per l'opera "L'isola del dott. Morte", sebbene il giorno precedente un comunicato stampa annunciava che non ci sarebbero stati vincitori per il Premio Nebula per il miglior racconto breve. Wolfe avrebbe vinto il premio per il medesimo romanzo tre anni più tardi, nel 1973, anche se in un'altra categoria, ovvero il Premio Nebula per il miglior romanzo breve.
A New Orleans hanno preso parte 30 persone, con Joe Green come cerimoniere. Jerry Page ha tenuto un interessante discorso sull'importanza delle riviste fantasy, anche se la serata è stata smorzata dall'annuncio di ritiro del premio per il miglior racconto breve, vanificando la speranza di R. A. Lafferty, unico candidato presente all'evento, e come Wolfe in lizza per il premio.
All'Hotel Claremont di San Francisco, nella costa occidentale 68 invitati sono stati ospitati da Gregory Benford e Alva Rogers. A differenza delle presentazioni di New York e New Orleans, prima della cena i presenti hanno potuto di ascoltare una serie di interventi tra i quali una recensione di mercato e la visione di Richard Lupoff, Chelsea Quinn Yarbro e Joe Goerscosa sugli SFWA.
Questo evento ha anche ospitato un incontro aziendale SFWA con Avram Davidson, particolarmente rilevante il discorso di George Clayton Robert sull'interfaccia tra presente e futuro. Erano presenti i vincitori Larry Niven e Fritz Leiber, mentre Forrest J. Ackerman ha ritirato il premio per conto di Theodore Sturgeon, anche se lo scrittore apparve prima della fine della serata.
| Anno | Fotografia vincitori | Vincitori e candidati | Romanzo | Editore | Note 1 | Note 2   |
| ---- | --- | --- | --- | --- | --- | -------- |
| 1971 | | Fritz Leiber | Brutto incontro a Lankhmar | The Magazine of Fantasy and Science Fiction | | [ N 20 ] |
| 1971 | Poul Anderson | Il sogno e la follia | The Magazine of Fantasy and Science Fiction | | | [ N 20 ] |
| 1971 | James Blish | Uno stile per tradire | Anywhen (Doubleday) | | | [ N 20 ] |
| 1971 | Harlan Ellison | La regione intermedia | Galaxy Science Fiction | | | [ N 20 ] |
| 1971 | Clifford D. Simak | Caverna nel Wisconsin | If | | | [ N 20 ] |
| 1971 | Kate Wilhelm | April Fool's Day Forever | Orbit 7 (G. P. Putnam's Sons) | | | [ N 20 ] |
| 1971 | * Cerimoniere: Joseph Green, Alva Rogers, Gregory Benford, Joe Green, Lester del Rey Presentazione tenutasi presso: Est – Les Champs, New York, New York 3 aprile 1971 Ovest – Hotel Claremont, Berkeley, California 3 aprile 1971 Sud – Bourbon Orleans Hotel, New Orleans, Louisiana 3 aprile 1971 | * Cerimoniere: Joseph Green, Alva Rogers, Gregory Benford, Joe Green, Lester del Rey Presentazione tenutasi presso: Est – Les Champs, New York, New York 3 aprile 1971 Ovest – Hotel Claremont, Berkeley, California 3 aprile 1971 Sud – Bourbon Orleans Hotel, New Orleans, Louisiana 3 aprile 1971 | * Cerimoniere: Joseph Green, Alva Rogers, Gregory Benford, Joe Green, Lester del Rey Presentazione tenutasi presso: Est – Les Champs, New York, New York 3 aprile 1971 Ovest – Hotel Claremont, Berkeley, California 3 aprile 1971 Sud – Bourbon Orleans Hotel, New Orleans, Louisiana 3 aprile 1971 | * Cerimoniere: Joseph Green, Alva Rogers, Gregory Benford, Joe Green, Lester del Rey Presentazione tenutasi presso: Est – Les Champs, New York, New York 3 aprile 1971 Ovest – Hotel Claremont, Berkeley, California 3 aprile 1971 Sud – Bourbon Orleans Hotel, New Orleans, Louisiana 3 aprile 1971 | * Cerimoniere: Joseph Green, Alva Rogers, Gregory Benford, Joe Green, Lester del Rey Presentazione tenutasi presso: Est – Les Champs, New York, New York 3 aprile 1971 Ovest – Hotel Claremont, Berkeley, California 3 aprile 1971 Sud – Bourbon Orleans Hotel, New Orleans, Louisiana 3 aprile 1971 | [ 91 ]   |

Nebula Conference 1972: Il cerimoniale si è tenuto sabato mattina presso il New York Hilton, seguito da diversi interventi, tra i principali intrattenitori con argomenti a tema, Arthur C. Clarke e Isaac Asimov, Il rinfresco è stato tenuto a Les Champs.
| Anno | Fotografia vincitori | Vincitori e candidati | Romanzo | Editore | Note 1 | Note 2   |
| ---- | --- | --- | --- | --- | --- | -------- |
| 1972 | In sostituzione per Katherine Maclean | Katherine Maclean | L'uomo disperso | Analog Science Fiction and Fact | | [ N 21 ] |
| 1972 | In sostituzione per Katherine Maclean | Jerzy Kosinski | Presenze | Harcourt Brace Jovanovich | | [ N 21 ] |
| 1972 | In sostituzione per Katherine Maclean | Keith Roberts | The God House | New Worlds Quarterly #1 | | [ N 21 ] |
| 1972 | In sostituzione per Katherine Maclean | Kate Wilhelm | The Infinity Box | Orbit 9 (G. P. Putnam's Sons) | | [ N 21 ] |
| 1972 | In sostituzione per Katherine Maclean | Kate Wilhelm | The Plastic Abyss | Abyss (Doubleday) | | [ N 21 ] |
| 1972 | * Cerimoniere: Harlan Ellison Presentazione tenutasi presso: Est – New York Hilton, New York, New York 29 aprile 1972 Ovest – Airport-Marina Hotel, Los Angeles, California 29 aprile 1972 Sud – Le Pavilion Hotel, New Orleans, Louisiana 29 aprile 1972. | * Cerimoniere: Harlan Ellison Presentazione tenutasi presso: Est – New York Hilton, New York, New York 29 aprile 1972 Ovest – Airport-Marina Hotel, Los Angeles, California 29 aprile 1972 Sud – Le Pavilion Hotel, New Orleans, Louisiana 29 aprile 1972. | * Cerimoniere: Harlan Ellison Presentazione tenutasi presso: Est – New York Hilton, New York, New York 29 aprile 1972 Ovest – Airport-Marina Hotel, Los Angeles, California 29 aprile 1972 Sud – Le Pavilion Hotel, New Orleans, Louisiana 29 aprile 1972. | * Cerimoniere: Harlan Ellison Presentazione tenutasi presso: Est – New York Hilton, New York, New York 29 aprile 1972 Ovest – Airport-Marina Hotel, Los Angeles, California 29 aprile 1972 Sud – Le Pavilion Hotel, New Orleans, Louisiana 29 aprile 1972. | * Cerimoniere: Harlan Ellison Presentazione tenutasi presso: Est – New York Hilton, New York, New York 29 aprile 1972 Ovest – Airport-Marina Hotel, Los Angeles, California 29 aprile 1972 Sud – Le Pavilion Hotel, New Orleans, Louisiana 29 aprile 1972. | [ 95 ]   |

Nebula Conference 1973: Il cerimoniale è iniziato a mezzogiorno e in seguito una libera uscita nel quartiere francese prima della riconvocazione per il rinfresco e la distribuzione dei premi. Lloyd Biggle ha tenuto un discorso nel quale ha messo in guardia contro l'incombente interesse accademico nella fantascienza. Damon Knight si è fatto portavoce di alcune personalità non presenti alla cerimonia, accettando i premi per conto di autori i cui lavori erano stati pubblicati sulle serie di antologie Orbit
| Anno | Fotografia vincitori | Vincitori e candidati | Romanzo | Editore | Note 1 | Note 2   |
| ---- | --- | --- | --- | --- | --- | -------- |
| 1973 | | Arthur C. Clarke | Incontro con Medusa | Playboy | | [ N 22 ] |
| 1973 | Phyllis Gotlieb | Son of the Morning | The Magazine of Fantasy and Science Fiction | | | [ N 22 ] |
| 1973 | Ursula K. Le Guin | Il mondo della foresta | Again, Dangerous Visions (Doubleday) | [ 103 ] | | [ N 22 ] |
| 1973 | Richard A. Lupoff | With the Bentfin Boomer Boys on Little Old New Alabama | Again, Dangerous Visions (Doubleday) | | | [ N 22 ] |
| 1973 | Frederik Pohl | Alpha Aleph | Analog Science Fiction and Fact | | | [ N 22 ] |
| 1973 | Gene Wolfe | La quinta testa di Cerbero | Orbit 10 (G. P. Putnam's Sons) | | | [ N 22 ] |
| 1973 | * Cerimoniere: Presentazione tenutasi presso: Est – Sheraton McAlpin Hotel, New York, New York 28 aprile 1973 Ovest – Claremont Hotel, Berkeley, California 28 aprile 1973 Sud – Le Pavilion Hotel, New Orleans, Louisiana 28 aprile 1973 | * Cerimoniere: Presentazione tenutasi presso: Est – Sheraton McAlpin Hotel, New York, New York 28 aprile 1973 Ovest – Claremont Hotel, Berkeley, California 28 aprile 1973 Sud – Le Pavilion Hotel, New Orleans, Louisiana 28 aprile 1973 | * Cerimoniere: Presentazione tenutasi presso: Est – Sheraton McAlpin Hotel, New York, New York 28 aprile 1973 Ovest – Claremont Hotel, Berkeley, California 28 aprile 1973 Sud – Le Pavilion Hotel, New Orleans, Louisiana 28 aprile 1973 | * Cerimoniere: Presentazione tenutasi presso: Est – Sheraton McAlpin Hotel, New York, New York 28 aprile 1973 Ovest – Claremont Hotel, Berkeley, California 28 aprile 1973 Sud – Le Pavilion Hotel, New Orleans, Louisiana 28 aprile 1973 | * Cerimoniere: Presentazione tenutasi presso: Est – Sheraton McAlpin Hotel, New York, New York 28 aprile 1973 Ovest – Claremont Hotel, Berkeley, California 28 aprile 1973 Sud – Le Pavilion Hotel, New Orleans, Louisiana 28 aprile 1973 | [ 99 ]   |

Nebula Conference 1974: Nella giornata di mercoledì 24 aprile, è stato organizzato un tour presso la Edwards Air Force Base mentre il giorno seguente un ulteriore tour presso la Rockwell International che prevedeva la visualizzazione di uno space shuttle a grandezza naturale. Il venerdì si è tenuta una conferenza di tre ore su varie tematiche relative alla fantascienza nel quale si sono susseguiti interventi a rotazione.
La sera si è tenuta una festa presso la casa di Forrest J. Ackerman. La conferenza si è tenuta sabato mattina, seguito dalla presentazione degli editori, una presentazione di Bruce Murray e Robert L. Forward un discorso di Harlan Ellison e infine un'argomentazione sostenuta da Alfred Worden e Edgar Mitchell.
Worden, Murray e Mitchell si sono alternati a intrattenere i presenti durante il rinfresco. Arthur C. Clarke, vincitore con Incontro con Rama, non fu in grado di partecipare, così Robert A. Heinlein fece firmare a tutti i presenti una copia del libro per poi spedirlo a Clarke.
Una festa ufficiosa si è tenuta sulla costa orientale presso l'hotel Algonquin.
Il 1974 ha visto l'introduzione del premio Nebula per la miglior sceneggiatura. L'idea che ha portato all'introduzione di un nuovo premio da parte della SFWA era rivolta a onorare presentazioni drammatiche come film o programmi televisivi. Alcuni membri ritenevano che la SFWA avrebbe dovuto offrire la possibilità di ottenere premi solo alle opere in prosa, mentre altri pensavano che se altri scrittori potevano unirsi a SFWA sulla base di crediti cinematografici e televisivi, allora i premi avrebbero dovuto riflettere anche questi tipi di opere. Entrambe le parti furono molto esplicite nelle loro preferenze, portando ad un dibattito aspro.
Il Premio Nebula per la miglior sceneggiatura è stato assegnato nel 1974, 1975 e 1977 sotto il nome "miglior presentazione drammatica", mentre nel 1976 sotto il nome di "'miglior sceneggiatura drammatica".
| Anno | Fotografia vincitori | Vincitori e candidati | Romanzo | Editore | Note 1 | Note 2   |
| ---- | --- | --- | --- | --- | --- | -------- |
| 1974 | | Gene Wolfe | La morte del dottor Isola | Universe 3 (Random House) | | [ N 23 ] |
| 1974 | Michael Bishop | Morte e designazione tra gli Asadi | If | | | [ N 23 ] |
| 1974 | Michael Bishop | The White Otters of Childhood | The Magazine of Fantasy and Science Fiction | | | [ N 23 ] |
| 1974 | Jack Dann | Junction | Fantastic | | | [ N 23 ] |
| 1974 | Gardner Dozois | Chains of the Sea | Chains of the Sea (Thomas Nelson) | | | [ N 23 ] |
| 1974 | * Cerimoniere: Robert Bloch Presentazione tenutasi presso: Est - Algonquin Hotel, New York, New York, 27 aprile 1974 Ovest - Century Plaza Hotel, Hollywood, CA, 27 aprile 1974 | * Cerimoniere: Robert Bloch Presentazione tenutasi presso: Est - Algonquin Hotel, New York, New York, 27 aprile 1974 Ovest - Century Plaza Hotel, Hollywood, CA, 27 aprile 1974 | * Cerimoniere: Robert Bloch Presentazione tenutasi presso: Est - Algonquin Hotel, New York, New York, 27 aprile 1974 Ovest - Century Plaza Hotel, Hollywood, CA, 27 aprile 1974 | * Cerimoniere: Robert Bloch Presentazione tenutasi presso: Est - Algonquin Hotel, New York, New York, 27 aprile 1974 Ovest - Century Plaza Hotel, Hollywood, CA, 27 aprile 1974 | * Cerimoniere: Robert Bloch Presentazione tenutasi presso: Est - Algonquin Hotel, New York, New York, 27 aprile 1974 Ovest - Century Plaza Hotel, Hollywood, CA, 27 aprile 1974 | [ 106 ]  |

Nebula Conference 1975: La conferenza di New York si apre con una giornata di dibattito che ha richiamato circa 100 persone. Un altro centinaio prende parte al rinfresco, nel quale Spider Robinson si esibisce con un intro musicale di 20 minuti prima del discorso di apertura di Frederik Pohl, a sua volta seguito dal discorso principale tenuto da Damon Knight incentrato sulla storia e i successi di SFWA.
Oltre ai quattro riconoscimenti tradizionali, e al nuovo premio introdotto l'anno precedente nell'ambito dei premi cinematografici, viene presentato il primo premio alla carriera, il Premio Grand Master consegnato da Tom Scortia a Robert A. Heinlein.
I vincitori dei quattro premi tradizionali, Ursula K. Le Guin, Robert Silverberg, Gordon Eklund e Gregory Benford figuravano tra le 54 persone che partecipavano al rinfresco della West Coast, dove gli ospiti seguivano le argomentazioni di Robert W. Bussard. I nomi dei vincitori al rinfresco sono stati scritti su palloncini che sono stati fatti volare per rivelare il nome al momento di apertura della busta.
| Anno | Fotografia vincitori                                                                                            | Vincitori e candidati                                                                                           | Romanzo | Editore | Note 1 | Note 2   |
| ---- | --- | --- | --- | --- | --- | -------- |
| 1975 | | Robert Silverberg                                                                                               | Nati con la morte                                                                                               | The Magazine of Fantasy and Science Fiction                                                                     | | [ N 24 ] |
| 1975 | Michael Bishop                                                                                                  | On the Street of the Serpents                                                                                   | Science Fiction Emphasis 1 (Ballantine Books)                                                                   | | | [ N 24 ] |
| 1975 | George R. R. Martin                                                                                             | Canzone per Lya                                                                                                 | Analog Science Fact & Fiction                                                                                   | | | [ N 24 ] |
| 1975 | * Cerimoniere: Presentazione tenutasi presso: Est - Warwick Hotel, New York, New York, 26 aprile 1975 Ovest - ? | * Cerimoniere: Presentazione tenutasi presso: Est - Warwick Hotel, New York, New York, 26 aprile 1975 Ovest - ? | * Cerimoniere: Presentazione tenutasi presso: Est - Warwick Hotel, New York, New York, 26 aprile 1975 Ovest - ? | * Cerimoniere: Presentazione tenutasi presso: Est - Warwick Hotel, New York, New York, 26 aprile 1975 Ovest - ? | * Cerimoniere: Presentazione tenutasi presso: Est - Warwick Hotel, New York, New York, 26 aprile 1975 Ovest - ? | [ 109 ]  |

Nebula Conference 1976: L'evento annuale si è tenuto presso il Century Plaza Hotel per una durata di due giorni, alla conferenza hanno preso parte circa 140 persone. George Pal ha argomentato sulle tematiche principali affrontate dal convegno, parlando dei suoi primi film di fantascienza, tra cui Uomini sulla Luna (Destination Moon, 1950), Them e altri. Ulteriori discorsi hanno intrattenuto i presenti dopo il rinfresco da parte di Laurence J. Peter, autore di Principio di Peter e John McCarthy sull'intelligenza artificiale. I presentatori non erano a conoscenza di venire selezionati per dichiarare i vincitori, pertanto furono sorpresi quanto questi ultimi.
| Anno | Fotografia vincitori                                                                                                  | Vincitori e candidati                                                                                                 | Romanzo | Editore | Note 1 | Note 2   |
| ---- | --- | --- | --- | --- | --- | -------- |
| 1976 | In sostituzione per Roger Zelazny                                                                                     | Roger Zelazny | Il "Boia" torna a casa                                                                                                | Analog Science Fact & Fiction                                                                                         | [ 114 ] | [ N 25 ] |
| 1976 | In sostituzione per Roger Zelazny                                                                                     | William K. Carlson | Sunrise West | Vertex | | [ N 25 ] |
| 1976 | In sostituzione per Roger Zelazny                                                                                     | Lisa Tuttle e George R. R. Martin                                                                                     | Tempeste | Analog Science Fact & Fiction                                                                                         | [ 118 ] | [ N 25 ] |
| 1976 | In sostituzione per Roger Zelazny                                                                                     | James Tiptree Jr. | Un momentaneo gusto di esistere                                                                                       | The New Atlantis (Hawthorn Books)                                                                                     | [ 119 ] | [ N 25 ] |
| 1976 | * Cerimoniere: Terry Carr Presentazione tenutasi presso: Century Plaza Hotel, Los Angeles, California, 10 aprile 1976 | * Cerimoniere: Terry Carr Presentazione tenutasi presso: Century Plaza Hotel, Los Angeles, California, 10 aprile 1976 | * Cerimoniere: Terry Carr Presentazione tenutasi presso: Century Plaza Hotel, Los Angeles, California, 10 aprile 1976 | * Cerimoniere: Terry Carr Presentazione tenutasi presso: Century Plaza Hotel, Los Angeles, California, 10 aprile 1976 | * Cerimoniere: Terry Carr Presentazione tenutasi presso: Century Plaza Hotel, Los Angeles, California, 10 aprile 1976 | [ 113 ]  |

Nebula Conference 1977: Prima della cena una serie conferenze non presidiate tratta il tema della fantascienza internazionale, Harlan Ellison ha tenuto una discussione contro la decisione di eliminare il premio Nebula per la migliore sceneggiatura drammatica, dopo soli tre anni dalla creazione del premio, terminando con le sue dimissioni dalla SFWA in segno di protesta, l'abolizione della categoria era stata annunciata solo durante la conferenza che si era svolta il giorno dopo gli scrutini. Circa duecento persone hanno partecipato all'cocktail hour e alla cena, Asimov in qualità di cerimoniere ha introdotto il discorso oratorio di Clifford D. Simak. A New York viene tenuta la cena non ufficiale della West Coast, in questa occasione tenutasi sulla nave America nella Baia di San Francisco con circa 50 ospiti. La serata è stata portata avanti dai gemelli Benford e il discorso principale è stato tenuto da Clayton Bailey, curatore del World Kaolithic Museum, al suo primo anniversario.
| Anno | Fotografia vincitori | Vincitori e candidati | Romanzo | Editore | Note 1 | Note 2   |
| ---- | --- | --- | --- | --- | --- | -------- |
| 1977 | | James Tiptree Jr. | Houston, Houston, ci sentite? | Aurora: Beyond Equality (Gold Medal Books) | | [ N 26 ] |
| 1977 | Michael Bishop | The Samurai and the Willows | The Magazine of Fantasy and Science Fiction | | | [ N 26 ] |
| 1977 | Richard Cowper | Piper at the Gates of Dawn | The Magazine of Fantasy & Science Fiction | | | [ N 26 ] |
| 1977 | Gene Wolfe | Il miracolo nei tuoi occhi | Future Power (Random House) | | | [ N 26 ] |
| 1977 | * Cerimoniere: Jim Benford, Gregory Benford, Isaac Asimov Presentazione tenutasi presso: Est - Warwick Hotel, New York, New York, 30 aprile 1977 Ovest - America, San Francisco Bay, California, 30 aprile 1977 | * Cerimoniere: Jim Benford, Gregory Benford, Isaac Asimov Presentazione tenutasi presso: Est - Warwick Hotel, New York, New York, 30 aprile 1977 Ovest - America, San Francisco Bay, California, 30 aprile 1977 | * Cerimoniere: Jim Benford, Gregory Benford, Isaac Asimov Presentazione tenutasi presso: Est - Warwick Hotel, New York, New York, 30 aprile 1977 Ovest - America, San Francisco Bay, California, 30 aprile 1977 | * Cerimoniere: Jim Benford, Gregory Benford, Isaac Asimov Presentazione tenutasi presso: Est - Warwick Hotel, New York, New York, 30 aprile 1977 Ovest - America, San Francisco Bay, California, 30 aprile 1977 | * Cerimoniere: Jim Benford, Gregory Benford, Isaac Asimov Presentazione tenutasi presso: Est - Warwick Hotel, New York, New York, 30 aprile 1977 Ovest - America, San Francisco Bay, California, 30 aprile 1977 | [ 120 ]  |

Nebula Conference 1978: Preceduto da un paio di feste serali nelle notti di giovedì e venerdì, l'evento ufficiale del 1978 è iniziato con il convegno di sabato mattina, il pomeriggio è stato riempito di argomentazioni, domande e risposte sugli aspetti tecnici del business dell'editoria, la cena che visto coinvolte 160 persone è stata ospitata da Robert Silverberg, il fumettista B. Kliban ha intrattenuto i presenti, seguito da William J. Kaufmann con un tema incentrato sui buchi neri. Dal momento che l'evento ufficiale è stato ospitato a San Francisco, a New York si è tenuto un banchetto non ufficiale presso l'American Hotel, dove erano presenti Spider e Jeanne Robinson per ricevere i propri premi.
| Anno | Fotografia vincitori | Vincitori e candidati | Romanzo | Editore | Note 1 | Note 2   |
| ---- | --- | --- | --- | --- | --- | -------- |
| 1978 | | Spider Robinson & Jeanne Robinson | Stardance | Analog Science Fact & Fiction | | [ N 27 ] |
| 1978 | Vonda N. McIntyre | Aztecs | 2076: The American Tricentennial (Pyramid Books) | | | [ N 27 ] |
| 1978 | * Cerimoniere: Robert Silverberg Presentazione tenutasi presso: Est - American Hotel, New York, New York, 29 aprile 1978 Ovest - Sir Francis Drake Hotel, San Francisco Bay, California, 29 aprile 1978 | * Cerimoniere: Robert Silverberg Presentazione tenutasi presso: Est - American Hotel, New York, New York, 29 aprile 1978 Ovest - Sir Francis Drake Hotel, San Francisco Bay, California, 29 aprile 1978 | * Cerimoniere: Robert Silverberg Presentazione tenutasi presso: Est - American Hotel, New York, New York, 29 aprile 1978 Ovest - Sir Francis Drake Hotel, San Francisco Bay, California, 29 aprile 1978 | * Cerimoniere: Robert Silverberg Presentazione tenutasi presso: Est - American Hotel, New York, New York, 29 aprile 1978 Ovest - Sir Francis Drake Hotel, San Francisco Bay, California, 29 aprile 1978 | * Cerimoniere: Robert Silverberg Presentazione tenutasi presso: Est - American Hotel, New York, New York, 29 aprile 1978 Ovest - Sir Francis Drake Hotel, San Francisco Bay, California, 29 aprile 1978 | [ 124 ]  |

Nebula Conference 1979: L’evento ha visto la partecipazione di circa trecento persone, tra cui molti professionisti dell'editoria che avevano abbandonato il genere, hanno partecipato all'evento. In questa edizione il portavoce di SFWA ha annunciato in anticipo i vincitori alla stampa, togliendo ogni suspense alla cena. Il convegno si è concentrato su questioni organizzative e il consiglio ha annunciato il processo di costituzione. Durante l'incontro erano presenti gruppi di esperti che hanno trattato argomenti in materia di diritti stranieri, rimostranze e editoria. Il discorso principale è stato tenuto dall'editore Bob Guccione, che in collaborazione con la moglie Kathy Keeton Guccione aveva da poco fondato la rivista fantascientifica Omni. I premi di servizio sono andati a Jerry Pournelle, Andrew j. Offutt, e Thomas Monteleone con un premio speciale conferito a Joe Shuster e Jerry Siegel per la creazione di Superman.
| Anno | Fotografia vincitori                                                                                                 | Vincitori e candidati                                                                                                | Romanzo | Editore | Note 1 | Note 2   |
| ---- | --- | --- | --- | --- | --- | -------- |
| 1979 | | John Varley | La persistenza della visione                                                                                         | The Magazine of Fantasy and Science Fiction                                                                          | | [ N 28 ] |
| 1979 | Gene Wolfe | Sette notti americane                                                                                                | Orbit 20 (Harper & Row)                                                                                              | | | [ N 28 ] |
| 1979 | * Cerimoniere: Norman Spinrad Presentazione tenutasi presso: Est - Warwick Hotel, New York, New York, 21 aprile 1979 | * Cerimoniere: Norman Spinrad Presentazione tenutasi presso: Est - Warwick Hotel, New York, New York, 21 aprile 1979 | * Cerimoniere: Norman Spinrad Presentazione tenutasi presso: Est - Warwick Hotel, New York, New York, 21 aprile 1979 | * Cerimoniere: Norman Spinrad Presentazione tenutasi presso: Est - Warwick Hotel, New York, New York, 21 aprile 1979 | * Cerimoniere: Norman Spinrad Presentazione tenutasi presso: Est - Warwick Hotel, New York, New York, 21 aprile 1979 | [ 128 ]  |

### Anni 1980-1989
Nebula Conference 1980: Dopo il meeting di sabato, Rick Sternbach, illustratore noto per le sue tavole inerenti allo spazio, illustra una presentazione di fronte a una giuria composta da sei editori. Alla cena sono presenti 120 invitati, il Dr. Edward Krupp, direttore del Osservatorio Griffith, ha tenuto il discorso principale seguito da un discorso di Robert L. Forward. Arthur C. Clarke ha inviato una registrazione audio di un discorso di accettazione per riguardante la sua opera vincitrice del premio Nebula.
| Anno | Fotografia vincitori | Vincitori e candidati | Romanzo | Editore | Note 1 | Note 2   |
| ---- | --- | --- | --- | --- | --- | -------- |
| 1980 | | Barry B. Longyear | Mio caro nemico | Asimov's Science Fiction | | [ N 29 ] |
| 1980 | Samuel R. Delany | La storia di Gorgik | Asimov's SF Adventure Magazine                                                                                              | [ 136 ] | | [ N 29 ] |
| 1980 | Frederik Pohl | Un segretissimo agente segreto                                                                                              | Asimov's Science Fiction | | | [ N 29 ] |
| 1980 | Hilbert Schenck | The Battle of the Abaco Reefs                                                                                               | The Magazine of Fantasy and Science Fiction                                                                                 | | | [ N 29 ] |
| 1980 | Joan D. Vinge | Nave incendiaria | Analog Science Fact & Fiction                                                                                               | | | [ N 29 ] |
| 1980 | Richard Wilson | The Story Writer | Destinies | | | [ N 29 ] |
| 1980 | * Cerimoniere: David Gerrold Presentazione tenutasi presso: Beverly Wilshire Hotel, Los Angeles, California, 26 aprile 1980 | * Cerimoniere: David Gerrold Presentazione tenutasi presso: Beverly Wilshire Hotel, Los Angeles, California, 26 aprile 1980 | * Cerimoniere: David Gerrold Presentazione tenutasi presso: Beverly Wilshire Hotel, Los Angeles, California, 26 aprile 1980 | * Cerimoniere: David Gerrold Presentazione tenutasi presso: Beverly Wilshire Hotel, Los Angeles, California, 26 aprile 1980 | * Cerimoniere: David Gerrold Presentazione tenutasi presso: Beverly Wilshire Hotel, Los Angeles, California, 26 aprile 1980 | [ 132 ]  |

Nebula Conference 1981: Giovedì sera, una festa non ufficiale viene organizzata da Timescape Books, linea fantascientifica della Pocket Books della casa editrice Simon & Schuster e Forbidden Planet, (nome commerciale di due distinte catene di libri di fantascienza, fantasy e horror in tutto il Regno Unito, Irlanda e Stati Uniti), in una delle librerie di quest'ultima. Dopo la conferenza del sabato Sono seguite le presentazioni di editoria e royalties, anche se l'attrazione principale è risultata essere una convenzione di modelli in tutta la sala. Barbara Marx Hubbard, futurologa autrice e oratrice, ha tenuto il discorso d'apertura legato ai programma spaziale al cristianesimo rinato, non ottenendo grande successo. Altre argomentazioni sono state tenute da Marvin Minsky e Marc Chartrand.
| Anno | Fotografia vincitori                                                                              | Vincitori e candidati                                                                             | Romanzo                                                                                           | Editore                                                                                           | Note 1                                                                                            | Note 2   |
| ---- | ------------------------------------------------------------------------------------------------- | ------------------------------------------------------------------------------------------------- | ------------------------------------------------------------------------------------------------- | ------------------------------------------------------------------------------------------------- | ------------------------------------------------------------------------------------------------- | -------- |
| 1981 |                                                                                                   | Suzy McKee Charnas                                                                                | L'arazzo dell'unicorno                                                                            | New Dimensions 11 (Pocket Books)                                                                  | [ 138 ]                                                                                           | [ N 30 ] |
| 1981 | Avram Davidson                                                                                    | There Beneath the Silky-Trees and Whelmed in Deeper Gulphs Than Me                                | Other Worlds 2 (Zebra Books)                                                                      |                                                                                                   |                                                                                                   | [ N 30 ] |
| 1981 | Gordon R. Dickson                                                                                 | Il Dorsai perduto                                                                                 | Destinies                                                                                         |                                                                                                   |                                                                                                   | [ N 30 ] |
| 1981 | Thomas M. Disch                                                                                   | Il bravo piccolo tostapane. Una favola per elettrodomestici                                       | The Magazine of Fantasy and Science Fiction                                                       |                                                                                                   |                                                                                                   | [ N 30 ] |
| 1981 | Marta Randall                                                                                     | Dangerous Games                                                                                   | The Magazine of Fantasy & Science Fiction                                                         |                                                                                                   |                                                                                                   | [ N 30 ] |
| 1981 | Michael Shea                                                                                      | L'autopsia                                                                                        | The Magazine of Fantasy & Science Fiction                                                         |                                                                                                   |                                                                                                   | [ N 30 ] |
| 1981 | * Cerimoniere: Presentazione tenutasi presso: Waldorf-Astoria, New York, New York, 25 aprile 1981 | * Cerimoniere: Presentazione tenutasi presso: Waldorf-Astoria, New York, New York, 25 aprile 1981 | * Cerimoniere: Presentazione tenutasi presso: Waldorf-Astoria, New York, New York, 25 aprile 1981 | * Cerimoniere: Presentazione tenutasi presso: Waldorf-Astoria, New York, New York, 25 aprile 1981 | * Cerimoniere: Presentazione tenutasi presso: Waldorf-Astoria, New York, New York, 25 aprile 1981 | [ 137 ]  |

Nebula Conference 1982: Le prime conferenze sono iniziate il venerdì pomeriggio, mentre il venerdì Timescape Books ha sponsorizzato il ricevimento serale. Il meeting si è tenuto sabato mattina, seguito da una serie di conferenze e alcuni filmati forniti dalla NASA. La recensionista del San Francisco Chronicle Patricia Holt ha tenuto un discorso sulla revisione dei libri e della necessità di rivedere i tascabili. Gene Wolfe prima della vittoria del miglior romanzo, ha tenuto un discorso agli ospiti.
Con l'avvicinarsi della 17ª edizione dei premii Nebula, i nomi dei vincitori vennero anticipatamente pubblicati sulla rivista settimanale statunitense Publishers Weekly, pubblicazioni legate alle uscite dei romanzi, dei bestseller.
La pubblicazione scatenò le proteste dell'autrice Lisa Tuttle, portandola a richiedere il ritiro del racconto The Bone Flute dalle candidature dei finalisti del premio Nebula per il miglior racconto. La protesta della Tuttle è stata motivata dal modo in cui la cosa è gestita, e nella speranza che la sua protesta potesse spingere la commissione a istituire alcune semplici regole come ad esempio l'assicurarsi l'invio di tutte le opere a giudizio a tutti gli elettori, oppure squalificando le opere promosse dagli autori o dagli editori, al fine di rendere l'intero sistema Nebula meno di una farsa, si rese infatti conto che lo scrittore George Guthridge, candidato anche lui nella sua stessa categoria per il racconto The Quiet, stava pubblicizzando l'opera inviando copie ai membri della SFWA con in allegato una lettera scritta dall'editore di The Magazine of Fantasy and Science Fiction Ed Ferman.
Una lettera dell'autrice, inviata a Frank Catalano membro della SFWA, nella quale comunica per iscritto la motivazione delle proteste non rimane inosservata, a circa tre settimane dagli annunci ufficiali, lo stesso Frank la informa che il suo racconto era stato scelto come vincitore.
La Tuttle aveva ufficialmente ritirato il racconto, quindi si oppose dichiarando che avrebbe rifiutato il premio, Frank non sapendo cosa fare passò il problema ad altri membri della SFWA, fino a Charles L. Grant, che contattò l'autrice e le annunciò che sarebbe stata comunque lei la vincitrice del premio, essendo già stato inciso sulla targa celebrativa il suo nome e il nome della sua opera. Non riuscendo a convincere la Tuttle, Charles le comunicò che non era sicuro di come si sarebbe comportato alla cerimonia. La Tuttle diede il consiglio di spiegare che il vincitore aveva ritirato la presentazione dell'opera prima di sapere della vittoria, oppure fornendo i veri dettagli sul motivo per l'opera era stata ritirata e il premio rifiutato.
La Tuttle decise di non presenziare alla cerimonia e quindi di non pronunciare il consueto discorso di ringraziamento; la commissione rassicurò la scrittrice sul fatto che le sue ragioni sarebbero state rese note al pubblico dalla commissione stessa.
Il 29 aprile, cinque giorni dopo la premiazione, la Tuttle ricevette un telegramma da parte di John Douglas della Pocket Books con le congratulazioni per aver vinto il premio. In seguito alla telefonata con Douglas, la Tuttle si rese conto che aveva accettato il premio per suo conto, come spesso accadeva per autori che non potevano essere presenti alla cerimonia, apprese inoltre che non era stata detta una parola sul suo rifiuto, ne tantomeno sulle motivazioni.
La risposta implicita da parte di SFWA a Lisa e alle sue lamentele, consiste in una lettera su Locus magazine da parte della vicepresidente Marta Randall, che con l'assioma Tutto ciò che non è proibito è obbligatorio deduce dalle regole dei premi Nebula che fosse impossibile per Lisa ritirare il suo racconto.
| Anno | Fotografia vincitori                                                                                                 | Vincitori e candidati                                                                                                | Romanzo | Editore | Note 1 | Note 2          |
| ---- | --- | --- | --- | --- | --- | --------------- |
| 1982 | | Poul Anderson | Il gioco di Saturno                                                                                                  | Analog Science Fact & Fiction                                                                                        | | [ N 31 ]        |
| 1982 | Gregory Benford | Swarmer, Skimmer | SF Digest | | | [ N 31 ]        |
| 1982 | Jack Dann | Amnesia | The Berkley Showcase, Vol 3 (Berkley Books)                                                                          | | | [ N 31 ]        |
| 1982 | Phyllis Eisenstein                                                                                                   | In the Western Tradition                                                                                             | The Magazine of Fantasy and Science Fiction                                                                          | | | [ N 31 ]        |
| 1982 | Vernor Vinge | Il vero nome | Binary Star 5 (Dell Publishing)                                                                                      | | | [ N 31 ]        |
| 1982 | Kate Wilhelm | The Winter Beach | Redbook | | | [ N 31 ]        |
| 1982 | * Cerimoniere: Terry Carr Presentazione tenutasi presso: Claremont Resort Hotel, Oakland, California, 24 aprile 1982 | * Cerimoniere: Terry Carr Presentazione tenutasi presso: Claremont Resort Hotel, Oakland, California, 24 aprile 1982 | * Cerimoniere: Terry Carr Presentazione tenutasi presso: Claremont Resort Hotel, Oakland, California, 24 aprile 1982 | * Cerimoniere: Terry Carr Presentazione tenutasi presso: Claremont Resort Hotel, Oakland, California, 24 aprile 1982 | * Cerimoniere: Terry Carr Presentazione tenutasi presso: Claremont Resort Hotel, Oakland, California, 24 aprile 1982 | [ 137 ] [ 145 ] |

Nebula Conference 1983 : L'evento è iniziato con l'aperitivo di venerdì sera nella Presidential suite. Per la prima volta è presente un gran numero di editori, partecipando agli eventi organizzati più di quanto non abbiano fatto gli autori pubblicati. A causa delle intemperie che hanno causato una raffica d'acqua, l'hotel ha dovuto trovare un nuovo posto per ospitare l'evento. Il tradizionale meeting è stato scarsamente frequentato, con argomentazioni sui computer, sui redattori e uno sui diritti stranieri. L'unico discorso tenuto al banchetto è stato della Avon.
| Anno | Fotografia vincitori                                                                                              | Vincitori e candidati                                                                                             | Romanzo | Editore | Note 1 | Note 2   |
| ---- | --- | --- | --- | --- | --- | -------- |
| 1983 | In sostituzione per John Kessel                                                                                   | John Kessel | Another Orphan | The Magazine of Fantasy and Science Fiction                                                                       | | [ N 32 ] |
| 1983 | In sostituzione per John Kessel                                                                                   | Fritz Leiber | Horrible Imaginings                                                                                               | Death (Playboy)                                                                                                   | | [ N 32 ] |
| 1983 | In sostituzione per John Kessel                                                                                   | Brad Linaweaver                                                                                                   | Moon of Ice | Amazing Stories                                                                                                   | | [ N 32 ] |
| 1983 | In sostituzione per John Kessel                                                                                   | George R. R. Martin                                                                                               | Unsound Variations                                                                                                | Amazing Stories                                                                                                   | | [ N 32 ] |
| 1983 | In sostituzione per John Kessel                                                                                   | Joanna Russ | Anime | The Magazine of Fantasy & Science Fiction                                                                         | | [ N 32 ] |
| 1983 | * Cerimoniere: Charles L. Grant Presentazione tenutasi presso: Statler Hilton, New York, New York, 23 aprile 1983 | * Cerimoniere: Charles L. Grant Presentazione tenutasi presso: Statler Hilton, New York, New York, 23 aprile 1983 | * Cerimoniere: Charles L. Grant Presentazione tenutasi presso: Statler Hilton, New York, New York, 23 aprile 1983 | * Cerimoniere: Charles L. Grant Presentazione tenutasi presso: Statler Hilton, New York, New York, 23 aprile 1983 | * Cerimoniere: Charles L. Grant Presentazione tenutasi presso: Statler Hilton, New York, New York, 23 aprile 1983 | [ 146 ]  |

Nebula Conference 1984 : L'evento ha inizio venerdì sera, sponsorizzata da Berkley and Bantam mentre Baen Books ha sponsorizzato il ricevimento antecedente la cena, Berkley e IASFM hanno sponsorizzato il ricevimento sabato sera. Art Seidenbaum, editore e scrittore della L.A. Times Book Review ha tento il discorso principale. Il meeting si è tenuto sabato mattina, seguito da una discussione dell'agente letterario della SFWA Richard Curtis e dall'avvocato della SFWA Henry Holmes sui metodi di negoziazione con gli editori.
| Anno | Fotografia vincitori                                                                                        | Vincitori e candidati                                                                                       | Romanzo | Editore | Note 1 | Note 2   |
| ---- | --- | --- | --- | --- | --- | -------- |
| 1984 | | Greg Bear                                                                                                   | Lotta dura                                                                                                  | Asimov's Science Fiction                                                                                    | | [ N 33 ] |
| 1984 | Michael Bishop                                                                                              | The Gospel According to Gamaliel Crucis                                                                     | Asimov's Science Fiction                                                                                    | | | [ N 33 ] |
| 1984 | Michael Bishop                                                                                              | Marito Habilis                                                                                              | Universe 13 (Doubleday)                                                                                     | | | [ N 33 ] |
| 1984 | Avram Davidson                                                                                              | Eszterhazy and the Autogóndola-Invention                                                                    | Amazing Stories                                                                                             | | | [ N 33 ] |
| 1984 | Vonda N. McIntyre                                                                                           | Transit | Asimov's Science Fiction                                                                                    | | | [ N 33 ] |
| 1984 | Robert Silverberg                                                                                           | Homefaring                                                                                                  | Amazing Stories                                                                                             | | | [ N 33 ] |
| 1984 | * Cerimoniere: Terry Carr Presentazione tenutasi presso: Queen Mary, Long Beach, California, 28 aprile 1984 | * Cerimoniere: Terry Carr Presentazione tenutasi presso: Queen Mary, Long Beach, California, 28 aprile 1984 | * Cerimoniere: Terry Carr Presentazione tenutasi presso: Queen Mary, Long Beach, California, 28 aprile 1984 | * Cerimoniere: Terry Carr Presentazione tenutasi presso: Queen Mary, Long Beach, California, 28 aprile 1984 | * Cerimoniere: Terry Carr Presentazione tenutasi presso: Queen Mary, Long Beach, California, 28 aprile 1984 | [ 150 ]  |

Nebula Conference 1985: Ian e Betty Ballantine, fondatori della Ballantine Books, hanno ricevuto un il World Fantasy Special Award—Professional premio speciale per i loro contributi pionieristici alla fantascienza e all'editoria fantasy. Il meeting si è svolto sabato a mezzogiorno ed è stato seguito dalle argomentazioni degli editori e degli agenti. LACon ha sponsorizzato il ricevimento precedente al banchetto. Come per l'evento del 1983, gli editori erano più numerosi degli autori. L'avvocato Tim Jensen è stato l'oratore principale e ha parlato della tassazione sugli autori. Dopo il banchetto, Harlan Ellison assali pubblicamente l'autore e critico Charles Platt per alcuni commenti riguardo al premio ottenuto da Larry Shaw. Platt successivamente non intraprese azioni legali contro Ellison, e i due uomini firmarono un "patto di non aggressione", promettendo di non discutere mai più l'incidente né di avere contatti tra loro. Platt sostenne successivamente che Ellison si vantò pubblicamente per l'incidente. Thomas M. Disch ha preso a pugni William Gibson, senza spiegazioni.
| Anno | Fotografia vincitori                                                                             | Vincitori e candidati                                                                            | Romanzo                                                                                          | Editore                                                                                          | Note 1                                                                                           | Note 2          |
| ---- | ------------------------------------------------------------------------------------------------ | ------------------------------------------------------------------------------------------------ | ------------------------------------------------------------------------------------------------ | ------------------------------------------------------------------------------------------------ | ------------------------------------------------------------------------------------------------ | --------------- |
| 1985 | In sostituzione per John Varley                                                                  | John Varley                                                                                      | Premi Enter                                                                                      | Asimov's Science Fiction                                                                         |                                                                                                  | [ N 34 ]        |
| 1985 | In sostituzione per John Varley                                                                  | Avram Davidson                                                                                   | Young Doctor Eszterhazy                                                                          | Amazing Stories                                                                                  |                                                                                                  | [ N 34 ]        |
| 1985 | In sostituzione per John Varley                                                                  | Nancy Kress                                                                                      | Trinità                                                                                          | Asimov's Science Fiction                                                                         |                                                                                                  | [ N 34 ]        |
| 1985 | In sostituzione per John Varley                                                                  | Frederik Pohl                                                                                    | La nascita di Bed-Stuy                                                                           | The Magazine of Fantasy and Science Fiction                                                      |                                                                                                  | [ N 34 ]        |
| 1985 | In sostituzione per John Varley                                                                  | Lucius Shepard                                                                                   | A Traveler's Tale                                                                                | Asimov's Science Fiction                                                                         |                                                                                                  | [ N 34 ]        |
| 1985 | In sostituzione per John Varley                                                                  | Michael Swanwick                                                                                 | Marrow Death                                                                                     | Asimov's Science Fiction                                                                         |                                                                                                  | [ N 34 ]        |
| 1985 | * Cerimoniere: Presentazione tenutasi presso: Warwick Hotel di New York, New York, 5 maggio 1985 | * Cerimoniere: Presentazione tenutasi presso: Warwick Hotel di New York, New York, 5 maggio 1985 | * Cerimoniere: Presentazione tenutasi presso: Warwick Hotel di New York, New York, 5 maggio 1985 | * Cerimoniere: Presentazione tenutasi presso: Warwick Hotel di New York, New York, 5 maggio 1985 | * Cerimoniere: Presentazione tenutasi presso: Warwick Hotel di New York, New York, 5 maggio 1985 | [ 150 ] [ 159 ] |

Nebula Conference 1986: Oltre 200 membri e amici della SFWA hanno partecipato al rinfresco e alla programmazione del fine settimana nell’evento del 1986. In questa edizione i premi sono stati presentati prima del rinfresco.
La programmazione è iniziata sabato mattina, durante la presentazione per il miglior romanzo breve si è verificata una breve fase di stallo, una volta risolta il resto la cerimonia si è svolta senza ulteriori intoppi. Particolarmente comiche ed apprezzate sono state le osservazioni critiche espresse da Connie Willis riguardanti la mancanza di drammaticità e suspense durante la cerimonia.
| Anno | Fotografia vincitori                                                                                                  | Vincitori e candidati                                                                                                 | Romanzo | Editore | Note 1 | Note 2   |
| ---- | --- | --- | --- | --- | --- | -------- |
| 1986 | | Robert Silverberg | Salpare per Bisanzio                                                                                                  | Asimov's Science Fiction                                                                                              | | [ N 35 ] |
| 1986 | Kim Stanley Robinson                                                                                                  | Verde Marte | Asimov's Science Fiction                                                                                              | | | [ N 35 ] |
| 1986 | Bruce Sterling | Giorni verdi nel Brunei                                                                                               | Asimov's Science Fiction                                                                                              | | | [ N 35 ] |
| 1986 | James Tiptree Jr. | L'unica cosa sana da fare                                                                                             | The Magazine of Fantasy and Science Fiction                                                                           | | | [ N 35 ] |
| 1986 | Kate Wilhelm | The Gorgon Field | Asimov's Science Fiction                                                                                              | | | [ N 35 ] |
| 1986 | Roger Zelazny | 24 vedute del monte Fuji, di Hokusai                                                                                  | Asimov's Science Fiction                                                                                              | | | [ N 35 ] |
| 1986 | * Cerimoniere: Robert Silverberg Presentazione tenutasi presso: Claremont Hotel, Berkeley, California, 26 aprile 1986 | * Cerimoniere: Robert Silverberg Presentazione tenutasi presso: Claremont Hotel, Berkeley, California, 26 aprile 1986 | * Cerimoniere: Robert Silverberg Presentazione tenutasi presso: Claremont Hotel, Berkeley, California, 26 aprile 1986 | * Cerimoniere: Robert Silverberg Presentazione tenutasi presso: Claremont Hotel, Berkeley, California, 26 aprile 1986 | * Cerimoniere: Robert Silverberg Presentazione tenutasi presso: Claremont Hotel, Berkeley, California, 26 aprile 1986 | [ 160 ]  |

Nebula Conference 1987: L’evento è iniziato il venerdì sera, dove sono state organizzate feste sponsorizzate da Berkley Books (nel Greenwich Village) e Tor Books. Oltre al banchetto, l’evento è stato programmato della durata di due giorni, anche se parte del programma finale nella giornata di domenica è stato cancellato a causa della scarsa presenza. Charles Sheffield ha coperto il ruolo di cerimoniere. Barry Moser,  intagliatore e artista del legno, ospite all’evento è stato il principale relatore. La Davis Publications ha sponsorizzato una festa dopo il banchetto.
| Anno | Fotografia vincitori                                                                                          | Vincitori e candidati                                                                                         | Romanzo | Editore | Note 1 | Note 2   |
| ---- | --- | --- | --- | --- | --- | -------- |
| 1987 | | Lucius Shepard                                                                                                | R&R | Asimov's Science Fiction                                                                                      | | [ N 37 ] |
| 1987 | Gregory Benford                                                                                               | Newton Sleep                                                                                                  | The Magazine of Fantasy and Science Fiction                                                                   | | | [ N 37 ] |
| 1987 | Kim Stanley Robinson                                                                                          | Escape from Kathmandu                                                                                         | Asimov's Science Fiction                                                                                      | | | [ N 37 ] |
| 1987 | Robert Silverberg                                                                                             | Gilgamesh all'inferno                                                                                         | Asimov's Science Fiction                                                                                      | | | [ N 37 ] |
| 1987 | F. Paul Wilson                                                                                                | Dydeetown Girl                                                                                                | Far Frontiers 4 (Baen Books)                                                                                  | | | [ N 37 ] |
| 1987 | * Cerimoniere: Charles Sheffield Presentazione tenutasi presso: Halloran House Hotel, New York, 2 maggio 1987 | * Cerimoniere: Charles Sheffield Presentazione tenutasi presso: Halloran House Hotel, New York, 2 maggio 1987 | * Cerimoniere: Charles Sheffield Presentazione tenutasi presso: Halloran House Hotel, New York, 2 maggio 1987 | * Cerimoniere: Charles Sheffield Presentazione tenutasi presso: Halloran House Hotel, New York, 2 maggio 1987 | * Cerimoniere: Charles Sheffield Presentazione tenutasi presso: Halloran House Hotel, New York, 2 maggio 1987 | [ 166 ]  |

Nebula Conference 1988: L’evento del 1988 ha avuto tra i suoi ospiti celebri David Rappaport, attore del film I banditi del tempo, per una bizzarra coincidenza, l’attore che risiedeva presso l’hotel è stato visto mentre leggeva Omni (rivista di fantascienza e scienza pubblicata negli Stati Uniti e in Gran Bretagna, che conteneva articoli riguardanti fatti scientifici e piccoli racconti fantascientifici), informato che l'editore della rivista si trovava sul lato opposto della piscina come ospite dei Nebula, che in quel momento si stavano svolgendo, si offrì di parlare e divenne un oratore al banchetto. David Webb, che avrebbe dovuto limitarsi a presentare Louis Friedman come relatore principale, si è cimentato in una polemica avente come tema il ritorno nello spazio, successivamente Friedman, relatore principale designato dell’evento, ha esposto le sue convinzioni inerenti alla necessità di esplorare Marte, entrambe le argomentazioni non sono state accolte in maniera positiva dal resto dei presenti. Durante la serata, è stato assegnato il Grand Master Award ad Alfred Bester, venuto a mancare il 30 settembre 1987.
| Anno | Fotografia vincitori | Vincitori e candidati | Romanzo | Editore | Note 1 | Note 2   |
| ---- | --- | --- | --- | --- | --- | -------- |
| 1988 | | Kim Stanley Robinson | L'esperto di geometria cieco | Asimov's Science Fiction | | [ N 38 ] |
| 1988 | John M. Ford | Fugue State | Under the Wheel (Baen Books) | | | [ N 38 ] |
| 1988 | Keith Roberts | L'amica della tigre | The Magazine of Fantasy and Science Fiction                                                                                      | | | [ N 38 ] |
| 1988 | Geoff Ryman | The Unconquered Country | Bantam Spectra | | | [ N 38 ] |
| 1988 | Robert Silverberg | Comunione segreta | Asimov's Science Fiction | | | [ N 38 ] |
| 1988 | Walter Jon Williams | Witness | Wild Cards (Bantam Spectra) | | | [ N 38 ] |
| 1988 | * Cerimoniere: Charles Sheffield Presentazione tenutasi presso: Hollywood Roosevelt Hotel, Hollywood, California, 21 maggio 1988 | * Cerimoniere: Charles Sheffield Presentazione tenutasi presso: Hollywood Roosevelt Hotel, Hollywood, California, 21 maggio 1988 | * Cerimoniere: Charles Sheffield Presentazione tenutasi presso: Hollywood Roosevelt Hotel, Hollywood, California, 21 maggio 1988 | * Cerimoniere: Charles Sheffield Presentazione tenutasi presso: Hollywood Roosevelt Hotel, Hollywood, California, 21 maggio 1988 | * Cerimoniere: Charles Sheffield Presentazione tenutasi presso: Hollywood Roosevelt Hotel, Hollywood, California, 21 maggio 1988 | [ 170 ]  |

Nebula Conference 1989: Greg Bear, allora presidente di SFWA (1988 - 1990), a differenza degli anni precedenti nel quale sono trapelati ufficialmente o ufficiosamente i vincitori, ha tenuto segreti i nomi di questi ultimi, trattando tutti i candidati nella stessa maniera, altra iniziativa intrapresa da Bear in questa edizione, è stata quella di consegnare a tutti i candidati i certificati di partecipazione. Gli sponsor per questa edizione sono stati Tor Books, che ha organizzato una festa il 20 aprile, in onore dell’apertura della SFWA Nebula Conference e Bantam Books, con un ricevimento il giorno successivo. L'inaugurazione ufficiale ha avuto luogo il 21 aprile in serata, mentre sabato mattina si è tenuto l’annuale Business Meeting. Nel pomeriggio diverse sessioni su agenti e sui contratti nel mondo condiviso, anche se risultarono scarsamente frequentati. Prima del banchetto ufficiale, si sono inoltre tenuti due cocktail party, quello tradizionale e quello pesadico ospitati da Julius Schwartz, editore di fumetti. Ian Ballantine ha tenuto il discorso di apertura. Durante questo evento è stato assegnato a Ray Bradbury il Grand Master Award
| Anno | Fotografia vincitori                                                                   | Vincitori e candidati                                                                  | Romanzo                                                                                | Editore                                                                                | Note 1                                                                                 | Note 2   |
| ---- | -------------------------------------------------------------------------------------- | -------------------------------------------------------------------------------------- | -------------------------------------------------------------------------------------- | -------------------------------------------------------------------------------------- | -------------------------------------------------------------------------------------- | -------- |
| 1989 |                                                                                        | Connie Willis                                                                          | L'ultimo dei Winnebago                                                                 | Asimov's Science Fiction                                                               |                                                                                        | [ N 39 ] |
| 1989 | Bradley Denton                                                                         | The Calvin Coolidge Home for Dead Comedians                                            | The Magazine of Fantasy and Science Fiction                                            |                                                                                        |                                                                                        | [ N 39 ] |
| 1989 | Lucius Shepard                                                                         | La bellissima figlia del cercatore di scaglie                                          | Asimov's Science Fiction                                                               |                                                                                        |                                                                                        | [ N 39 ] |
| 1989 | Norman Spinrad                                                                         | Journals of the Plague Years                                                           | Full Spectrum (Bantam Spectra)                                                         |                                                                                        |                                                                                        | [ N 39 ] |
| 1989 | Walter Jon Williams                                                                    | Surfacing                                                                              | Asimov's Science Fiction                                                               |                                                                                        |                                                                                        | [ N 39 ] |
| 1989 | Jane Yolen                                                                             | The Devil's Arithmetic                                                                 | Viking Kestrel                                                                         |                                                                                        |                                                                                        | [ N 39 ] |
| 1989 | * Cerimoniere: Presentazione tenutasi presso: Penta Hotel, New York, il 22 aprile 1989 | * Cerimoniere: Presentazione tenutasi presso: Penta Hotel, New York, il 22 aprile 1989 | * Cerimoniere: Presentazione tenutasi presso: Penta Hotel, New York, il 22 aprile 1989 | * Cerimoniere: Presentazione tenutasi presso: Penta Hotel, New York, il 22 aprile 1989 | * Cerimoniere: Presentazione tenutasi presso: Penta Hotel, New York, il 22 aprile 1989 | [ 174 ]  |

### Anni 1990-1999
Nebula Conference 1990: L’evento del 1990 si è aperto con una scarsa affluenza da parte degli editori, inoltre molti di quelli locali non hanno presidiato all’evento a di due terremoti che si sono verificati nel corso del fine settimana, il primo venerdì sera durante il ricevimento di apertura. Le sezioni del sabato si sono principalmente incentrate sulla continuazione del Forum SFWA. Il consueto Business Meeting si è svolto la domenica mattina. Thomas Furness ha tenuto il discorso principale sulle applicazioni dello spazio virtuale. Come per l'anno precedente, Greg Bear ha preferito mantenere riserbo sui nomi dei vincitori, pertanto nessuno dei presenti era al corrente della possibilità di aver vinto.
| Anno | Fotografia vincitori                                                                                                  | Vincitori e candidati                                                                                                 | Romanzo | Editore | Note 1 | Note 2   |
| ---- | --- | --- | --- | --- | --- | -------- |
| 1990 | | Lois McMaster Bujold                                                                                                  | Le montagne del dolore                                                                                                | Analog Science Fact & Fiction                                                                                         | | [ N 40 ] |
| 1990 | John Crowley | Ingranaggi del tempo                                                                                                  | Novelty (Doubleday)                                                                                                   | | | [ N 40 ] |
| 1990 | George Alec Effinger                                                                                                  | Marîd Changes His Mind                                                                                                | Asimov's Science Fiction                                                                                              | | | [ N 40 ] |
| 1990 | Megan Lindholm | A Touch of Lavender                                                                                                   | Asimov's Science Fiction                                                                                              | | | [ N 40 ] |
| 1990 | Judith Moffett | Tiny Tango | Asimov's Science Fiction                                                                                              | | | [ N 40 ] |
| 1990 | Howard Waldrop | A Dozen Tough Jobs | Mark V. Ziesing | | | [ N 40 ] |
| 1990 | * Cerimoniere: Presentazione tenutasi presso: Hyatt Regency Embarcadero, San Francisco, California, il 28 aprile 1990 | * Cerimoniere: Presentazione tenutasi presso: Hyatt Regency Embarcadero, San Francisco, California, il 28 aprile 1990 | * Cerimoniere: Presentazione tenutasi presso: Hyatt Regency Embarcadero, San Francisco, California, il 28 aprile 1990 | * Cerimoniere: Presentazione tenutasi presso: Hyatt Regency Embarcadero, San Francisco, California, il 28 aprile 1990 | * Cerimoniere: Presentazione tenutasi presso: Hyatt Regency Embarcadero, San Francisco, California, il 28 aprile 1990 | [ 178 ]  |

Nebula Conference 1991: I Nebula del 1991 si sono aperti con un rocambolesco cambio di sede all'ultimo minuto, poiché la Omni, uno degli sponsor dell’evento, aveva affittato uno spazio alla SFWA, che non aveva un regolare contratto per poterne usufruire. L’evento è quindi stato spostato presso il Roosevelt nonostante questo non ricevette per tempo il pagamento dall'SFWA, costringendo Tom Doherty, fondatore della Tor Books, a inviare un assegno a copertura. Il tradizionale Business Meeting è stato spostato a sabato mattina, rispetto alla consueta domenica mattina, anche in questo caso il cambiamento è stato annunciato all'ultimo minuto, proprio durante gli autografi alla prima di Quake, pianeta proibito, di Charles Sheffield. L’allora presidente della SFWA Ben Bova (1990 - 1992) ha rivestito il ruolo di cerimoniere, mentre il ruolo di oratore principale è spettato a Hugh Downs. Dopo il tradizionale banchetto, molto degli invitati si riversarono nella hall dell’hotel cosa che porto la SFWA ad essere ripresa con il rischio di vedersi sbattere fuori, nonostante l’inconveniente, l'hotel accettò di lasciare che SFWA si spostasse in alcuni degli spazi inutilizzati all’interno della struttura. Con sorpresa non vi erano programmi per domenica, ad eccezione di una festa dedicata al decimo anniversario della Tor Books. Per la prima volta, altre location si offrirono per ospitare le Nebula Conference del prossimo anno nelle città di Atlanta e New Orleans, offrendo per la prima volta altre location al di fuori delle tradizionali mete di New York e California.
| Anno | Fotografia vincitori                                                                                | Vincitori e candidati                                                                               | Romanzo                                                                                             | Editore                                                                                             | Note 1                                                                                              | Note 2   |
| ---- | --------------------------------------------------------------------------------------------------- | --------------------------------------------------------------------------------------------------- | --------------------------------------------------------------------------------------------------- | --------------------------------------------------------------------------------------------------- | --------------------------------------------------------------------------------------------------- | -------- |
| 1991 | | Joe Haldeman                                                                                        | La burla di Hemingway                                                                               | Asimov's Science Fiction                                                                            | [ 183 ]                                                                                             | [ N 41 ] |
| 1991 | Lois McMaster Bujold                                                                                | Il meteorologo                                                                                      | Analog Science Fact & Fiction                                                                       | | | [ N 41 ] |
| 1991 | Pat Cadigan                                                                                         | Chi credi di essere?                                                                                | Asimov's Science Fiction                                                                            | | | [ N 41 ] |
| 1991 | James Patrick Kelly                                                                                 | Mr. Boy                                                                                             | Asimov's Science Fiction                                                                            | | | [ N 41 ] |
| 1991 | Pat Murphy                                                                                          | Bones                                                                                               | Asimov's Science Fiction                                                                            | | | [ N 41 ] |
| 1991 | * Cerimoniere: Ben Bova Presentazione tenutasi presso: Roosevelt Hotel, New York, il 27 aprile 1991 | * Cerimoniere: Ben Bova Presentazione tenutasi presso: Roosevelt Hotel, New York, il 27 aprile 1991 | * Cerimoniere: Ben Bova Presentazione tenutasi presso: Roosevelt Hotel, New York, il 27 aprile 1991 | * Cerimoniere: Ben Bova Presentazione tenutasi presso: Roosevelt Hotel, New York, il 27 aprile 1991 | * Cerimoniere: Ben Bova Presentazione tenutasi presso: Roosevelt Hotel, New York, il 27 aprile 1991 | [ 182 ]  |

Nebula Conference 1992: I premi Nebula del 1992, si aprono con un importante cambiamento legato alla location di presentazione, per la prima volta dalla loro istituzione infatti, le celebrazioni si sono tenute fuori dai classici luoghi dedicati all’evento, durante questa manifestazione si scelse la Georgia rispetto alle tradizionali New York o California.
Già l’anno precedente era trapelato il fatto che la manifestazione avrebbe potuto tenersi nella città di Atlanta o in quella di New Orleans. Le preoccupazioni che l’evento si sarebbe trasformato in un convegno-fan risultarono infondate. Diversi sponsor hanno contribuito alla realizzazione del progetto, realizzatosi presso la suite del Colony Square Hotel, un attico con una vista spettacolare sulla città, tra di loro Amazing, Analog, IASFM, F&SF, Baen Books, DAW, Bantam Books e Tor Books. Nessuna conferenza è stata tenuta e il consueto meeting aziendale della SFWA si è tenuto sabato pomeriggio, rendendo l'evento un evento di un solo giorno (anche se la suite era già aperta dal venerdì). Il presidente Ben Bova ha chiesto a tutto il personale editoriale, compresi i membri attivi della SFWA, di lasciare l'incontro di lavoro in modo che l'agente della SFWA, Richard Curtis, potesse discutere a proposito di diverse denunce a carico degli editori. L'intervento principale è stato dato dal deputato della Georgia e House Whip Newt Gingrich, che ha spinto un gruppo di membri a uscire silenziosamente.
Sebbene all'epoca non esistesse il Premio Nebula alla migliore sceneggiatura, il presidente Ben Bova consegnò per l’opera cinematografica Terminator 2 il Premio Bradbury.
| Anno | Fotografia vincitori                                                                                   | Vincitori e candidati                                                                                  | Romanzo                                                                                                | Editore                                                                                                | Note 1                                                                                                 | Note 2   |
| ---- | --- | --- | --- | --- | --- | -------- |
| 1992 | A partire da sinistra, Delia Sherman, Nancy Kress e Ellen Datlow                                       | Nancy Kress                                                                                            | Mendicanti in Spagna                                                                                   | Asimov's Science Fiction                                                                               | [ 188 ]                                                                                                | [ N 42 ] |
| 1992 | A partire da sinistra, Delia Sherman, Nancy Kress e Ellen Datlow                                       | Paul Ash                                                                                               | Man Opening a Door                                                                                     | Analog Science Fact & Fiction                                                                          | | [ N 42 ] |
| 1992 | A partire da sinistra, Delia Sherman, Nancy Kress e Ellen Datlow                                       | Michael Bishop                                                                                         | Apartheid, Superstrings, and Mordecai Thubana                                                          | Axolotl Press                                                                                          | | [ N 42 ] |
| 1992 | A partire da sinistra, Delia Sherman, Nancy Kress e Ellen Datlow                                       | Mike Resnick                                                                                           | Bully!                                                                                                 | Asimov's Science Fiction                                                                               | | [ N 42 ] |
| 1992 | A partire da sinistra, Delia Sherman, Nancy Kress e Ellen Datlow                                       | Kristine Kathryn Rusch                                                                                 | The Gallery of His Dreams                                                                              | Asimov's Science Fiction                                                                               | | [ N 42 ] |
| 1992 | A partire da sinistra, Delia Sherman, Nancy Kress e Ellen Datlow                                       | Connie Willis                                                                                          | Jack                                                                                                   | Asimov's Science Fiction                                                                               | | [ N 42 ] |
| 1992 | * Cerimoniere: Presentazione tenutasi presso: Colony Square Hotel, Atlanta, Georgia, il 25 aprile 1992 | * Cerimoniere: Presentazione tenutasi presso: Colony Square Hotel, Atlanta, Georgia, il 25 aprile 1992 | * Cerimoniere: Presentazione tenutasi presso: Colony Square Hotel, Atlanta, Georgia, il 25 aprile 1992 | * Cerimoniere: Presentazione tenutasi presso: Colony Square Hotel, Atlanta, Georgia, il 25 aprile 1992 | * Cerimoniere: Presentazione tenutasi presso: Colony Square Hotel, Atlanta, Georgia, il 25 aprile 1992 | [ 187 ]  |

Nebula Conference 1993: L’evento del 1993 si è tenuto presso l’Holiday Crowne Plaza, a differenza degli anni precedenti, non sono state organizzate feste e celebrazioni prima del tradizionale verdetto finale. Anche le partecipazioni all’evento hanno avuto poco interesse, il banchetto ha avuto meno di 100 partecipanti e meno di 30 hanno partecipato al consueto Business Meeting di domenica mattina. Nella giornata di sabato pomeriggio si sono tenute due conferenze scientifici. Connie Willis ha svolto la funzione di cerimoniere, mentre il principale oratore è stato il comico di Cajun A. J. Smith, ospite all’evento. Durante l’evento è stato assegnato il Premio Grand Master a Frederik Pohl

| Anno | Fotografia vincitori | Vincitori e candidati | Romanzo | Editore | Note 1 | Note 2   |
| ---- | --- | --- | --- | --- | --- | -------- |
| 1993 | | James Morrow | Il ribelle di Veritas | St. Martin's Press | | [ N 43 ] |
| 1993 | Emma Bull | Oro e argento | After the King: Stories in Honor of J.R.R. Tolkien (Tor Books)                                                             | | | [ N 43 ] |
| 1993 | Bradley Denton | The Territory | The Magazine of Fantasy and Science Fiction                                                                                | | | [ N 43 ] |
| 1993 | Jerry Oltion & Lee Goodloe                                                                                                 | Contact | Analog Science Fiction and Fact                                                                                            | | | [ N 43 ] |
| 1993 | Maureen F. McHugh | Protection | Asimov's Science Fiction                                                                                                   | | | [ N 43 ] |
| 1993 | Lucius Shepard | Barnacle Bill lo spaziale                                                                                                  | Asimov's Science Fiction                                                                                                   | | | [ N 43 ] |
| 1993 | Michael Swanwick | L'uovo di grifone | Asimov's Science Fiction                                                                                                   | | | [ N 43 ] |
| 1993 | * Cerimoniere:Connie Willis Presentazione tenutasi presso: Holiday Crowne Plaza, New Orleans, Louisiana, il 17 aprile 1993 | * Cerimoniere:Connie Willis Presentazione tenutasi presso: Holiday Crowne Plaza, New Orleans, Louisiana, il 17 aprile 1993 | * Cerimoniere:Connie Willis Presentazione tenutasi presso: Holiday Crowne Plaza, New Orleans, Louisiana, il 17 aprile 1993 | * Cerimoniere:Connie Willis Presentazione tenutasi presso: Holiday Crowne Plaza, New Orleans, Louisiana, il 17 aprile 1993 | * Cerimoniere:Connie Willis Presentazione tenutasi presso: Holiday Crowne Plaza, New Orleans, Louisiana, il 17 aprile 1993 | [ 192 ]  |

Nebula Conference 1994: L’edizione del 1994 ha visto la sua realizzazione nella città di Eugene, la scelta della location, avrebbe potuto sembrare, per alcuni, una scelta improbabile, anche se l’evento ha funzionato abbastanza bene, attirando 215 partecipanti. Il tentativo di celebrare i Nebula Awards a Eugine, fu guidato in gran parte dal libraio locale Bill Trojan. L'evento stesso è stato orchestrato sapientemente da Dean Wesley Smith, aiutato da uno staff energico ed efficiente di scrittori locali. La location dell'hotel era la splendida, tentacolare, è leggermente strana architettonicamente Valley River Inn che si affaccia sul fiume Willamette. C'era un bancomat del venerdì sera. Dopo l'incontro di lavoro del sabato mattina, sabato pomeriggio si sono tenute delle conferenze sull'uso dei computer per tenere traccia delle vendite dei libri e delle tendenze editoriali. Connie Willis assieme a Edward Bryant hanno ricoperto il ruolo di cerimonieri. K. Eric Drexler ha tenuto il discorso chiave sulla nanotecnologia molecolare.
| Anno | Fotografia vincitori | Vincitori e candidati | Romanzo | Editore | Note 1 | Note 2   |
| ---- | --- | --- | --- | --- | --- | -------- |
| 1994 | In sostituzione per Jack Cady                                                                                                  | Jack Cady | Sulla strada | The Magazine of Fantasy and Science Fiction                                                                                    | | [ N 44 ] |
| 1994 | In sostituzione per Jack Cady                                                                                                  | Ray Aldridge | The Beauty Addict | Full Spectrum 4 (Bantam Spectra)                                                                                               | | [ N 44 ] |
| 1994 | In sostituzione per Jack Cady                                                                                                  | Nancy Kress | Dancing on Air | Asimov's Science Fiction | | [ N 44 ] |
| 1994 | In sostituzione per Jack Cady                                                                                                  | G. David Nordley | Il grande Rift di Miranda | Analog Science Fiction and Fact                                                                                                | | [ N 44 ] |
| 1994 | In sostituzione per Jack Cady                                                                                                  | Kate Wilhelm | I nomi dei fiori | The Magazine of Fantasy & Science Fiction                                                                                      | | [ N 44 ] |
| 1994 | In sostituzione per Jack Cady                                                                                                  | Walter Jon Williams | Acqua, pietra, arte | The Magazine of Fantasy & Science Fiction                                                                                      | | [ N 44 ] |
| 1994 | * Cerimoniere:Connie Willis & Edward Bryant Presentazione tenutasi presso: Valley River Inn, Eugene, Oregon, il 23 aprile 1994 | * Cerimoniere:Connie Willis & Edward Bryant Presentazione tenutasi presso: Valley River Inn, Eugene, Oregon, il 23 aprile 1994 | * Cerimoniere:Connie Willis & Edward Bryant Presentazione tenutasi presso: Valley River Inn, Eugene, Oregon, il 23 aprile 1994 | * Cerimoniere:Connie Willis & Edward Bryant Presentazione tenutasi presso: Valley River Inn, Eugene, Oregon, il 23 aprile 1994 | * Cerimoniere:Connie Willis & Edward Bryant Presentazione tenutasi presso: Valley River Inn, Eugene, Oregon, il 23 aprile 1994 | [ 196 ]  |

Nebula Conference 1995: L’evento del 1995 è stato organizzato nella sua quasi totalità dal direttore regionale orientale Ann Crispin, tenute adiacenti alla Grand Central Station di New York. Gli sponsor principali dell’evento sono stati il Dell Magazines e il Bantam Books, che hanno organizzato nella serata di venerdì, con un rinfresco tenutosi nella parte superiore del Bertelsmann Building edificio prima del ricevimento ufficiale di apertura SFWA. Nella giornata di sabato si sono tenuti una serie di discorsi dell'avvocato SFWA sul Copyright e di un revisore dei conti sulle dichiarazioni di royalty. La giornata si è conclusa con la riunione d'affari. Gardner Dozois e Tom Doherty supera l'evento con Tom Doherty come relatore ospite. Questo è stato l'anno inaugurale per il Premio Nebula autore emerito, noto anche come Premio Emeritus, assegnato a Emil Petaja e presentato da Frank M. Robinson. Durante l’evento è stato inoltre assegnato il premio World Fantasy Special Award — Professional a Ian Ballantine, assegnato postumo in seguito alla scomparsa dell’editore avvenuta il 9 marzo all’età di 79 anni.
| Anno | Fotografia vincitori                                                                                                 | Vincitori e candidati                                                                                                | Romanzo | Editore | Note 1 | Note 2   |
| ---- | --- | --- | --- | --- | --- | -------- |
| 1995 | | Mike Resnick | Nell'abisso di Olduvai                                                                                               | The Magazine of Fantasy and Science Fiction                                                                          | | [ N 45 ] |
| 1995 | Harlan Ellison | Mefisto In Onyx | Omni | | | [ N 45 ] |
| 1995 | Nina Kiriki Hoffman                                                                                                  | Haunted Humans | The Magazine of Fantasy & Science Fiction                                                                            | | | [ N 45 ] |
| 1995 | Ursula K. Le Guin | Il giorno del perdono                                                                                                | Asimov's Science Fiction                                                                                             | [ 204 ] | | [ N 45 ] |
| 1995 | Geoff Ryman | Fan | Unconquered Countries (St. Martin's Press)                                                                           | | | [ N 45 ] |
| 1995 | Michael Swanwick | Ferro freddo, cuore d'acciaio                                                                                        | Asimov's Science Fiction                                                                                             | | | [ N 45 ] |
| 1995 | * Cerimoniere:Gardner Dozois Presentazione tenutasi presso: Grand Hyatt Hotel, New York, New York, il 22 aprile 1995 | * Cerimoniere:Gardner Dozois Presentazione tenutasi presso: Grand Hyatt Hotel, New York, New York, il 22 aprile 1995 | * Cerimoniere:Gardner Dozois Presentazione tenutasi presso: Grand Hyatt Hotel, New York, New York, il 22 aprile 1995 | * Cerimoniere:Gardner Dozois Presentazione tenutasi presso: Grand Hyatt Hotel, New York, New York, il 22 aprile 1995 | * Cerimoniere:Gardner Dozois Presentazione tenutasi presso: Grand Hyatt Hotel, New York, New York, il 22 aprile 1995 | [ 200 ]  |

Nebula Conference 1996: Il 1996 ha visto la presentazione dei premi Nebula a bordo della RMS Queen Mary, tenuta in due eventi distinti. La prima con una discreta affluenza, mentre la seconda con poco più del doppio della prima. L’autrice di fantascienza è fantasy Sheila Finch ha organizzato una festa di benvenuto venerdì sera, mentre nella giornata di sabato si è tenuto il tradizionale Business Meeting, un'escursione nella libreria Acres of Books (famosa per essere stata considerata la libreria di seconda mano più grande e più antica di proprietà della famiglia Smith in California, sostenendo di avere in magazzino oltre un milione di libri) e una conferenza sui diritti elettronici. Ace Books, Bantam Books, Del Rey Books, Dell Magazines, Tor Books e Harper Prism hanno co-sponsorizzato l’evento del rinfresco pre-banchetto. George Alec Effinger ha coperto il ruolo di cerimoniere presentato l'oratore principale Bruce Murray, ex direttore della Jet Propulsion Laboratory. A Bill Rotsler è stato assegnato un abbonamento a vita per la SFWA Bulletins. Il 1995 ha anche visto l’introduzione del Premio Service to SFWA Kevin O’Donnell, Jr. assegnato per la prima volta a Chuq van Rospach.
| Anno | Fotografia vincitori | Vincitori e candidati                                                                                                   | Romanzo | Editore | Note 1 | Note 2   |
| ---- | --- | --- | --- | --- | --- | -------- |
| 1996 | | Elizabeth Hand | Last Summer at Mars Hill                                                                                                | The Magazine of Fantasy and Science Fiction                                                                             | | [ N 46 ] |
| 1996 | Gregory Benford | Soon Comes Night | Asimov's Science Fiction                                                                                                | | | [ N 46 ] |
| 1996 | Nicola Griffith | Yaguará | Asimov's Science Fiction                                                                                                | | | [ N 46 ] |
| 1996 | Mike Resnick & Susan Shwartz                                                                                            | Bibi | Asimov's Science Fiction                                                                                                | | | [ N 46 ] |
| 1996 | Brian Stableford | Mortimer Gray's History of Death                                                                                        | Asimov's Science Fiction                                                                                                | | | [ N 46 ] |
| 1996 | * Cerimoniere:George Alec Effinger Presentazione tenutasi presso: Queen Mary, Long Beach, California, il 27 aprile 1996 | * Cerimoniere:George Alec Effinger Presentazione tenutasi presso: Queen Mary, Long Beach, California, il 27 aprile 1996 | * Cerimoniere:George Alec Effinger Presentazione tenutasi presso: Queen Mary, Long Beach, California, il 27 aprile 1996 | * Cerimoniere:George Alec Effinger Presentazione tenutasi presso: Queen Mary, Long Beach, California, il 27 aprile 1996 | * Cerimoniere:George Alec Effinger Presentazione tenutasi presso: Queen Mary, Long Beach, California, il 27 aprile 1996 | [ 205 ]  |

Nebula Conference 1997: Robin Wayne Bailey è stato il principale organizzatore del fine settimana, l’idea di Bailey sul fine settimana si è concentrata sull’inclusione di diversi articoli oltre al tradizionale banchetto e all’incontro di lavoro, tra cui numerosi servizi di cartellonistica nel centro commerciale annesso all'hotel, l’organizzazione di gioco d'azzardo, un ricevimento nel vicino Barnes & Noble ( il più grande venditore al dettaglio di libri degli Stati Uniti. Fondata nel 1873), un barbecue e dimostrazioni di pubblicazioni elettroniche e software interattivi. Jane Yolen, il cui romanzo Briar Rose era stato bandito proprio in Kansas, ha coperto il ruolo di cerimoniere, mentre l'astronauta Bernard Harris ha tenuto il discorso principale.
| Anno | Fotografia vincitori | Vincitori e candidati | Romanzo | Editore | Note 1 | Note 2   |
| ---- | --- | --- | --- | --- | --- | -------- |
| 1997 | | Jack Dann | Da Vinci Rising | Asimov's Science Fiction                                                                                                   | | [ N 47 ] |
| 1997 | Ursula K. Le Guin | Liberazione della donna | Asimov's Science Fiction                                                                                                   | [ 204 ] | | [ N 47 ] |
| 1997 | George R. R. Martin | Sangue di drago | Asimov's Science Fiction                                                                                                   | | | [ N 47 ] |
| 1997 | Jack McDevitt | I viaggiatori del tempo non muoiono mai                                                                                    | Asimov's Science Fiction                                                                                                   | | | [ N 47 ] |
| 1997 | Maureen F. McHugh | The Cost to Be Wise | Starlight 1 (Tor Books) | | | [ N 47 ] |
| 1997 | Allen Steele | La morte di Capitan Futuro                                                                                                 | Asimov's Science Fiction                                                                                                   | | | [ N 47 ] |
| 1997 | * Cerimoniere:Jane Yolen Presentazione tenutasi presso: Holiday Inn Crowne Plaza, Kansas City, Missouri, il 19 aprile 1997 | * Cerimoniere:Jane Yolen Presentazione tenutasi presso: Holiday Inn Crowne Plaza, Kansas City, Missouri, il 19 aprile 1997 | * Cerimoniere:Jane Yolen Presentazione tenutasi presso: Holiday Inn Crowne Plaza, Kansas City, Missouri, il 19 aprile 1997 | * Cerimoniere:Jane Yolen Presentazione tenutasi presso: Holiday Inn Crowne Plaza, Kansas City, Missouri, il 19 aprile 1997 | * Cerimoniere:Jane Yolen Presentazione tenutasi presso: Holiday Inn Crowne Plaza, Kansas City, Missouri, il 19 aprile 1997 | [ 209 ]  |

Nebula Conference 1998: L’evento del 1998 ha visto la partecipazione di circa 250 persone riunitosi a Santa Fe per i Nebula Awards®. Un gruppo di autori ha autografato i propri volumi presso la Page One Books nella giornata di giovedì, in serata si sono tenute alcune feste per l’apertura del Nebula Weekend. Le firme dei volumi si sono perpetuate per tutto il fine settimana, si sono tenute anche una serie di conferenze nelle quelli si trattavano argomenti come: lavorare a Hollywood, scrivere e leggere, scrivere per media misti e anche uno spettacolo fotografico sul lander di Marte. Si è inoltre organizzata un’escursione presso il Los Alamos National Laboratory, Michael Cassutt ha coperto il ruolo di cerimoniere, mentre l’ex astrofisico e attuale designer di giochi Chris Crawford ha tenuto il discorso principale, mentre Robin Wayne Bailey ha ottenuto il Premio Service to SFWA Kevin O’Donnell, Jr., al suo secondo anno di introduzione.
| Anno | Fotografia vincitori                                                                                             | Vincitori e candidati                                                                                            | Romanzo | Editore | Note 1 | Note 2   |
| ---- | --- | --- | --- | --- | --- | -------- |
| 1998 | In sostituzione per Jerry Oltion                                                                                 | Jerry Oltion | Abandon in Place                                                                                                 | The Magazine of Fantasy and Science Fiction                                                                      | | [ N 48 ] |
| 1998 | In sostituzione per Jerry Oltion                                                                                 | Adam-Troy Castro                                                                                                 | La marcia funebre delle marionette                                                                               | The Magazine of Fantasy & Science Fiction                                                                        | | [ N 48 ] |
| 1998 | In sostituzione per Jerry Oltion                                                                                 | Paul Levinson | Niente fuori posto                                                                                               | Analog Science Fiction and Fact                                                                                  | | [ N 48 ] |
| 1998 | In sostituzione per Jerry Oltion                                                                                 | Robert Reed | Chrysalis | Asimov's Science Fiction                                                                                         | | [ N 48 ] |
| 1998 | In sostituzione per Jerry Oltion                                                                                 | Bud Sparhawk | Primrose and Thorn                                                                                               | Analog Science Fiction and Fact                                                                                  | | [ N 48 ] |
| 1998 | In sostituzione per Jerry Oltion                                                                                 | Allen Steele | …dove gli angeli temono d'avventurarsi                                                                           | Asimov's Science Fiction                                                                                         | | [ N 48 ] |
| 1998 | * Cerimoniere:Michael Cassutt Presentazione tenutasi presso: Hotel Santa Fe, Santa Fe, New Mexico, 2 maggio 1998 | * Cerimoniere:Michael Cassutt Presentazione tenutasi presso: Hotel Santa Fe, Santa Fe, New Mexico, 2 maggio 1998 | * Cerimoniere:Michael Cassutt Presentazione tenutasi presso: Hotel Santa Fe, Santa Fe, New Mexico, 2 maggio 1998 | * Cerimoniere:Michael Cassutt Presentazione tenutasi presso: Hotel Santa Fe, Santa Fe, New Mexico, 2 maggio 1998 | * Cerimoniere:Michael Cassutt Presentazione tenutasi presso: Hotel Santa Fe, Santa Fe, New Mexico, 2 maggio 1998 | [ 213 ]  |

Nebula Conference 1999: Per il secondo anno consecutivo, l’evento si è aperto con la tradizione nata l’anno precedente a Santa Fe e riproposta nella città di Pittsburgh con l’acquisto di una serie di libri in varie località, il tutto prima del banchetto annuale.
Anche quest’anno è stata proposta l’escursione in un tour organizzato all'Osservatorio Allegheny nella giornata di giovedì, mentre nella giornata di venerdì, con tour al Robotics Institute. Stan Schmidt ha svolto il ruolo di cerimoniere mentre David Hartwell ha presentato il discorso Keynote. Paul Levinson ha consegnato il premio Ray Bradbury a J. Michael Straczynski per Babylon 5. Nella giornata di domenica, si sono tenute sessioni nel quale gli autori si sono dedicati agli autografi delle proprie opere e successivamente si è tenuta una conferenza finale di chiusura dei Nebula.
| Anno | Fotografia vincitori | Vincitori e candidati | Romanzo | Editore | Note 1 | Note 2   |
| ---- | --- | --- | --- | --- | --- | -------- |
| 1999 | In sostituzione per Sheila Finch | Sheila Finch | Reading the Bones | The Magazine of Fantasy and Science Fiction                                                                                            | | [ N 49 ] |
| 1999 | In sostituzione per Sheila Finch | Catherine Asaro | Aurora a quattro voci | Analog Science Fiction and Fact | | [ N 49 ] |
| 1999 | In sostituzione per Sheila Finch | Avram Davidson & Grania Davis | The Boss in the Wall, A Treatise on the House Devil                                                                                    | Tachyon Publications | | [ N 49 ] |
| 1999 | In sostituzione per Sheila Finch | Eliot Fintushel | Izzy and the Father of Terror | Asimov's Science Fiction | | [ N 49 ] |
| 1999 | In sostituzione per Sheila Finch | David Gerrold | Ascensore per la Luna | Science Fiction Age | | [ N 49 ] |
| 1999 | In sostituzione per Sheila Finch | Geoffrey A. Landis | Ecopoiesi | Science Fiction Age | | [ N 49 ] |
| 1999 | * Cerimoniere:Stan Schmidt Presentazione tenutasi presso: Marriott City Center Hotel, Pittsburgh in Pennsylvania, sabato 1 maggio 1999 | * Cerimoniere:Stan Schmidt Presentazione tenutasi presso: Marriott City Center Hotel, Pittsburgh in Pennsylvania, sabato 1 maggio 1999 | * Cerimoniere:Stan Schmidt Presentazione tenutasi presso: Marriott City Center Hotel, Pittsburgh in Pennsylvania, sabato 1 maggio 1999 | * Cerimoniere:Stan Schmidt Presentazione tenutasi presso: Marriott City Center Hotel, Pittsburgh in Pennsylvania, sabato 1 maggio 1999 | * Cerimoniere:Stan Schmidt Presentazione tenutasi presso: Marriott City Center Hotel, Pittsburgh in Pennsylvania, sabato 1 maggio 1999 | [ 217 ]  |

### Anni 2000-2009
Nebula Conference 2000: Per l’evento del 2000, il fine settimana si è aperto con un barbecue ufficioso organizzato per Brian W. Aldiss a casa di Terry Bisson e altre tre feste organizzate da vari editori simultaneamente nel pomeriggio di venerdì. La sera, presso il Barnes and Noble in Union Square, a pochi isolati a sud del Flatiron Building si sono tenute le oramai tradizionali firme alle opere, autografi dei vari editori sulle opere in lizza per i vari premi. Diversi autori hanno fatto brevi letture delle proprie opere, ma c'erano solo spazi predisposti per la firma dei candidati, nonostante fossero presenti oltre 100 autori. Il tradizionale Business Meeting si è tenuto sabato senza alcuna programmazione, per l’evento Scott Edelman ha svolto il ruolo di cerimoniere. Per la prima volta sono state introdotte, in questa edizione delle spille, riservate ai candidati ai premi. Eric Solstein della DMZ ha discusso di un film documentario sulla storia della fantascienza. Una serie di acquisti di libri per i membri della SFWA in tutto il paese sono stati programmati in varie librerie in coincidenza con il weekend dei premi Nebula.
| Anno | Fotografia vincitori                                                                                                 | Vincitori e candidati                                                                                                | Romanzo | Editore | Note 1 | Note 2   |
| ---- | --- | --- | --- | --- | --- | -------- |
| 2000 | | Ted Chiang | La storia della tua vita                                                                                             | Starlight 2 (Tor Books)                                                                                              | [ 222 ] | [ N 50 ] |
| 2000 | Michael A. Burstein                                                                                                  | Reality Check | Analog Science Fiction and Fact                                                                                      | | | [ N 50 ] |
| 2000 | Adam-Troy Castro & Jerry Oltion                                                                                      | The Astronaut from Wyoming                                                                                           | Analog Science Fiction and Fact                                                                                      | | | [ N 50 ] |
| 2000 | L. Timmel Duchamp | Living Trust | Asimov's Science Fiction                                                                                             | | | [ N 50 ] |
| 2000 | Andy Duncan | The Executioners' Guild                                                                                              | Asimov's Science Fiction                                                                                             | | | [ N 50 ] |
| 2000 | David Marusek | The Wedding Album | Asimov's Science Fiction                                                                                             | | | [ N 50 ] |
| 2000 | * Cerimoniere:Scott Edelman Presentazione tenutasi presso: Crowne Plaza Hotel, New York, New York, il 20 maggio 2000 | * Cerimoniere:Scott Edelman Presentazione tenutasi presso: Crowne Plaza Hotel, New York, New York, il 20 maggio 2000 | * Cerimoniere:Scott Edelman Presentazione tenutasi presso: Crowne Plaza Hotel, New York, New York, il 20 maggio 2000 | * Cerimoniere:Scott Edelman Presentazione tenutasi presso: Crowne Plaza Hotel, New York, New York, il 20 maggio 2000 | * Cerimoniere:Scott Edelman Presentazione tenutasi presso: Crowne Plaza Hotel, New York, New York, il 20 maggio 2000 | [ 221 ]  |

Nebula Conference 2001: Per il 2001, i Nebula Awards® sono i primi tenutosi in concomitanza con la Fiera del Libro di Los Angeles. Diversi autori pertanto hanno partecipato alla fiera, ma non sono apparsi ai Nebula Awards®. Arthur C. Clarke ha ricevuto la candidation come Ospite d'Onore in contumacia a causa della sua assenza all'evento, inviando una e-mail di ringraziamento. Neil Gaiman ha coperto il ruolo di cerimoniere, mentre lo sceneggiatore di Hollywood Paul Guay (Bugiardo bugiardo) è stato il principale relatore all'evento, il cui discorso è stato un racconto in modo divertente e dettagliato di guadagnarsi da vivere come sceneggiatore senza quasi mai avere una sceneggiatura prodotta con successo.
Ray Bradbury, presente alla premiazione si è intrattenuto abbastanza a lungo da consegnare il Premio Ray Bradbury personalmente a Harlan Ellison.
Il presidente uscente della SFWA Paul Levinson ha annunciato i nuovi componenti della commissione SFWA, tra cui il nuovo presidente Norman Spinrad, ha inoltre tenuto un annuncio a sorpresa, un abbonamento a vita allo scrittore Harlan Ellison
L'occasione ha segnato la prima vittoria di Walter Jon Williams dopo sette candidation precedenti (con altre due quest'anno); solo Bruce Sterling, Thomas M. Disch e il compianto Avram Davidson sono stati candidati più spesso senza mai aver ottenuto il premio. Linda Nagata ha vinto la sua prima Nebulosa con la sua prima storia nominata, per la mancanza della stessa all'evento, l'editore di fantascienza Ellen Datlow ha accettato per l'autrice.
Terry Bisson ha ottenuto il suo secondo premio, il quinto di Greg Bear, il quale ha permesso a Bear di raggiungere Ursula K. Le Guin e Robert Silverberg come numero di premi ottenuti, anche se l'autrice Connie Willis guida ancora la classifica con sei premi vinti.
| Anno | Fotografia vincitori | Vincitori e candidati | Romanzo | Editore | Note 1 | Note 2   |
| ---- | --- | --- | --- | --- | --- | -------- |
| 2001 | | Linda Nagata | Goddesses | Sci Fiction | | [ N 51 ] |
| 2001 | Andy Duncan | Fortitude | Realms of Fantasy | | | [ N 51 ] |
| 2001 | Jonathan Lethem, James Patrick Kelly & John Kessel                                                                        | Ninety Percent of Everything                                                                                              | The Magazine of Fantasy and Science Fiction                                                                               | | | [ N 51 ] |
| 2001 | Mike Resnick | Hunting the Snark | Asimov's Science Fiction                                                                                                  | | | [ N 51 ] |
| 2001 | Lucius Shepard | Crocodile Rock | The Magazine of Fantasy & Science Fiction                                                                                 | | | [ N 51 ] |
| 2001 | Walter Jon Williams | Argonautica | Asimov's Science Fiction                                                                                                  | | | [ N 51 ] |
| 2001 | * Cerimoniere:Neil Gaiman Presentazione tenutasi presso: Beverly Hilton, Beverly Hills, California, sabato 28 aprile 2001 | * Cerimoniere:Neil Gaiman Presentazione tenutasi presso: Beverly Hilton, Beverly Hills, California, sabato 28 aprile 2001 | * Cerimoniere:Neil Gaiman Presentazione tenutasi presso: Beverly Hilton, Beverly Hills, California, sabato 28 aprile 2001 | * Cerimoniere:Neil Gaiman Presentazione tenutasi presso: Beverly Hilton, Beverly Hills, California, sabato 28 aprile 2001 | * Cerimoniere:Neil Gaiman Presentazione tenutasi presso: Beverly Hilton, Beverly Hills, California, sabato 28 aprile 2001 | [ 226 ]  |

Nebula Conference 2002: L’evento del 2002, tenutosi dal 25 al 28 aprile, si è aperto con la programmazione di diverse conferenze, incentrate sul ruolo della stampa indipendente, dell'autopromozione e della SF in Russia. In accordo con la SFWA, i Walden Books locali, catena americana di librerie, erano interconnesse tramite un display alle conferenze Nebula, poiché ospitavano gli autori per la tradizionale firma delle proprie opere il venerdì sera. Esther Friesner ha coperto il ruolo di cerimoniere, per questa edizione non vi sono stati oratori principali. Betty Ballantine ha ricevuto il Premio Service to SFWA Kevin O’Donnell, Jr..
| Anno | Fotografia vincitori | Vincitori e candidati | Romanzo | Editore | Note 1 | Note 2   |
| ---- | --- | --- | --- | --- | --- | -------- |
| 2002 | In sostituzione per Jack Williamson                                                                                       | Jack Williamson | La Terra definitiva | Analog Science Fiction and Fact                                                                                           | | [ N 52 ] |
| 2002 | In sostituzione per Jack Williamson                                                                                       | Catherine Asaro | A Roll of the Dice | Analog Science Fiction and Fact                                                                                           | | [ N 52 ] |
| 2002 | In sostituzione per Jack Williamson                                                                                       | Brenda W. Clough | May Be Some Time | Analog Science Fiction and Fact                                                                                           | | [ N 52 ] |
| 2002 | In sostituzione per Jack Williamson                                                                                       | Jack Dann | The Diamond Pit | The Magazine of Fantasy and Science Fiction                                                                               | | [ N 52 ] |
| 2002 | In sostituzione per Jack Williamson                                                                                       | Lucius Shepard | Radiant Green Star | Asimov's Science Fiction                                                                                                  | | [ N 52 ] |
| 2002 | * Cerimoniere:Esther Friesner Presentazione tenutasi presso: Westin Crown Center Hotel, Kansas City, MO il 27 aprile 2002 | * Cerimoniere:Esther Friesner Presentazione tenutasi presso: Westin Crown Center Hotel, Kansas City, MO il 27 aprile 2002 | * Cerimoniere:Esther Friesner Presentazione tenutasi presso: Westin Crown Center Hotel, Kansas City, MO il 27 aprile 2002 | * Cerimoniere:Esther Friesner Presentazione tenutasi presso: Westin Crown Center Hotel, Kansas City, MO il 27 aprile 2002 | * Cerimoniere:Esther Friesner Presentazione tenutasi presso: Westin Crown Center Hotel, Kansas City, MO il 27 aprile 2002 | [ 232 ]  |

Nebula Conference 2003: L’evento del 2003, tenutosi dal 18 al 20 aprile, si è aperto il venerdì sera alla Biblioteca libera di Filadelfia con la tradizionale sessione degli autografi degli autori sulle proprie opere. Le conferenze tenute nella giornata di sabato hanno riguardato trust letterari e promozioni di libri. Harry Harrison ha svolto il ruolo di cerimoniere, non sono stati presenti oratori principale. Charles Brown annunciò la creazione del museo della fantascienza presso l'Experience Music Project and Science Fiction Museum and Hall of Fame di Seattle da parte di Paul Allen (il museo di fantascienza e la Hall of Fame sono stati fondati da Paul Allen e sua sorella Jody Patton e sono stati aperti al pubblico il 18 giugno 2004. Comprendeva la Science Fiction e la Fantasy Hall of Fame, istituita nel 1996. Il museo, diviso in diverse gallerie con temi come "Homeworld", "Fantastic Voyages", "Brave New Worlds" e "Them!", ognuno dei quali mostra memorabilia correlati (oggetti di scena per film, prime edizioni, costumi e modelli) in grandi vetrine, poster e display interattivi).
| Anno | Fotografia vincitori | Vincitori e candidati | Romanzo | Editore | Note 1 | Note 2   |
| ---- | --- | --- | --- | --- | --- | -------- |
| 2003 | In sostituzione per Richard Chwedyk                                                                                                   | Richard Chwedyk | Bronte's Egg | The Magazine of Fantasy and Science Fiction                                                                                           | | [ N 53 ] |
| 2003 | In sostituzione per Richard Chwedyk                                                                                                   | Adam-Troy Castro | Sunday Night Yams at Minnie and Earl's                                                                                                | Analog Science Fiction and Fact | | [ N 53 ] |
| 2003 | In sostituzione per Richard Chwedyk                                                                                                   | Andy Duncan | The Chief Designer | Asimov's Science Fiction | | [ N 53 ] |
| 2003 | In sostituzione per Richard Chwedyk                                                                                                   | Charles Coleman Finlay | The Political Officer | The Magazine of Fantasy & Science Fiction                                                                                             | | [ N 53 ] |
| 2003 | In sostituzione per Richard Chwedyk                                                                                                   | Bud Sparhawk | Magic's Price | Analog Science Fiction and Fact | | [ N 53 ] |
| 2003 | * Cerimoniere:Harry Harrison Presentazione tenutasi presso: Radisson Plaza-Warwick Hotel, Filadelfia, Pennsylvania, il 19 aprile 2003 | * Cerimoniere:Harry Harrison Presentazione tenutasi presso: Radisson Plaza-Warwick Hotel, Filadelfia, Pennsylvania, il 19 aprile 2003 | * Cerimoniere:Harry Harrison Presentazione tenutasi presso: Radisson Plaza-Warwick Hotel, Filadelfia, Pennsylvania, il 19 aprile 2003 | * Cerimoniere:Harry Harrison Presentazione tenutasi presso: Radisson Plaza-Warwick Hotel, Filadelfia, Pennsylvania, il 19 aprile 2003 | * Cerimoniere:Harry Harrison Presentazione tenutasi presso: Radisson Plaza-Warwick Hotel, Filadelfia, Pennsylvania, il 19 aprile 2003 | [ 237 ]  |

Nebula Conference 2004: L’evento del 2004, tenutosi dal 18 al 21 aprile, ha avuto inizio il giovedi sera con un ricevimento di inaugurazione per il fine settimana. L’evento è stato seguito anche da Science Friday, talk show settimanale che trasmette ogni venerdì su stazioni radio pubbliche, distribuito da WNYC Studios, con sessioni dedicate a una serie di articoli sulle scienze biologiche, fisiche e teoriche. Nella sera di venerdì si sono tenuti i tradizionali autografi alle relative opere da parte degli autori candidati presso il Barnes & Noble locale. La serata è proseguita con un'esibizione dei Blöödhag, gruppo Death metal di Seattle, chiudendo infine la serata con la consegna dei certificati ai vincitori e delle spille ai candidati. Nella giornata di sabato, coincidente con il Writer’s Saturday ha visto tenersi diverse sessioni a tema dedicati all'attività di scrittura: e-book, e-rights, e-piracy, pubblicazioni web, ecc. Neal Stephenson ha svolto il ruolo di cerimoniere per il banchetto. Rick Rashid, vicepresidente senior della ricerca Microsoft, è stato il relatore principale assieme a Jeff Bezos. Il programma è proseguito nella giornata di domenica con il tradizionale banchetto e successivamente con un tour di anteprima presso il Experience Music Project and Science Fiction Museum and Hall of Fame inaugurato proprio nel 2004.
| Anno | Fotografia vincitori | Vincitori e candidati | Romanzo | Editore | Note 1 | Note 2   |
| ---- | --- | --- | --- | --- | --- | -------- |
| 2004 | | Neil Gaiman | Coraline | HarperCollins | | [ N 54 ] |
| 2004 | Eleanor Arnason | The Potter of Bones | Asimov's Science Fiction                                                                                                 | | | [ N 54 ] |
| 2004 | Kage Baker | L'imperatrice di Marte                                                                                                   | Asimov's Science Fiction                                                                                                 | | | [ N 54 ] |
| 2004 | John Kessel | Stories for Men | Asimov's Science Fiction                                                                                                 | | | [ N 54 ] |
| 2004 | Ian R. MacLeod | Breathmoss | Asimov's Science Fiction                                                                                                 | | | [ N 54 ] |
| 2004 | * Cerimoniere:Neal Stephenson Presentazione tenutasi presso: Westin Seattle Hotel, Seattle, Washington il 17 aprile 2004 | * Cerimoniere:Neal Stephenson Presentazione tenutasi presso: Westin Seattle Hotel, Seattle, Washington il 17 aprile 2004 | * Cerimoniere:Neal Stephenson Presentazione tenutasi presso: Westin Seattle Hotel, Seattle, Washington il 17 aprile 2004 | * Cerimoniere:Neal Stephenson Presentazione tenutasi presso: Westin Seattle Hotel, Seattle, Washington il 17 aprile 2004 | * Cerimoniere:Neal Stephenson Presentazione tenutasi presso: Westin Seattle Hotel, Seattle, Washington il 17 aprile 2004 | [ 243 ]  |

Nebula Conference 2005: L’evento del 2005, tenutosi dal 28 aprile al 1º maggio, si è aperto il giovedì, con un simposio di durato l’intera giornata in collaborazione con l'Illinois State Bar Association (Isba), tra le più grandi associazioni di avvocati statali volontarie del paese con circa 28.000 avvocati, in materia di diritti d'autore. Nella giornata di venerdì, si sono tenuti tour all'Argonne National Laboratory e al Fermilab, nella quale si sono tenute sessioni pertinenti in loco. Il tradizionale evento degli autografi alle opere si è tenuto in due diverse sessioni, venerdì e domenica, a causa delle dimensioni ridotte della libreria della Borders Group che ospitava gli autori, al fine di dare a tutti la possibilità di partecipare. Il venerdì sera in occasione del suo 97 ° compleanno, fu fatta una telefonata a Jack Williamson. Si sono tenute diverse conferenze oltre al tradizionale Business Meeting nella giornata di sabato. Neil Gaiman ha svolto il ruolo di cerimoniere senza alcun discorso di apertura. Anne McCaffrey è stata premiata con il Gran Master durante il banchetto. L’evento ha visto la presenza di tutti i membri storici della SFWA in occasione del quarantesimo anniversario dell'organizzazione. I centrotavola del banchetto, dei burattini dalle sembianze di drago, sono stati messi all'asta, ottenendo $ 1100, proventi destinati al Emergency Medical Fund.

| Anno | Fotografia vincitori                                                                                         | Vincitori e candidati                                                                                        | Romanzo | Editore | Note 1 | Note 2   |
| ---- | --- | --- | --- | --- | --- | -------- |
| 2005 | | Walter Jon Williams                                                                                          | L'era del flagello                                                                                           | Asimov's Science Fiction                                                                                     | | [ N 56 ] |
| 2005 | Catherine Asaro                                                                                              | Un ponte sull'abisso                                                                                         | Analog Science Fiction and Fact                                                                              | | | [ N 56 ] |
| 2005 | Adam-Troy Castro                                                                                             | The Tangled Strings of the Marionettes                                                                       | The Magazine of Fantasy and Science Fiction                                                                  | | | [ N 56 ] |
| 2005 | Vernor Vinge                                                                                                 | I simulacri                                                                                                  | Analog Science Fiction and Fact                                                                              | | | [ N 56 ] |
| 2005 | Connie Willis                                                                                                | Just Like the Ones We Used to Know                                                                           | Asimov's Science Fiction                                                                                     | | | [ N 56 ] |
| 2005 | * Cerimoniere:Neil Gaiman Presentazione tenutasi presso: Allegro Hotel, Chicago, Illinois, il 30 aprile 2005 | * Cerimoniere:Neil Gaiman Presentazione tenutasi presso: Allegro Hotel, Chicago, Illinois, il 30 aprile 2005 | * Cerimoniere:Neil Gaiman Presentazione tenutasi presso: Allegro Hotel, Chicago, Illinois, il 30 aprile 2005 | * Cerimoniere:Neil Gaiman Presentazione tenutasi presso: Allegro Hotel, Chicago, Illinois, il 30 aprile 2005 | * Cerimoniere:Neil Gaiman Presentazione tenutasi presso: Allegro Hotel, Chicago, Illinois, il 30 aprile 2005 | [ 248 ]  |

Nebula Conference 2006: L’evento del 2006, tenutosi dal 4 al 7 maggio, si è aperto con un ricevimento serale il giovedì, il giorno successivo si sono tenute sessioni sulla programmazione e sulle letture. In serata è stata celebrata una messa di segno in una sala per banchetti. La programmazione ha riguardato argomenti di interesse sia per la parte aziendale che tecnica relativa alla scrittura. Richard Curtis ha tenuto un discorso circa il fallimento di iBooks. Seguendo l'esempio di Chicago, si e riproposta un'asta per devolvere il ricavato al EMF, ancora una volta con i centrotavola, questa volta di Lisa Snellings-Clark, la quale ha raccolto $ 1.540 e un'asta di beneficenza gestita da Ellen Klages con l'aiuto di Harlan Ellison ha raccolto altri $ 6.041. Connie Willis ha svolto il ruolo di cerimoniere.
| Anno | Fotografia vincitori                                                                                                  | Vincitori e candidati                                                                                                 | Romanzo | Editore | Note 1 | Note 2   |
| ---- | --- | --- | --- | --- | --- | -------- |
| 2006 | In foto, Kelly Link assieme a Gavin Grant                                                                             | Kelly Link | Magic for Beginners                                                                                                   | The Magazine of Fantasy and Science Fiction                                                                           | | [ N 57 ] |
| 2006 | In foto, Kelly Link assieme a Gavin Grant                                                                             | Bud Sparhawk | Clay's Pride | Analog Science Fiction and Fact                                                                                       | | [ N 57 ] |
| 2006 | In foto, Kelly Link assieme a Gavin Grant                                                                             | Robert J. Sawyer | Furto di identità | Down These Dark Spaceways (Science Fiction Book Club)                                                                 | | [ N 57 ] |
| 2006 | In foto, Kelly Link assieme a Gavin Grant                                                                             | Paul Witcover | Left of the Dial | Sci Fiction | | [ N 57 ] |
| 2006 | In foto, Kelly Link assieme a Gavin Grant                                                                             | Albert E. Cowdrey | The Tribes of Bela | The Magazine of Fantasy & Science Fiction                                                                             | | [ N 57 ] |
| 2006 | * Cerimoniere:Connie Willis Presentazione tenutasi presso: Mission Palms Hotel di Tempe, in Arizona, il 6 maggio 2006 | * Cerimoniere:Connie Willis Presentazione tenutasi presso: Mission Palms Hotel di Tempe, in Arizona, il 6 maggio 2006 | * Cerimoniere:Connie Willis Presentazione tenutasi presso: Mission Palms Hotel di Tempe, in Arizona, il 6 maggio 2006 | * Cerimoniere:Connie Willis Presentazione tenutasi presso: Mission Palms Hotel di Tempe, in Arizona, il 6 maggio 2006 | * Cerimoniere:Connie Willis Presentazione tenutasi presso: Mission Palms Hotel di Tempe, in Arizona, il 6 maggio 2006 | [ 255 ]  |

Nebula Conference 2007: L’evento del 2007 si è aperto con delle sessioni sul workshop e sulle letture, mentre il venerdì si sono tenute delle sessioni incentrate principalmente su argomentazioni inerenti a riviste. Il tradizionale evento degli autografi alle opere si è tenuto presso la sede locale della Borders Group, alla quale hanno partecipato circa 75 autori, mentre successivamente si è tenuto un tour per la città di New York, sia nella parte frequentata che nella parte vecchia della città. John Douglas ha organizzato un evento nel quale si sono tenuti incontri tra agenti e autori. Ronald D. Moore, produttore di Battlestar Galactica ha ricoperto il ruolo di cerimoniere, durante l’evento, Tom Doherty, fondatore e editore della casa editrice di libri di fantascienza e fantasy Tor Books ha ricevuto il Silver Bullet Award dal deputato Charles B. Rangel.
| Anno | Fotografia vincitori                                                                                                 | Vincitori e candidati                                                                                                | Romanzo | Editore | Note 1 | Note 2   |
| ---- | --- | --- | --- | --- | --- | -------- |
| 2007 | | James Patrick Kelly                                                                                                  | L'utopia di Walden                                                                                                   | Tachyon Publications                                                                                                 | | [ N 58 ] |
| 2007 | Michael A. Burstein                                                                                                  | Sanctuary | Analog Science Fiction and Fact                                                                                      | | | [ N 58 ] |
| 2007 | Paul Melko | The Walls of the Universe                                                                                            | Asimov's Science Fiction                                                                                             | | | [ N 58 ] |
| 2007 | William Shunn | Inclination | Asimov's Science Fiction                                                                                             | | | [ N 58 ] |
| 2007 | * Cerimoniere:Ronald D. Moore Presentazione tenutasi presso: Financial Center, New York, New York, il 12 maggio 2007 | * Cerimoniere:Ronald D. Moore Presentazione tenutasi presso: Financial Center, New York, New York, il 12 maggio 2007 | * Cerimoniere:Ronald D. Moore Presentazione tenutasi presso: Financial Center, New York, New York, il 12 maggio 2007 | * Cerimoniere:Ronald D. Moore Presentazione tenutasi presso: Financial Center, New York, New York, il 12 maggio 2007 | * Cerimoniere:Ronald D. Moore Presentazione tenutasi presso: Financial Center, New York, New York, il 12 maggio 2007 | [ 259 ]  |

Nebula Conference 2008: L’evento del 2008 ha avuto luogo in Texas, il fine settimana è stato programmato senza particolari eventi di rilievo, lasciando ai partecipanti il tempo di passeggiare per le strade di Austin. C'erano gallerie d'arte, musei, ristoranti e diversi edifici della capitale da esplorare, molti si sino recati sul Congress Avenue Bridge per vedere il Bat Watching, uno degli eventi più noti della città nel quale sciami di pipistrelli volano fuori dal ponte al tramonto (cosa che non è accaduta a causa del tempo umido). Nella giornata di giovedì, era possibile risiedere presso la sala dell'ospitalità, con un bar e un tavolo da biliardo molto popolare, aperta agli arrivi anticipati. Il venerdì sera si è tenuto il ricevimento per i candidati, seguito dal tradizionale evento di firme alle opere candidate, quest’ultimo sponsorizzato da Book People. All’evento hanno preso parte circa 200 persone tra autore, editori ecc., i partecipanti hanno incontrato un clima caldo e afoso in Texas e alcuni spettacolari temporali notturni. Joe R. Lansdale ha svolto il ruolo di cerimoniere, mentre David D. Levine ha tenuto il discorso principale.
| Anno | Fotografia vincitori | Vincitori e candidati | Romanzo | Editore | Note 1 | Note 2   |
| ---- | --- | --- | --- | --- | --- | -------- |
| 2008 | A partire da sinistra, Delia Sherman, Nancy Kress e Ellen Datlow                                                               | Nancy Kress | Il trattamento D | Asimov's Science Fiction | | [ N 60 ] |
| 2008 | A partire da sinistra, Delia Sherman, Nancy Kress e Ellen Datlow                                                               | Judith Berman | Awakening | Black Gate | | [ N 60 ] |
| 2008 | A partire da sinistra, Delia Sherman, Nancy Kress e Ellen Datlow                                                               | Matt Hughes | The Helper and His Hero | The Magazine of Fantasy and Science Fiction                                                                                    | | [ N 60 ] |
| 2008 | A partire da sinistra, Delia Sherman, Nancy Kress e Ellen Datlow                                                               | Lucius Shepard | Le stelle senzienti | The Magazine of Fantasy & Science Fiction                                                                                      | | [ N 60 ] |
| 2008 | A partire da sinistra, Delia Sherman, Nancy Kress e Ellen Datlow                                                               | Bruce Sterling | Il chiosco | The Magazine of Fantasy & Science Fiction                                                                                      | | [ N 60 ] |
| 2008 | A partire da sinistra, Delia Sherman, Nancy Kress e Ellen Datlow                                                               | Gene Wolfe | Memorare | The Magazine of Fantasy & Science Fiction                                                                                      | | [ N 60 ] |
| 2008 | * Cerimoniere:Joe R. Lansdale Presentazione tenutasi presso: Omni Austin Hotel Downtown ad Austin, in Texas, il 26 aprile 2008 | * Cerimoniere:Joe R. Lansdale Presentazione tenutasi presso: Omni Austin Hotel Downtown ad Austin, in Texas, il 26 aprile 2008 | * Cerimoniere:Joe R. Lansdale Presentazione tenutasi presso: Omni Austin Hotel Downtown ad Austin, in Texas, il 26 aprile 2008 | * Cerimoniere:Joe R. Lansdale Presentazione tenutasi presso: Omni Austin Hotel Downtown ad Austin, in Texas, il 26 aprile 2008 | * Cerimoniere:Joe R. Lansdale Presentazione tenutasi presso: Omni Austin Hotel Downtown ad Austin, in Texas, il 26 aprile 2008 | [ 272 ]  |

Nebula Conference 2009: L'evento del 2009 fu inizialmente programmato per essere gestito da LASFS (Los Angeles Science Fantasy Society, società composta da fan nel settore della fantascienza e del fantasy i cui membri si incontrano nella zona di Los Angeles), mentre il testimone passerà a Christine Valada, fotografo e avvocato, reduce tra l'altro da un catastrofico incendio in casa circa un mese prima dell'evento. L'hotel scelto per gli ospiti dell'evento era situato nel Sepulvada Pass su Hollywood Boulevard. Nonostante non fosse prevista alcuna sessione dedicata alla forma delle opere, come di tradizione ogni anno, diversi autori hanno avuto modo di presentare le proprie opere e autografarle nell'ambito del Los Angeles Times Festival of Books, festival pubblico gratuito che celebra la parola scritta nonché il più grande festival del libro degli Stati Uniti, attirando ogni anno circa 150.000 partecipanti. Per il secondo anno consecutivo, le programmazioni del fine settimana non sono state esageratamente ricercate, limitandosi ad un ricevimento il venerdì sera e ad un brunch il sabato organizzato con la Writers Guild of America. Vans ha portato i partecipanti al campus della UCLA dove si è tenuto il banchetto con Janis Ian nei panni di cerimoniere che ha cantato una versione fantascientifica della sua canzone At Seventeen. Il relatore principale è stato il produttore della serie televisiva The Big Bang Theory Chuck Lorre. Il Premio Bradbury è stato assegnato a Joss Whedon, non presente all'evento, accettandolo tramite collegamento video. C'è stato anche un premio per la sceneggiatura presentato da Wil Wheaton. Durante l'evento si è annunciato il ritiro del Premio Nebula per la migliore presentazione drammatica, sostituito dal Premio Ray Bradbury per l'eccezionale presentazione drammatica.
| Anno | Fotografia vincitori | Vincitori e candidati | Romanzo | Editore | Note 1 | Note 2   |
| ---- | --- | --- | --- | --- | --- | -------- |
| 2009 | | Catherine Asaro | The Spacetime Pool | Analog Science Fiction and Fact | | [ N 61 ] |
| 2009 | Gregory Benford | Dark Heaven | Alien Crimes (Science Fiction Book Club) | | | [ N 61 ] |
| 2009 | Kelley Eskridge | Dangerous Space | Dangerous Space (Aqueduct Press) | | | [ N 61 ] |
| 2009 | Charles Coleman Finlay | Prigioniero politico | The Magazine of Fantasy and Science Fiction | | | [ N 61 ] |
| 2009 | Vera Nazarian | The Duke in His Castle | Norilana Books | | | [ N 61 ] |
| 2009 | * Cerimoniere:Janis Ian Presentazione tenutasi presso: Covell Commons, Grand Horizon Ballroom, UCLA a Los Angeles, California, il 25 aprile 2009 | * Cerimoniere:Janis Ian Presentazione tenutasi presso: Covell Commons, Grand Horizon Ballroom, UCLA a Los Angeles, California, il 25 aprile 2009 | * Cerimoniere:Janis Ian Presentazione tenutasi presso: Covell Commons, Grand Horizon Ballroom, UCLA a Los Angeles, California, il 25 aprile 2009 | * Cerimoniere:Janis Ian Presentazione tenutasi presso: Covell Commons, Grand Horizon Ballroom, UCLA a Los Angeles, California, il 25 aprile 2009 | * Cerimoniere:Janis Ian Presentazione tenutasi presso: Covell Commons, Grand Horizon Ballroom, UCLA a Los Angeles, California, il 25 aprile 2009 | [ 277 ]  |

### Anni 2010-2019
Nebula Conference 2010: L’evento del 2010 si è aperto con l'intrattenimento più interessante del fine settimana tenutosi il venerdì pomeriggio, nel quale, la maggior parte dei partecipanti ai Nebula sono stati accompagnati al sito di osservazione Banana River per assistere a quello che doveva essere il lancio finale della Space Shuttle Atlantis .
Vista la grande distanza tra l’hotel e il Barnes & Noble locale più vicino, la tradizionale firma delle opere da parte degli autori si è tenuta direttamente in hotel, organizzato per l’evento, seguito da un ricevimento all'aperto dove Neal Barrett, Jr. ha ricevuto il riconoscimento come autore emerito, assieme al Premio Nebula autore emerito, noto anche come Premio Emeritus. La programmazione del sabato ha avuto sessioni dedicate al futuro dell'editoria, della pianificazione finanziaria e dei social network. Il banchetto è stato seguito da Allen Steele, che ha tenuto un discorso incentrato sulle sue esperienze come giornalista sulla NASA mentre David Levine ha parlato delle sue esperienze con la Mars Desert Research Station. La cerimonia è stata trasmessa in streaming su Internet in tempo reale, permettendo di poter tenere una festa parallela a New York sponsorizzata da John Ordover.
| Anno | Fotografia vincitori | Vincitori e candidati | Romanzo | Editore | Note 1 | Note 2   |
| ---- | --- | --- | --- | --- | --- | -------- |
| 2010 | | Kage Baker | The Women of Nell Gwynne's | Subterranean Press | | [ N 63 ] |
| 2010 | Carolyn Ives Gilman | Arkfall | The Magazine of Fantasy and Science Fiction                                                                                                 | | | [ N 63 ] |
| 2010 | Nancy Kress | Atto primo | Asimov's Science Fiction | | | [ N 63 ] |
| 2010 | James Morrow | Shambling Towards Hiroshima | Tachyon Publications | | | [ N 63 ] |
| 2010 | Jason Sanford | Sublimation Angels | Interzone | | | [ N 63 ] |
| 2010 | John Scalzi | The God Engines | Subterranean Press | | | [ N 63 ] |
| 2010 | * Cerimoniere:Allen Steele Presentazione tenutasi presso: Hilton Cocoa Beach Hotel sull'oceano a Cocoa Beach, in Florida, il 15 maggio 2010 | * Cerimoniere:Allen Steele Presentazione tenutasi presso: Hilton Cocoa Beach Hotel sull'oceano a Cocoa Beach, in Florida, il 15 maggio 2010 | * Cerimoniere:Allen Steele Presentazione tenutasi presso: Hilton Cocoa Beach Hotel sull'oceano a Cocoa Beach, in Florida, il 15 maggio 2010 | * Cerimoniere:Allen Steele Presentazione tenutasi presso: Hilton Cocoa Beach Hotel sull'oceano a Cocoa Beach, in Florida, il 15 maggio 2010 | * Cerimoniere:Allen Steele Presentazione tenutasi presso: Hilton Cocoa Beach Hotel sull'oceano a Cocoa Beach, in Florida, il 15 maggio 2010 | [ 282 ]  |

Nebula Conference 2011: A differenza degli altri anni, la sede locale della Barnes & Noble ha rifiutato di ospitare il tradizionale evento della firma delle opere degli autori candidati ai Nebula, pertanto i coordinatori hanno organizzato la creazione di una libreria presso l'hotel, consentendo agli autori di vendere i loro libri attraverso una piattaforma negozio e organizzando anche la spedizione di libri finalizzata alla vendita, attraverso la Ingram Content Group. Permettendo così alla SFWA di trarre profitto dalle vendite dei libri. La libreria creata per l’occasione è stata aperta per tutto il fine settimana, permettendo di concludere buone vendite culminate appunto durante la giornata dedicata agli autografi di massa, che si è tenuto anche in hotel venerdì sera. Sono stati organizzati dei tour guidati al National Air and Space Museum, al National Museum of Natural History, al National Museum of the American Indian e alla Biblioteca del Congresso. Diverse sessioni con svariate tematiche si sono svolte nelle giornate di venerdì e sabato. Michael Swanwick ha svolto il ruolo di cerimoniere, mentre Michael Dirda quello di oratore principale. La cerimonia è stata trasmessa in streaming su Internet in tempo reale, permettendo di poter tenere una festa parallela a New York sponsorizzata per il secondo anno di fila da John Ordover.
| Anno | Fotografia vincitori                                                                                                | Vincitori e candidati                                                                                               | Romanzo | Editore | Note 1 | Note 2   |
| ---- | --- | --- | --- | --- | --- | -------- |
| 2011 | In sostituzione per Rachel Swirsky                                                                                  | Rachel Swirsky | The Lady Who Plucked Red Flowers beneath the Queen's Window                                                         | Subterranean Magazine                                                                                               | | [ N 64 ] |
| 2011 | In sostituzione per Rachel Swirsky                                                                                  | Paolo Bacigalupi | The Alchemist | Subterranean Press                                                                                                  | | [ N 64 ] |
| 2011 | In sostituzione per Rachel Swirsky                                                                                  | J. Kathleen Cheney                                                                                                  | Iron Shoes | Alembical 2 (Paper Golem)                                                                                           | | [ N 64 ] |
| 2011 | In sostituzione per Rachel Swirsky                                                                                  | Ted Chiang | Il ciclo di vita degli oggetti software                                                                             | Subterranean Press                                                                                                  | | [ N 64 ] |
| 2011 | In sostituzione per Rachel Swirsky                                                                                  | Geoffrey A. Landis                                                                                                  | Le città nelle nuvole                                                                                               | Asimov's Science Fiction                                                                                            | | [ N 64 ] |
| 2011 | In sostituzione per Rachel Swirsky                                                                                  | Paul Park | Ghosts Doing the Orange Dance                                                                                       | The Magazine of Fantasy and Science Fiction                                                                         | | [ N 64 ] |
| 2011 | * Cerimoniere:Michael Swanwick Presentazione tenutasi presso: Washington Hilton a Washington, DC, il 21 maggio 2011 | * Cerimoniere:Michael Swanwick Presentazione tenutasi presso: Washington Hilton a Washington, DC, il 21 maggio 2011 | * Cerimoniere:Michael Swanwick Presentazione tenutasi presso: Washington Hilton a Washington, DC, il 21 maggio 2011 | * Cerimoniere:Michael Swanwick Presentazione tenutasi presso: Washington Hilton a Washington, DC, il 21 maggio 2011 | * Cerimoniere:Michael Swanwick Presentazione tenutasi presso: Washington Hilton a Washington, DC, il 21 maggio 2011 | [ 287 ]  |

Nebula Conference 2012: L'SFWA ha organizzato diversi tour guidati a Washington, riproponendo siti visitati l’anno prima, tra cui la Biblioteca del Congresso, la National Gallery of Art, il National Air and Space Museum e il Bureau of Engraving and Printing. Nella giornata di giovedì, si sono tenute delle degustazioni di whisky ospitate da Mary Robinette Kowal e Myke Cole. La programmazione delle sessioni fine settimanli è iniziata il venerdì e ha incluso il come tematiche la progettazione di workshop e la progettazione di e-book, oltre a queste tematiche si sono tenute altre sessioni, arrivando ad un totale di diciassette. Visto il successo dell’anno precedente, la SFWA ha riproposto la creazione di una libreria presso l'hotel, consentendo agli autori di vendere i loro libri attraverso una piattaforma negozio e organizzando anche la spedizione di libri finalizzata alla vendita, attraverso la Ingram Content Group, l’evento ha visto la partecipazione di 56 autori. Walter Jon Williams ha ricoperto il ruolo di cerimoniere, mentre l'astronauta Mike Fincke ha esposto un divertente discorso di presentazione. La cerimonia è stata trasmessa in streaming su Internet in tempo reale, permettendo di poter tenere una festa parallela a New York sponsorizzata per il terzo anno di fila da John Ordover.
| Anno | Fotografia vincitori | Vincitori e candidati | Romanzo | Editore | Note 1 | Note 2   |
| ---- | --- | --- | --- | --- | --- | -------- |
| 2012 | | Kij Johnson | The Man Who Bridged the Mist | Asimov's Science Fiction | | [ N 65 ] |
| 2012 | Mary Robinette Kowal | Kiss Me Twice | Asimov's Science Fiction | | | [ N 65 ] |
| 2012 | Catherynne M. Valente | Silently and Very Fast | Clarkesworld Magazine | | | [ N 65 ] |
| 2012 | Carolyn Ives Gilman | The Ice Owl | The Magazine of Fantasy and Science Fiction                                                                                              | | | [ N 65 ] |
| 2012 | Ken Liu | L'uomo che mise fine alla storia | Panverse 3 (Panverse Publishing) | | | [ N 65 ] |
| 2012 | Adam-Troy Castro | With Unclean Hands | Analog Science Fiction and Fact | | | [ N 65 ] |
| 2012 | * Cerimoniere:Walter Jon Williams Presentazione tenutasi presso: Hyatt Regency Crystal City ad Arlington, in Virginia, il 19 maggio 2012 | * Cerimoniere:Walter Jon Williams Presentazione tenutasi presso: Hyatt Regency Crystal City ad Arlington, in Virginia, il 19 maggio 2012 | * Cerimoniere:Walter Jon Williams Presentazione tenutasi presso: Hyatt Regency Crystal City ad Arlington, in Virginia, il 19 maggio 2012 | * Cerimoniere:Walter Jon Williams Presentazione tenutasi presso: Hyatt Regency Crystal City ad Arlington, in Virginia, il 19 maggio 2012 | * Cerimoniere:Walter Jon Williams Presentazione tenutasi presso: Hyatt Regency Crystal City ad Arlington, in Virginia, il 19 maggio 2012 | [ 291 ]  |

Nebula Conference 2013: Giovedì 17 e venerdì 18 maggio si sono svolte le visite presso il Museo Egizio di Rosacroce e presso il Computer History Museum. Venerdì in serata è stata dedicata a diverse letture di romanzi fantascientifici, in occasione dell’evento mensile SF in SF (Science Fiction in San Francisco), programmato in concomitanza ai Nebula Awards Weekend. La programmazione iniziata il venerdì ha visto l’allestimento di nove stend di presentazione nei quali si garantiva al pubblico la possibilità di acquisto dei libri in lizza, curata da Borderlands Books, nonché la possibilità di autografo degli autori. Un totale di sessantadue autori hanno partecipato all’evento. Per il quarto anno consecutivo, l'evento è stato trasmesso in streaming su Internet. La celebrazione parallela di è tenuta presso New York, organizzata da John Ordover. 
| Anno | Fotografia vincitori | Vincitori e candidati | Romanzo | Editore | Note 1 | Note 2   |
| ---- | --- | --- | --- | --- | --- | -------- |
| 2013 | Nancy Kress al centro, assieme a Delia Sherman (sinistra) e Ellen Datlow (destra)                                           | Nancy Kress | Dopo la caduta | Tachyon Publications | [ 296 ] | [ N 66 ] |
| 2013 | Nancy Kress al centro, assieme a Delia Sherman (sinistra) e Ellen Datlow (destra)                                           | Aliette de Bodard | On a Red Station, Drifting                                                                                                  | Immersion Press | | [ N 66 ] |
| 2013 | Nancy Kress al centro, assieme a Delia Sherman (sinistra) e Ellen Datlow (destra)                                           | Jay Lake | The Stars Do Not Lie | Asimov's Science Fiction | | [ N 66 ] |
| 2013 | Nancy Kress al centro, assieme a Delia Sherman (sinistra) e Ellen Datlow (destra)                                           | Ken Liu | All the Flavors | GigaNotoSaurus | | [ N 66 ] |
| 2013 | Nancy Kress al centro, assieme a Delia Sherman (sinistra) e Ellen Datlow (destra)                                           | Robert Reed | Katabasis | The Magazine of Fantasy and Science Fiction                                                                                 | | [ N 66 ] |
| 2013 | Nancy Kress al centro, assieme a Delia Sherman (sinistra) e Ellen Datlow (destra)                                           | Lawrence M. Schoen | Barry's Tale | Buffalito Buffet (Hadley Rille Books)                                                                                       | | [ N 66 ] |
| 2013 | * Cerimoniere:Robert Silverberg Presentazione tenutasi presso: San José Hilton a San José, in California, il 18 maggio 2013 | * Cerimoniere:Robert Silverberg Presentazione tenutasi presso: San José Hilton a San José, in California, il 18 maggio 2013 | * Cerimoniere:Robert Silverberg Presentazione tenutasi presso: San José Hilton a San José, in California, il 18 maggio 2013 | * Cerimoniere:Robert Silverberg Presentazione tenutasi presso: San José Hilton a San José, in California, il 18 maggio 2013 | * Cerimoniere:Robert Silverberg Presentazione tenutasi presso: San José Hilton a San José, in California, il 18 maggio 2013 | [ 295 ]  |

- 2014 The Weight of the Sunrise di Vylar Kaftan[300];
  - Annabel Lee di Nancy Kress;
  - Burning Girls di Veronica Schanoes;
  - Six-Gun Snow White di Catherynne M. Valente;
  - Trial of the Century di Lawrence M. Schoen;
  - Wakulla Springs di Andy Duncan ed Ellen Klages;

- 2015 Yesterday's Kin di Nancy Kress[301];
  - Calendrical Regression di Lawrence M. Schoen;
  - Grand Jeté di Rachel Swirsky;
  - The Mothers of Voorhisville di Mary Rickert;
  - The Regular di Ken Liu;
  - We Are All Completely Fine di Daryl Gregory.

- 2016 Binti di Nnedi Okorafor[302];
  - The Bone Swans of Amandale di C. S. E. Cooney;
  - The New Mother di Eugene Fischer;
  - The Pauper Prince and the Eucalyptus Jinn di Usman T. Malik;
  - Waters of Versailles di Kelly Robson;
  - Wings of Sorrow and Bone di Beth Cato.

- 2017 Every Heart a Doorway di Seanan McGuire[303];
  - The Ballad of Black Tom di Victor LaValle;
  - The Dream-Quest of Vellitt Boe di Kij Johnson;
  - The Liar di John P. Murphy;
  - Runtime di S. B. Divya;
  - A Taste of Honey di Kai Ashante Wilson.

- 2018 Allarme rosso di Martha Wells[304];
  - And Then There Were (N-One) di Sarah Pinsker;
  - Barry's Deal di Lawrence M. Schoen;
  - The Black Tides of Heaven di Neon Yang;
  - Passing Strange di Ellen Klages;
  - River of Teeth di Sarah Gailey;

- 2019 The Tea Master and the Detective di Aliette de Bodard[305];
  - Alice Payne Arrives di Kate Heartfield;
  - Condizione artificiale di Martha Wells;
  - The Black God's Drums di P. Djeli Clark;
  - Fire Ant di Jonathan P. Brazee;
  - Gods, Monsters and the Lucky Peach di Kelly Robson.

- 2020 This Is How You Lose the Time War di Amal El-Mohtar e Max Gladstone[306];
  - Anxiety Is the Dizziness of Freedom di Ted Chiang;
  - Catfish Lullaby di A. C. Wise;
  - The Deep di Rivers Solomon, Daveed Diggs, William Hutson e Jonathan Snipes;
  - The Haunting of Tram Car 015 di P. Djeli Clark;
  - Her Silhouette, Drawn in Water di Vylar Kaftan.

- 2021 Ring Shout di P. Djeli Clark[307];
  - Finna di Nino Cipri;
  - The Four Profound Weaves di R. B. Lemberg;
  - Ife-Iyoku, the Tale of Imadeyunuagbon di, Oghenechovwe Donald Ekpeki;
  - Riot Baby di Tochi Onyebuchi;
  - Tower of Mud and Straw di Yaroslav Barsukov.

### Annotazioni
1. ↑  Vincitore su un totale di otto candidature in ex aequo con Brian Aldiss. Zelazny inoltre otterrà il "premio Nebula per il miglior racconto" lo stesso anno con Le porte del suo viso, i fuochi della sua bocca, imponendosi sui diciotto candidati. He Who Shapes verrà ripubblicato l'anno successivo in una versione ampliata dal titolo Il Signore dei sogni[14] (originariamente presentato con il titolo di The Ides of Octember)[15][16][17].
2. ↑  Premio Nebula per il miglior romanzo breve 1966[18][19][20]
3. ↑  Noto in Italia anche con il titolo di L'albero della vita[21] L'opera di Aldiss sarà un tributo al famoso padre della fantascienza H. G. Wells, e la storia lo vedrà anche comparire in un cameo, inoltre l'uscita del romanzo celebrerà il centenario della nascita dello scrittore inglese.[22][23]
4. ↑  Pubblicato per la prima volta nel 1965 dalla Ace Books[24] e sempre nel luglio dello stesso anno con lo stesso titolo sul The Magazine of Fantasy and Science Fiction, (cover di Jack Vaughn # TBT per il numero di F & SF del luglio 1965) occupando quasi metà del numero (58 su 128 pagine) ed è una storia d'avventura piena di imperi galattici, draghi e poeti nomadi, ottenendo incredibilmente le candidation per il miglior romanzo e il miglior romanzo breve.[25]
5. ↑  Pubblicato inizialmente in un'edizione doppia con il romanzo Alpha Yes, Terra No! di Emil Petaja, dalla Ace Books,[26] fu ripubblicato nel 1971 in edizione singola.[27][28] Un'edizione rivista è stata pubblicata nel 1977 dalla Gregg Press, con introduzione di Marilyn Hacker.[28][29]
6. ↑  Pubblicato per la prima volta sulla rivista If nel settembre del 1965[31][32] il racconto combina una parodia delle storie di John Carter di Edgar Rice Burroughs, con un cast di eroi come agente segreto nello spazio di James Bond.[33]
7. ↑  Pubblicato per la prima volta nel luglio del 1965 sulla rivista Galaxy Science Fiction (Vol 15, No 7 — Issue #92)[34][35][36] il romanzo è composto da 21.700 parole[37]
8. ↑  Pubblicato Per la prima volta nel febbraio del 1965 sulla rivista Galaxy Science Fiction (Vol. 23, No. 3.)[38][39][40] l'opera fa parte della serie Casher O'Neill[41] iniziata nel ottobre del 1963 con il romanzo Sul pianeta delle pietre preziose[42] e conclusasi nel dicembre del 1965 con il romanzo Sabbia, tempeste e pietre preziose[43][44][45]
9. ↑  Pubblicato per la prima volta nella rivista Galaxy nell'aprile 1966[47] l'opera varrà inserita all'interno dell'antologia Nebula Award Stories Two[48] l'autore ed editore Algis Budrys definirà l'opera un romanzo eccellente.[49] Ambientato in un lontano, imprecisato futuro su un pianeta Terra prossimo all'essere disabitato, un gruppo di umani provenienti da una lontana colonia danno vita ad una civiltà improntata sullo stile rinascimentale, comodamente rifugiati nei loro castelli, vengono serviti da autoctoni e da alieni importati dal loro pianeta originario, l'atmosfera decadente come la Belle Époque è destinata però a non durare per sempre.[50] Il romanzo ha vinto il premio Hugo nello stesso anno.[51]
10. ↑  Premio Nebula per il miglior romanzo breve 1967[52][53][54]
11. ↑  Originariamente apparve come racconto in un numero del 1966 di New Worlds; successivamente, Moorcock produsse una versione ampliata che fu pubblicata per la prima volta nel 1969 da Allison & Busby.[58] Il titolo deriva dal Vangelo di Giovanni, capitolo 19, verso 5: "Allora Gesù uscì, indossando la corona di spine e la veste viola. E Pilato disse loro: Ecco l'uomo".
Nel romanzo, Moorcock tesse una storia esistenzialista su Karl Glogauer, un uomo che viaggia dal 1970 in una macchina del tempo fino al 28 d.C., dove spera di incontrare lo storico Gesù di Nazaret[59] e successivamente ampliato nel romanzo INRI.
12. ↑  Premio Nebula per il miglior romanzo breve 1968[60][61][62]
13. ↑  Apparso in Dangerous Visions, l'antologia di fantascienza della New Wave compilata da Harlan Ellison nel 1967,[63] e ha vinto l'Hugo Award per la migliore novella nel 1968, insieme a Weyr Search di Anne McCaffrey.[64]
Il titolo della storia è un riferimento su Riders of the Purple Sage, un western dell'autore americano Zane Grey
14. ↑  La cerca del Weir è una delle due componenti di Dragonflight, romanzo fantascientifico postumo della stessa autrice. Si tratta di romanzi premiati pubblicati dalla rivista di fantascienza Analog. La prima parte, La cerca del Weir (Weyr Search), illustrato da John Schoenherr, era stato la copertina del numero di ottobre 1967.[65] Il secondo segmento, "Dragonrider", apparve in due parti, a partire dal dicembre 1967, ed era anch’esso una storia di copertina illustrata da Schoenherr.[66]
Il romanzo presenta una giovane donna di nome Lessa che viene reclutata per stabilire un legame telepatico con un drago regina alla sua schiusa, diventando così un cavaliere di drago, e il capo di una comunità Weyr sul pianeta immaginario Pern. "Dragonrider" mostra la crescita del drago regina di Lessa, Ramoth assieme al loro addestramento. L'editore John W. Campbell chiese "di vedere i draghi che combattevano contro Thread", la minaccia di Pern dallo spazio, e suggerì anche di viaggiare nel tempo. In risposta, McCaffrey scrisse una terza storia intitolata "Crack Dust, Black Dust", che non fu pubblicata separatamente, ma fornì materiale cruciale per il romanzo.[67]
15. ↑  Racconto pubblicato per la prima volta dalla Galaxy Science Fiction nell'agosto 1967,[68] sarà ampliato successivamente e pubblicato nel 1968; ed è stato pubblicato nel Regno Unito con il titolo The Anvil of Time. Il titolo Hawksbill Station si riferisce a una colonia penale nel passato pre-cambriano, a cui i condannati politici vengono inviati in un viaggio di sola andata da un governo orwelliano nel prossimo futuro. (Questo concetto è stato successivamente riutilizzato da Julian May nella sua popolare serie Saga of Pliocene Exile)[69]
16. ↑  Paul Kincaid l'ha definita "magnificamente costruita" e "stranamente lirica", e una storia "su cui la reputazione di Sturgeon può tranquillamente riposare", ma ha osservato che il suo tono può essere "forte e accattivante", e ha ammesso che la premessa di base di Vexvelt è evitato per un motivo che nessuno sa "non ha del tutto senso".[70] Brian Stableford l'ha descritta come una "parabola morale curiosa", il cui "selvaggio ottimismo (...) è poco attraente quanto poco convincente",[71] mentre Brian Aldiss ha ritenuto che il titolo fosse "carino",[72] e Algis Budrys lo ha definito "semplicemente terribile".[73]
17. ↑  Opera pubblicata originariamente sulla rivista di fantascienza Analog Science Fiction nel dicembre 1967 con il titolo originale di Dragonraider è la seconda parte[75] di una pubblicazione antecedente, La cerca del Weyr (Weyr Search) apparsa sulla stessa rivista il mese precedente,[76] l’unione dei due brevi romanzi ha dato origine al romanzo Il volo del drago pubblicato per la prima volta dalla casa editrice Ballantine Books nel luglio 1968.[77] Si tratta di una correzione di romanzi, tra cui due che hanno reso McCaffrey la prima scrittrice a vincere un premio Hugo e Nebula.[78] se infatti Cavaliere del drago le ha consentito di ricevere il premio Nebula, primo capitolo della serie dei Dragonieri di Pern, La cerca del Weyr ha permesso di ottenere il Premio Hugo per il miglior romanzo breve,[79] primo premio Hugo assegnato a una donna per la narrativa.[80]
18. ↑  Premio Nebula per il miglior romanzo breve 1969[81][82][83]
19. ↑  Premio Nebula per il miglior romanzo breve 1970[87][88][89]
20. ↑  Premio Nebula per il miglior romanzo breve 1971[92][93][94]
21. ↑  Premio Nebula per il miglior romanzo breve 1972[96][97][98]
22. ↑  Premio Nebula per il miglior romanzo breve 1973[100][101][102]
23. ↑  Premio Nebula per il miglior romanzo breve 1974[107][108][106]
24. ↑  Premio Nebula per il miglior romanzo breve 1975[110][111][112]
25. ↑  Premio Nebula per il miglior romanzo breve 1976[115][116][117]
26. ↑  Premio Nebula per il miglior romanzo breve 1977[121][122][123]
27. ↑  Premio Nebula per il miglior romanzo breve 1978[125][126][127]
28. ↑  Premio Nebula per il miglior romanzo breve 1979[129][130][131]
29. ↑  Premio Nebula per il miglior romanzo breve 1980[133][134][135]
30. ↑  Premio Nebula per il miglior romanzo breve 1981[139][140][141]
31. ↑  Premio Nebula per il miglior romanzo breve 1982[142][143][144]
32. ↑  Premio Nebula per il miglior romanzo breve 1983[147][148][149]
33. ↑  Premio Nebula per il miglior romanzo breve 1984[151][152][153]
34. ↑  Premio Nebula per il miglior romanzo breve 1985[156][157][158]
35. ↑  Premio Nebula per il miglior romanzo breve 1986[161][162][163]
36. ↑  Barry Moser (nato nel 1940) è un artista, noto come incisore e illustratore di numerose opere letterarie. È anche proprietario, agente e titolare della casa editrice Pennyroyal Press[164][165].
37. ↑  Premio Nebula per il miglior romanzo breve 1987[167][168][169]
38. ↑  Premio Nebula per il miglior romanzo breve 1988[171][172][173]
39. ↑  Premio Nebula per il miglior romanzo breve 1989[175][176][177]
40. ↑  Premio Nebula per il miglior romanzo breve 1990[179][180][181]
41. ↑  Premio Nebula per il miglior romanzo breve 1991[184][185][186]
42. ↑  Premio Nebula per il miglior romanzo breve 1992[189][190][191]
43. ↑  Premio Nebula per il miglior romanzo breve 1993[193][194][195]
44. ↑  Premio Nebula per il miglior romanzo breve 1994[197][198][199]
45. ↑  Premio Nebula per il miglior romanzo breve 1995[201][202][203]
46. ↑  Premio Nebula per il miglior romanzo breve 1996[206][207][208]
47. ↑  Premio Nebula per il miglior romanzo breve 1997[210][211][212]
48. ↑  Premio Nebula per il miglior romanzo breve 1998[214][215][216]
49. ↑  Premio Nebula per il miglior romanzo breve 1999[218][219][220]
50. ↑  Premio Nebula per il miglior romanzo breve 2000[223][224][225]
51. ↑  Premio Nebula per il miglior romanzo breve 2001[228][229][230]
52. ↑  Premio Nebula per il miglior romanzo breve 2002[233][234][235]
53. ↑  Premio Nebula per il miglior romanzo breve 2003[239][240][241]
54. ↑  Premio Nebula per il miglior romanzo breve 2004[244][245][246]
55. ↑  L’Emergency Medical Fund (EMF) è un fondo istituito per aiutare gli scrittori di genere a pagare spese mediche non altrimenti coperte da assicurazione. Il fondo è destinato a coprire solo a breve termine (vale a dire situazioni di emergenza che interferiscono con la capacità di scrivere). Le richieste devono specificare il destinatario, una descrizione delle circostanze e l'importo del supporto necessario. Ulteriori informazioni possono essere richieste dal comitato EMF.[249]
56. ↑  Premio Nebula per il miglior romanzo breve 2005[250][251][252][253]
57. ↑  Premio Nebula per il miglior romanzo breve 2006[256][257][258]
58. ↑  Premio Nebula per il miglior romanzo breve 2007[262][263][264][265][266]
59. ↑  Il Bat Watching è un fenomeno molto popolare in molti parchi del Texas, negli anni con l’aumentare della popolarità del fenomeno, il Wildlife Department ha messo a disposizione una guida completa a tutti i siti perfetti per quest'attività.[267][268] Ad Austin, nota come La città dei pipistrelli[269] ogni sera d'estate si può assistere a circa un milione e mezzo di pipistrelli che si librano in volo dal Congress Avenue Bridge. Evento che richiama ogni volta circa 100 mila spettatori. Ad agosto c'è il consueto Bat Fest con musica, cibo e ovviamente "Bat Watching".[270]
Vicino alla cittadina di Mason, presso la Eckert James River Bat Cave Preserve risiede una delle colonie più popolose con circa cinque milioni di esemplari.[271]
60. ↑  Premio Nebula per il miglior romanzo breve 2008[273][274][275][276]
61. ↑  Premio Nebula per il miglior romanzo breve 2009[278][279][280]
62. ↑  Si tratta della STS-132, missione spaziale del Programma Space Shuttle, la 34ª per la Stazione spaziale internazionale e il volo di assemblaggio ULF4. Il lancio dell'Atlantis è avvenuto come previsto il 14 maggio 2010,[281] mentre l'atterraggio ha avuto luogo senza rinvii il 26 maggio.
63. ↑  Premio Nebula per il miglior romanzo breve 2010[284][285][286]
64. ↑  Premio Nebula per il miglior romanzo breve 2011[288][289][290]
65. ↑  Premio Nebula per il miglior romanzo breve 2012[292][293][294]
66. ↑  Premio Nebula per il miglior romanzo breve 2013[297][298][299]

### Fonti
1. ↑  (EN) Nebula Rules, su sfwa.org, Science Fiction and Fantasy Writers of America, ottobre 2011. URL consultato il 12 dicembre 2011 (archiviato il 1º luglio 2011).
2. ↑  (EN) SFE Science Fiction Encycolpedia - Encyclopedia of Fantasy (1997) Nebula Awards, su sf-encyclopedia.com. URL consultato il 5 aprile 2019.
3. ↑  (EN) Sfwa Nebula - About the Nebula, su nebulas.sfwa.org. URL consultato il 7 aprile 2019.
4. 1 2  (EN) Nebula Award, Overview thread, su Science Fiction Awards Database. URL consultato il 5 aprile 2019.
5. ↑  (EN) Nancy Kress - Past candidations and Wins, su nebulas.sfwa.org. URL consultato il 27 aprile 2019.
6. ↑  (EN) Robert Silverberg - Past candidations and Wins, su nebulas.sfwa.org. URL consultato il 27 aprile 2019.
7. ↑  (EN) John Valery - Past candidations and Wins [collegamento interrotto], su nebulas.sfwa.org. URL consultato il 27 aprile 2019.
8. ↑  (EN) Roger Zelazny - Past candidations and Wins, su nebulas.sfwa.org. URL consultato il 27 aprile 2019.
9. ↑  (EN) Lucius Shepard - Past candidations and Wins, su nebulas.sfwa.org. URL consultato il 27 aprile 2019.
10. ↑  (EN) Michael Bishop - Past candidations and Wins, su nebulas.sfwa.org. URL consultato il 27 aprile 2019.
11. ↑  (EN) Kate Wilhelm - Past candidations and Wins, su nebulas.sfwa.org. URL consultato il 27 aprile 2019.
12. ↑  (EN) Avram Davidson - Past candidations and Wins, su nebulas.sfwa.org. URL consultato il 27 aprile 2019.
13. 1 2 3 4  (EN) Nebula Rules, su nebulas.sfwa.org. URL consultato il 3 aprile 2019.
14. ↑  (EN) Isfdb - Il Signore dei sogni, su isfdb.org. URL consultato il 7 aprile 2019.
15. ↑  (EN) The Lesser Spotted Science Fiction Writer - Part 7: Roger Zelazny - Phlogiston Forty-Two, 1995, su homepages.paradise.net.nz. URL consultato il 7 aprile 2019 (archiviato dall'url originale il 1º aprile 2012).
16. ↑  (EN) Book review - The Dream Master, su sciencefictionruminations.com. URL consultato il 7 aprile 2019.
17. ↑  Ampliato nel romanzo Signore dei sogni (The Dream Master)
18. ↑  (EN) Isfdb - Best Novella Nebula Award 1966, su isfdb.org. URL consultato il 26 marzo 2019.
19. ↑  (EN) Nebula Awards Best Novella 1966, su nebulas.sfwa.org. URL consultato il 26 marzo 2019.
20. ↑  (EN) Sfadb - Nebula Awards Best Novella 1966, su sfadb.com. URL consultato il 26 marzo 2019.
21. ↑   Catalogo Vegetti della letteratura fantastica - L'albero della vita, su fantascienza.com. URL consultato il 6 aprile 2019.
22. ↑  (EN) E-Notes - Brian W. Aldiss Critical Essays, su enotes.com. URL consultato il 6 aprile 2019.
23. ↑  (EN) Sf - Encyclopedia :Aldiss, Brian W, su sf-encyclopedia.com. URL consultato il 6 aprile 2019.
24. ↑  (EN) Isfdb - Rouge Dragon, su isfdb.org. URL consultato il 19 aprile 2019.
25. ↑  (EN) Fantasy and Science Fiction - F&SF, July 1965, su sfsite.com. URL consultato il 19 aprile 2019 (archiviato dall'url originale il 19 aprile 2019).
«Fantasy & Science Fiction, July 1965, cover by Jack Vaughn#TBT to the July 1965 issue of F&SF and this Jack Vaughn illustration for Avram Davidson’s "Rogue Dragon." Based on the cover, you’d think “Rogue Dragon” was a fantasy story but it’s far future SF where Earth is set aside as a nature preserve. Davidson’s novella was nominated for the 1966 Nebula Award. The expanded novel version was also nominated for the Nebula… the same year! (Did that ever happen any other time?) “Rogue Dragon” takes up nearly half the issue (58 of 128 pages) and is a fun adventure story filled galactic empires, dragons, and nomad poets.»
26. ↑  (EN) Isfdb - Alpha Yes, Terra No!, su isfdb.org. URL consultato il 20 aprile 2019.
27. ↑  (EN) Isfdb - The Ballad of Beta-2, su isfdb.org. URL consultato il 20 aprile 2019.
28. 1 2  (EN) Douglas Barbour, Worlds Out Of Words: The SF Novels of Samuel R. Delany, Frome, Somerset, UK, Bran's Head Books Ltd., 1979,  p. 161, ISBN 978-0-905220-13-0.
29. ↑  (EN) John Clute, Peter Nicholls, The Encyclopedia of Science Fiction, 2ª ed., New York, St. Martin's Griffin, 1995,  p. 315, ISBN 0-312-13486-X.
30. ↑  (EN) Isfdb - The Mercurymen, su isfdb.org. URL consultato il 10 aprile 2019.
31. ↑  (EN) Under Two Moon, su isfdb.org. URL consultato il 26 aprile 2019.
32. ↑  (EN) Jo Walton, Telepathy and Healing John Brunners The Whole Man - Rich Horton, in An Informal History of the Hugos: A Personal Look Back at the Hugo Awards, 1953-2000, Macmillan, 7 agosto 2018,  p. 121. URL consultato il 26 aprile 2019.
33. ↑  (EN) If september 1965 Archive, su archive.org. URL consultato il 26 aprile 2019.
34. ↑  (EN) Sf-Encyclopedia Schmitz James H., su sf-encyclopedia.com. URL consultato il 26 aprile 2019.
35. ↑  (EN) Sf-Encyclopedia Van Vogt A. E., su sf-encyclopedia.com. URL consultato il 26 aprile 2019.
36. ↑  (EN) Research Alpha, su isfdb.org. URL consultato il 26 aprile 2019.
37. ↑  (EN) Serve gram A. E. van Vogt - The golden-age of science fiction authors, su icshi.net. URL consultato il 26 aprile 2019 (archiviato dall'url originale il 19 novembre 2019).
38. ↑  (EN) On the Planet Storm, su isfdb.org. URL consultato il 27 aprile 2019.
39. ↑  (EN) Sf - Encyclopedia - Smith Cordwainer, su sf-encyclopedia.com. URL consultato il 27 aprile 2019.
40. ↑  (EN) Cordwainer Smith e Al Haines, On the Storm Planet - By Cordwainer Smith (PDF), Project Gutenberg Canada Ebook, 13 maggio 2013. URL consultato il 27 aprile 2019.
41. ↑  (EN) Isfdb - Casher O'Neill series, su isfdb.org. URL consultato il 27 aprile 2019.
42. ↑  (EN) Isfdb - On the Gem Planet, su isfdb.org. URL consultato il 27 aprile 2019.
43. ↑  (EN) Isfdb - On the Sand Planet, su isfdb.org. URL consultato il 27 aprile 2019.
44. ↑  (EN) [SEPTEMBER 9, 1963] GREAT EXPECTATIONS (OCTOBER 1963 GALAXY), su galacticjourney.org. URL consultato il 27 aprile 2019.
45. ↑  Raccolto nell'antologia Sabbie, tempeste e pietre preziose (Quest of the Three Worlds)
46. ↑  (EN) 1965 Nebula Award, su nebulas.sfwa.org. URL consultato il 28 marzo 2019.
47. ↑  (EN) Isfdb - The Last Castle, su isfdb.org. URL consultato il 1º maggio 2019.
48. ↑  (EN) Isfdb - Nebula Award Stories Two, su isfdb.org. URL consultato il 1º maggio 2019.
49. ↑  (EN) Algis Budrys, Galaxy Bookshelf, Galaxy Science Fiction, febbraio 1968,  pp. 157-162. URL consultato il 1º maggio 2019.
50. ↑   L'ultimo castello, su bibliotecagalattica.com. URL consultato il 1º maggio 2019.
51. ↑  (EN) 1967 Hugo Awards, su sito ufficiale del premio. URL consultato il 7 aprile 2019.
52. ↑  (EN) Isfdb - Best Novella Nebula Award 1967, su isfdb.org. URL consultato il 26 marzo 2019.
53. ↑  (EN) Nebula Awards Best Novella 1967, su nebulas.sfwa.org. URL consultato il 26 marzo 2019.
54. ↑  (EN) Sfadb - Nebula Awards Best Novella 1967, su sfadb.com. URL consultato il 26 marzo 2019.
55. ↑  (EN) Isfdb - Clash of Star-Kings, su isfdb.org. URL consultato il 2 maggio 2020.
56. ↑  (EN) Isfdb - The Alchemist, su isfdb.org. URL consultato il 2 maggio 2020.
57. ↑  (EN) 1966 Nebula Award, su nebulas.sfwa.org. URL consultato il 28 marzo 2019.
58. ↑   Ian Davey, Michael Moorcock Bibliography: Behold the Man, su eclipse.co.uk. URL consultato il 2 maggio 2020.
59. ↑  (EN) Isfdb - Behold the Man, su isfdb.org. URL consultato il 2 maggio 2020.
60. ↑  (EN) Isfdb - Best Novella Nebula Award 1968, su isfdb.org. URL consultato il 2 maggio 2020.
61. ↑  (EN) Nebula Awards Best Novella 1968, su nebulas.sfwa.org. URL consultato il 2 maggio 2020.
62. ↑  (EN) Sfadb - Nebula Awards Best Novella 1968, su sfadb.com. URL consultato il 2 maggio 2020.
63. ↑  (EN) Isfdb - Riders of the Purple Wage, su isfdb.org. URL consultato il 2 maggio 2020.
64. ↑   1968 Hugo Awards, su sito ufficiale del premio. URL consultato il 2 maggio 2020.
65. ↑  (EN) Isfdb - Analog Science Fiction -> Science Fact, October 1967, su isfdb.org. URL consultato il 2 maggio 2020.
66. ↑  (EN) Isfdb - Analog Science Fiction -> Science Fact, december 1967, su isfdb.org. URL consultato il 2 maggio 2020.
67. ↑  (EN) Todd McCaffrey, Dragonholder: The Life and Dreams (So Far) of Anne McCaffrey by her son, New York, Ballantine, 1999, ISBN 978-0-345-42217-0. URL consultato il 2 maggio 2020.
68. ↑  (EN) Isfdb - Galaxis Science Fiction No.4, su isfdb.org. URL consultato il 2 maggio 2020.
69. ↑  (EN) Alvaro Zinos-Amaro, TIMES THREE BY ROBERT SILVERBERG, su strangehorizons.com, 25 luglio 2011. URL consultato il 2 maggio 2020.
«Il titolo Hawksbill Station si riferisce a una colonia penale nel passato pre-cambriano, a cui i condannati politici vengono inviati in un viaggio di sola andata da un governo orwelliano nel prossimo futuro. (Questo concetto è stato successivamente riutilizzato da Julian May nella sua popolare serie Saga of Pliocene Exile)»
70. ↑  (EN) Paul Kincaid, The Nail and the Oracle - Volume XI: The Complete Stories of Theodore Sturgeon, su SF Site, 2007. URL consultato il 2 maggio 2020.
71. ↑  (EN) Brian Stableford, Outside the Human Aquarium: Masters of Science Fiction, Wildside Press, 1995. URL consultato il 2 maggio 2020.
72. ↑  (EN) Brian Aldiss, The Detached Retina, Syracuse University Press, 1995. URL consultato il 2 maggio 2020.
73. ↑   Algis Budrys, Galaxy Bookshelf, Galaxy Science Fiction, aprile 1968,  pp. 155-163.
74. ↑  (EN) 1967 Nebula Award, su nebulas.sfwa.org. URL consultato il 2 maggio 2020.
75. ↑  (EN) Isfdb - Dragonrider, su isfdb.org. URL consultato il 15 maggio 2020.
76. ↑  (EN) Isfdb - Weyr Search, su isfdb.org. URL consultato il 15 maggio 2020.
77. ↑  (EN) Isfdb - Dragonfly, su isfdb.org. URL consultato il 15 maggio 2020.
78. ↑  (EN) Robin Roberts, Publishers Weekly - Anne McCaffrey: A life with dragons, su amazon.com, 2007. URL consultato il 15 maggio 2020.
79. ↑  (EN) The Hugo Awards 1968, su thehugoawards.org. URL consultato il 15 maggio 2020.
80. ↑  (EN) SFWA - Anne McCaffrey, su nebulas.sfwa.org. URL consultato il 15 maggio 2020.
81. ↑  (EN) Isfdb - Best Novella Nebula Award 1969, su isfdb.org. URL consultato il 9 maggio 2020.
82. ↑  (EN) Nebula Awards Best Novella 1969, su nebulas.sfwa.org. URL consultato il 9 maggio 2020.
83. ↑  (EN) Sfadb - Nebula Awards Best Novella 1969, su sfadb.com. URL consultato il 9 maggio 2020.
84. ↑  Noto anche con il nome di Dove portano tutte le strade Fuso con Nel collegio dei ricordatori (Perrys Way) e La strada per Jorslem (To Jorslem) nel romanzo Ali della notte (Nightwings)
85. ↑  (EN) 1968 Nebula Award, su nebulas.sfwa.org. URL consultato il 28 marzo 2019.
86. 1 2  (EN) 1969 Nebula Award, su nebulas.sfwa.org. URL consultato il 28 marzo 2019.
87. ↑  (EN) Isfdb - Best Novella Nebula Award 1970, su isfdb.org. URL consultato il 26 marzo 2019.
88. ↑  (EN) Nebula Awards Best Novella 1970, su nebulas.sfwa.org. URL consultato il 26 marzo 2019.
89. ↑  (EN) Sfadb - Nebula Awards Best Novella 1970, su sfadb.com. URL consultato il 26 marzo 2019.
90. ↑  Fuso con Ali della notte (Nightwings) e Nel collegio dei ricordatori (Perrys Way) nel romanzo Ali della notte (Nightwings)
91. 1 2  (EN) 1970 Nebula Award, su nebulas.sfwa.org. URL consultato il 28 marzo 2019.
92. ↑  (EN) Isfdb - Best Novella Nebula Award 1971, su isfdb.org. URL consultato il 26 marzo 2019.
93. ↑  (EN) Nebula Awards Best Novella 1971, su nebulas.sfwa.org. URL consultato il 26 marzo 2019.
94. ↑  (EN) Sfadb - Nebula Awards Best Novella 1971, su sfadb.com. URL consultato il 26 marzo 2019.
95. 1 2  (EN) 1971 Nebula Award, su nebulas.sfwa.org. URL consultato il 28 marzo 2019.
96. ↑  (EN) Isfdb - Best Novella Nebula Award 1972, su isfdb.org. URL consultato il 9 maggio 2020.
97. ↑  (EN) Nebula Awards Best Novella 1972, su nebulas.sfwa.org. URL consultato il 9 maggio 2020.
98. ↑  (EN) Sfadb - Nebula Awards Best Novella 1972, su sfadb.com. URL consultato il 9 maggio 2020.
99. 1 2  (EN) 1972 Nebula Award, su nebulas.sfwa.org. URL consultato il 28 marzo 2019.
100. ↑  (EN) Isfdb - Best Novella Nebula Award 1973, su isfdb.org. URL consultato il 9 maggio 2020.
101. ↑  (EN) Nebula Awards Best Novella 1973, su nebulas.sfwa.org. URL consultato il 9 maggio 2020.
102. ↑  (EN) Sfadb - Nebula Awards Best Novella 1973, su sfadb.com. URL consultato il 9 maggio 2020.
103. ↑  Ampliato nel romanzo Il mondo della foresta (The Word for World is Forest)
104. 1 2  (EN) Michael A. Burstein, An Introductory Guide to the Nebula Awards by Michael A. Burstein on Apr 18, 2011 in Nonfiction, su apex-magazine.com. URL consultato il 7 aprile 2019.
105. ↑  (EN) Nebula Awards Nominees and Winners: Best Script, su nebulas.sfwa.org. URL consultato il 7 aprile 2019.
106. 1 2 3  (EN) 1974 Nebula Award, su nebulas.sfwa.org. URL consultato il 28 marzo 2019.
107. ↑  (EN) Sfadb - Nebula Awards Best Novella 1974, su sfadb.com. URL consultato il 9 maggio 2020.
108. ↑  (EN) Isfdb - Best Novella Nebula Award 1974, su isfdb.org. URL consultato il 9 maggio 2020.
109. 1 2  (EN) SFWA - Grand Master, su nebulas.sfwa.org. URL consultato l'8 aprile 2019.
110. ↑  (EN) Isfdb - Best Novella Nebula Award 1975, su isfdb.org. URL consultato il 9 maggio 2020.
111. ↑  (EN) Nebula Awards Best Novella 1975, su nebulas.sfwa.org. URL consultato il 9 maggio 2020.
112. ↑  (EN) Sfadb - Nebula Awards Best Novella 1975, su sfadb.com. URL consultato il 9 maggio 2020.
113. 1 2  (EN) 1975 Nebula Award, su nebulas.sfwa.org. URL consultato il 28 marzo 2019.
114. ↑  Fuso con La vigilia di Rumoko (The Eve of RUMOKO) e "Kjwalll'kje'k'kootailll'kje'k" nel romanzo Il mio nome è Legione o Il vendicatore (My Name Is Legion)
115. ↑  (EN) Isfdb - Best Novella Nebula Award 1976, su isfdb.org. URL consultato il 9 maggio 2020.
116. ↑  (EN) Nebula Awards Best Novella 1976, su nebulas.sfwa.org. URL consultato il 9 maggio 2020.
117. ↑  (EN) Sfadb - Nebula Awards Best Novella 1976, su sfadb.com. URL consultato il 9 maggio 2020.
118. ↑  Fuso con Un'ala (One-Wing) e La caduta (The Fall) nel romanzo Il pianeta dei venti (Windhaven)
119. ↑  Raccolto nell'antologia Racconti di un vecchio primate (Star Songs of an Old Primate)
120. 1 2  (EN) 1976 Nebula Award, su nebulas.sfwa.org. URL consultato il 28 marzo 2019.
121. ↑  (EN) Isfdb - Best Novella Nebula Award 1977, su isfdb.org. URL consultato il 9 maggio 2020.
122. ↑  (EN) Nebula Awards Best Novella 1977, su nebulas.sfwa.org. URL consultato il 9 maggio 2020.
123. ↑  (EN) Sfadb - Nebula Awards Best Novella 1977, su sfadb.com. URL consultato il 9 maggio 2020.
124. 1 2  (EN) 1977 Nebula Award, su nebulas.sfwa.org. URL consultato il 28 marzo 2019.
125. ↑  (EN) Isfdb - Best Novella Nebula Award 1978, su isfdb.org. URL consultato il 10 maggio 2020.
126. ↑  (EN) Nebula Awards Best Novella 1978, su nebulas.sfwa.org. URL consultato il 10 maggio 2020.
127. ↑  (EN) Sfadb - Nebula Awards Best Novella 1978, su sfadb.com. URL consultato il 10 maggio 2020.
128. 1 2  (EN) 1978 Nebula Award, su nebulas.sfwa.org. URL consultato il 28 marzo 2019.
129. ↑  (EN) Isfdb - Best Novella Nebula Award 1979, su isfdb.org. URL consultato il 10 maggio 2020.
130. ↑  (EN) Nebula Awards Best Novella 1979, su nebulas.sfwa.org. URL consultato il 10 maggio 2020.
131. ↑  (EN) Sfadb - Nebula Awards Best Novella 1979, su sfadb.com. URL consultato il 10 maggio 2020.
132. 1 2  (EN) 1979 Nebula Award, su nebulas.sfwa.org. URL consultato il 28 marzo 2019.
133. ↑  (EN) Isfdb - Best Novella Nebula Award 1980, su isfdb.org. URL consultato il 10 maggio 2020.
134. ↑  (EN) Nebula Awards Best Novella 1980, su nebulas.sfwa.org. URL consultato il 10 maggio 2020.
135. ↑  (EN) Sfadb - Nebula Awards Best Novella 1980, su sfadb.com. URL consultato il 10 maggio 2020.
136. ↑  Raccolto nell'antologia Storie di Nevèrÿon (Tales of Nevèrÿon)
137. 1 2 3 4  (EN) 1981 Nebula Award, su nebulas.sfwa.org. URL consultato il 28 marzo 2019.
138. ↑  Fuso con altri racconti nel romanzo L'arazzo del vampiro (The Vampire Tapestry)
139. ↑  (EN) Isfdb - Best Novella Nebula Award 1981, su isfdb.org. URL consultato il 10 maggio 2020.
140. ↑  (EN) Nebula Awards Best Novella 1981, su nebulas.sfwa.org. URL consultato il 10 maggio 2020.
141. ↑  (EN) Sfadb - Nebula Awards Best Novella 1981, su sfadb.com. URL consultato il 10 maggio 2020.
142. ↑  (EN) Isfdb - Best Novella Nebula Award 1982, su isfdb.org. URL consultato il 10 maggio 2020.
143. ↑  (EN) Nebula Awards Best Novella 1982, su nebulas.sfwa.org. URL consultato il 10 maggio 2019.
144. ↑  (EN) Sfadb - Nebula Awards Best Novella 1982, su sfadb.com. URL consultato il 10 maggio 2020.
145. ↑  (EN) Ansible 26, June 1982, su news.ansible.uk, 26 giugno 1982. URL consultato il 2 aprile 2019.
146. 1 2  (EN) 1983 Nebula Award, su nebulas.sfwa.org. URL consultato il 28 marzo 2019.
147. ↑  (EN) Isfdb - Best Novella Nebula Award 1983, su isfdb.org. URL consultato il 10 maggio 2020.
148. ↑  (EN) Nebula Awards Best Novella 1983, su nebulas.sfwa.org. URL consultato il 10 maggio 2020.
149. ↑  (EN) Sfadb - Nebula Awards Best Novella 1983, su sfadb.com. URL consultato il 10 maggio 2020.
150. 1 2 3 4  (EN) 1984 Nebula Award, su nebulas.sfwa.org. URL consultato il 28 marzo 2019.
151. ↑  (EN) Isfdb - Best Novella Nebula Award 1984, su isfdb.org. URL consultato l'11 maggio 2020.
152. ↑  (EN) Nebula Awards Best Novella 1984, su nebulas.sfwa.org. URL consultato l'11 maggio 2020.
153. ↑  (EN) Sfadb - Nebula Awards Best Novella 1984, su sfadb.com. URL consultato l'11 maggio 2020.
154. ↑  (EN) Richard Cusick, Bugfuck! By Richard Cusick (TXT), su harlanellison.com. URL consultato il 3 aprile 2019.
155. ↑  (EN) The Ellison Appreciation Society, su news.ansible.co.uk, vol. 77, dicembre 1993, ISSN 0265-9816 (WC · ACNP).
156. ↑  (EN) Isfdb - Best Novella Nebula Award 1985, su isfdb.org. URL consultato l'11 maggio 2020.
157. ↑  (EN) Nebula Awards Best Novella 1985, su nebulas.sfwa.org. URL consultato l'11 maggio 2020.
158. ↑  (EN) Sfadb - Nebula Awards Best Novella 1985, su sfadb.com. URL consultato l'11 maggio 2020.
159. ↑  (EN) The New Rebuplic - Harlan Ellison’s Death Raises a #MeToo Quandary, su newrepublic.com. URL consultato il 3 aprile 2017.
«In 1985 at the awards dinner of the Science Fiction Writers of America, Ellison punched fellow writer Charles Platt, who had criticized Ellison for a speech he felt was tasteless.»
160. 1 2  (EN) 1985 Nebula Award, su nebulas.sfwa.org. URL consultato il 28 marzo 2019.
161. ↑  (EN) Isfdb - Best Novella Nebula Award 1986, su isfdb.org. URL consultato l'11 maggio 2020.
162. ↑  (EN) Nebula Awards Best Novella 1986, su nebulas.sfwa.org. URL consultato l'11 maggio 2020.
163. ↑  (EN) Sfadb - Nebula Awards Best Novella 1986, su sfadb.com. URL consultato l'11 maggio 2020.
164. ↑  (EN) Barry Moser -  Pennyroyal Press, su moser-pennyroyal.com. URL consultato il 20 aprile 2020.
165. ↑  (EN) Moser, Barry 1940, su encyclopedia.com. URL consultato il 20 aprile 2020.
166. 1 2  (EN) 1986 Nebula Award, su nebulas.sfwa.org. URL consultato il 23 aprile 2020.
167. ↑  (EN) Isfdb - Best Novella Nebula Award 1987, su isfdb.org. URL consultato il 12 maggio 2020.
168. ↑  (EN) Nebula Awards Best Novella 1987, su nebulas.sfwa.org. URL consultato il 12 maggio 2020.
169. ↑  (EN) Sfadb - Nebula Awards Best Novella 1987, su sfadb.com. URL consultato il 12 maggio 2020.
170. 1 2  (EN) 1987 Nebula Award, su nebulas.sfwa.org. URL consultato l'11 maggio 2020.
171. ↑  (EN) Isfdb - Best Novella Nebula Award 1988, su isfdb.org. URL consultato il 12 maggio 2020.
172. ↑  (EN) Nebula Awards Best Novella 1988, su nebulas.sfwa.org. URL consultato il 12 maggio 2020.
173. ↑  (EN) Sfadb - Nebula Awards Best Novella 1988, su sfadb.com. URL consultato il 12 maggio 2020.
174. 1 2  (EN) 1988 Nebula Award, su nebulas.sfwa.org. URL consultato il 12 maggio 2020.
175. ↑  (EN) Isfdb - Best Novella Nebula Award 1989, su isfdb.org. URL consultato il 12 maggio 2020.
176. ↑  (EN) Nebula Awards Best Novella 1989, su nebulas.sfwa.org. URL consultato il 12 maggio 2020.
177. ↑  (EN) Sfadb - Nebula Awards Best Novella 1989, su sfadb.com. URL consultato il 12 maggio 2020.
178. 1 2  (EN) 1990 Nebula Award, su nebulas.sfwa.org. URL consultato il 12 maggio 2020.
179. ↑  (EN) Isfdb - Best Novella Nebula Award 1990, su isfdb.org. URL consultato il 13 maggio 2020.
180. ↑  (EN) Nebula Awards Best Novella 1990, su nebulas.sfwa.org. URL consultato il 13 maggio 2020.
181. ↑  (EN) Sfadb - Nebula Awards Best Novella 1990, su sfadb.com. URL consultato il 13 maggio 2020.
182. 1 2  (EN) 1991 Nebula Award, su nebulas.sfwa.org. URL consultato il 13 maggio 2020.
183. ↑  Ampliato nel romanzo Il paradosso Hemingway (The Hemingway Hoax)
184. ↑  (EN) Isfdb - Best Novel Nebula Award 1991, su isfdb.org. URL consultato il 13 maggio 2020.
185. ↑  (EN) Nebula Awards Best Novella 1991, su nebulas.sfwa.org. URL consultato il 13 maggio 2020.
186. ↑  (EN) Sfadb - Nebula Awards Best Novella 1991, su sfadb.com. URL consultato il 13 maggio 2020.
187. 1 2  (EN) 1992 Nebula Award, su nebulas.sfwa.org. URL consultato il 14 maggio 2020.
188. ↑  Ampliato nel romanzo Mendicanti di Spagna (Beggars in Spain)
189. ↑  (EN) Isfdb - Best Novella Nebula Award 1992, su isfdb.org. URL consultato il 14 maggio 2020.
190. ↑  (EN) Nebula Awards Best Novella 1992, su nebulas.sfwa.org. URL consultato il 14 maggio 2020.
191. ↑  (EN) Sfadb - Nebula Awards Best Novella 1992, su sfadb.com. URL consultato il 14 maggio 2020.
192. 1 2  (EN) 1993 Nebula Award, su nebulas.sfwa.org. URL consultato il 15 maggio 2020.
193. ↑  (EN) Isfdb - Best Novella Nebula Award 1993, su isfdb.org. URL consultato il 15 maggio 2020.
194. ↑  (EN) Nebula Awards Best Novella 1993, su nebulas.sfwa.org. URL consultato il 15 maggio 2020.
195. ↑  (EN) Sfadb - Nebula Awards Best Novella 1993, su sfadb.com. URL consultato il 15 maggio 2020.
196. 1 2  (EN) 1994 Nebula Award, su nebulas.sfwa.org. URL consultato il 15 maggio 2020.
197. ↑  (EN) Isfdb - Best Novella Nebula Award 1994, su isfdb.org. URL consultato il 16 maggio 2020.
198. ↑  (EN) Nebula Awards Best Novella 1994, su nebulas.sfwa.org. URL consultato il 16 maggio 2020.
199. ↑  (EN) Sfadb - Nebula Awards Best Novella 1994, su sfadb.com. URL consultato il 16 maggio 2020.
200. 1 2  (EN) 1995 Nebula Award, su nebulas.sfwa.org. URL consultato il 16 maggio 2020.
201. ↑  (EN) Isfdb - Best Novella Nebula Award 1995, su isfdb.org. URL consultato il 17 maggio 2020.
202. ↑  (EN) Nebula Awards Best Novella 1995, su nebulas.sfwa.org. URL consultato il 17 maggio 2020.
203. ↑  (EN) Sfadb - Nebula Awards Best Novella 1995, su sfadb.com. URL consultato il 17 maggio 2020.
204. 1 2  Raccolto nell'antologia Il giorno del perdono (Four Ways to Forgiveness)
205. 1 2  (EN) 1996 Nebula Award, su nebulas.sfwa.org. URL consultato il 19 maggio 2020.
206. ↑  (EN) Isfdb - Best Novella Nebula Award 1996, su isfdb.org. URL consultato il 19 maggio 2020.
207. ↑  (EN) Nebula Awards Best Novella 1996, su nebulas.sfwa.org. URL consultato il 19 maggio 2020.
208. ↑  (EN) Sfadb - Nebula Awards Best Novella 1996, su sfadb.com. URL consultato il 19 maggio 2020.
209. 1 2  (EN) 1997 Nebula Award, su nebulas.sfwa.org. URL consultato il 22 maggio 2020.
210. ↑  (EN) Isfdb - Best Novella Nebula Award 1997, su isfdb.org. URL consultato il 22 maggio 2020.
211. ↑  (EN) Nebula Awards Best Novella 1997, su nebulas.sfwa.org. URL consultato il 22 maggio 2020.
212. ↑  (EN) Sfadb - Nebula Awards Best Novella 1997, su sfadb.com. URL consultato il 22 maggio 2020.
213. 1 2  (EN) 1998 Nebula Award, su nebulas.sfwa.org. URL consultato il 22 maggio 2020.
214. ↑  (EN) Isfdb - Best Novella Nebula Award 1998, su isfdb.org. URL consultato il 23 maggio 2020.
215. ↑  (EN) Nebula Awards Best Novella 1998, su nebulas.sfwa.org. URL consultato il 23 maggio 2020.
216. ↑  (EN) Sfadb - Nebula Awards Best Novella 1998, su sfadb.com. URL consultato il 23 maggio 2020.
217. 1 2  (EN) 1999 Nebula Award, su nebulas.sfwa.org. URL consultato il 22 maggio 2020.
218. ↑  (EN) Isfdb - Best Novella Nebula Award 1999, su isfdb.org. URL consultato il 23 maggio 2020.
219. ↑  (EN) Nebula Awards Best Novella 1999, su nebulas.sfwa.org. URL consultato il 23 maggio 2020.
220. ↑  (EN) Sfadb - Nebula Awards Best Novella 1999, su sfadb.com. URL consultato il 23 maggio 2020.
221. 1 2  (EN) 2000 Nebula Award, su nebulas.sfwa.org. URL consultato il 24 maggio 2020.
222. ↑  Raccolto nell'antologia Storie della tua vita (Stories of Your Life and Others)
223. ↑  (EN) Isfdb - Best Novella Nebula Award 2000, su isfdb.org. URL consultato il 24 maggio 2020.
224. ↑  (EN) Nebula Awards Best Novella 2000, su nebulas.sfwa.org. URL consultato il 24 maggio 2020.
225. ↑  (EN) Sfadb - Nebula Awards Best Novella 2000, su sfadb.com. URL consultato il 24 maggio 2020.
226. 1 2  (EN) 2001 Nebula Award, su nebulas.sfwa.org. URL consultato il 26 maggio 2020.
227. 1 2 3  (EN) Locus Online - Archive - Nebula Awards Winners, su locusmag.com, 29 aprile 2001. URL consultato il 26 maggio 2020.
228. ↑  (EN) Isfdb - Best Novella Nebula Award 2001, su isfdb.org. URL consultato il 26 maggio 2020.
229. ↑  (EN) Nebula Awards Best Novella 2001, su nebulas.sfwa.org. URL consultato il 26 maggio 2020.
230. ↑  (EN) Sfadb - Nebula Awards Best Novella 2001, su sfadb.com. URL consultato il 26 maggio 2020.
231. ↑  (EN) Locus Archive - Conventions 2002, su locusmag.com. URL consultato il 29 maggio 2020.
232. 1 2  (EN) 2002 Nebula Award, su nebulas.sfwa.org. URL consultato il 27 maggio 2020.
233. ↑  (EN) Isfdb - Best Novella Nebula Award 2002, su isfdb.org. URL consultato il 27 maggio 2020.
234. ↑  (EN) Nebula Awards Best Novella 2002, su nebulas.sfwa.org. URL consultato il 27 maggio 2020.
235. ↑  (EN) Sfadb - Nebula Awards Best Novella 2002, su sfadb.com. URL consultato il 27 maggio 2020.
236. ↑  (EN) Locus Archive - Conventions 2003, su locusmag.com. URL consultato il 29 maggio 2020.
237. 1 2  (EN) 2003 Nebula Award, su nebulas.sfwa.org. URL consultato il 27 maggio 2020.
238. ↑  (EN) The New York Times, Science Fiction Museum and Hall of Fame - Travel Guides: Seattle, su travel.nytimes.com, 7 luglio 2009. URL consultato il 28 maggio 2020 (archiviato dall'url originale il 24 luglio 2012).
239. ↑  (EN) Isfdb - Best Novella Nebula Award 2003, su isfdb.org. URL consultato il 28 maggio 2020.
240. ↑  (EN) Nebula Awards Best Novella 2003, su nebulas.sfwa.org. URL consultato il 28 maggio 2020.
241. ↑  (EN) Sfadb - Nebula Awards Best Novella 2003, su sfadb.com. URL consultato il 28 maggio 2020.
242. ↑  (EN) Locus Archive - Conventions 2004, su locusmag.com. URL consultato il 29 maggio 2020.
243. 1 2  (EN) 2004 Nebula Award, su nebulas.sfwa.org. URL consultato il 28 maggio 2020.
244. ↑  (EN) Isfdb - Best Novella Nebula Award 2004, su isfdb.org. URL consultato il 28 maggio 2020.
245. ↑  (EN) Nebula Awards Best Novella 2004, su nebulas.sfwa.org. URL consultato il 28 maggio 2020.
246. ↑  (EN) Sfadb - Nebula Awards Best Novella 2004, su sfadb.com. URL consultato il 28 maggio 2020.
247. ↑  (EN) Locus Archive - Conventions 2005, su locusmag.com. URL consultato il 29 maggio 2020.
248. 1 2  (EN) 2005 Nebula Award, su nebulas.sfwa.org. URL consultato il 29 maggio 2020.
249. ↑  (EN) SFWA - Emergency Medical Fund, su sfwa.org. URL consultato il 29 maggio 2020.
250. ↑  (EN) Isfdb - Best Novella Nebula Award 2005, su isfdb.org. URL consultato il 29 maggio 2020.
251. ↑  (EN) Nebula Awards Best Novella 2005, su nebulas.sfwa.org. URL consultato il 29 maggio 2020.
252. ↑  (EN) Sfadb - Nebula Awards Best Novella 2005, su sfadb.com. URL consultato il 29 maggio 2020.
253. ↑   Fantascienza.com - Premio Nebula, la Bujold in finale, su fantascienza.com, 24 febbraio 2005. URL consultato il 29 maggio 2020.
254. ↑  (EN) Locus Archive - Conventions 2006, su locusmag.com. URL consultato il 29 maggio 2020.
255. 1 2  (EN) 2006 Nebula Award, su nebulas.sfwa.org. URL consultato il 29 maggio 2020.
256. ↑  (EN) Isfdb - Best Novella Nebula Award 2006, su isfdb.org. URL consultato il 29 maggio 2020.
257. ↑  (EN) Nebula Awards Best Novella 2006, su nebulas.sfwa.org. URL consultato il 29 maggio 2020.
258. ↑  (EN) Sfadb - Nebula Awards Best Novella 2006, su sfadb.com. URL consultato il 29 maggio 2020.
259. 1 2 3  (EN) 2007 Nebula Award, su nebulas.sfwa.org. URL consultato il 30 maggio 2020.
260. ↑  (EN) John Clute e Peter Nicholls, The Encyclopedia of Science Fiction, New York, St. Martin's Press, Inc., 1993,  p. 1235, ISBN 0-312-09618-6.
261. ↑  (EN) Mark L. Van Name, David Drake, Tom Doherty, in Onward, Drake!, Baen Publishing Enterprises, 16 settembre 2015, ISBN 9781476781129. URL consultato il 30 maggio 2020.
262. ↑  (EN) Isfdb - Best Novella Nebula Award 2007, su isfdb.org. URL consultato il 30 maggio 2020.
263. ↑  (EN) Nebula Awards Best Novella 2007, su nebulas.sfwa.org. URL consultato il 30 maggio 2020.
264. ↑  (EN) Sfadb - Nebula Awards Best Novella 2007, su sfadb.com. URL consultato il 30 maggio 2020.
265. ↑  (EN) Locus Archive - Nebula Awards Final Ballot, su locusmag.com, 2 marzo 2007. URL consultato il 30 maggio 2020.
266. ↑   Fantascienza.com - Premi Nebula, i finalisti 2006, su fantascienza.com, 11 gennaio 2007. URL consultato il 30 maggio 2020.
267. ↑  (EN) Bat Watching Sites of Texas (PDF), su tpwd.texas.gov. URL consultato il 31 maggio 2020.
268. ↑  (EN) Agency of Natural Resources - Vermont Fish & Wildlife Department - Monitoring Bat Colonies, su vtfishandwildlife.com. URL consultato il 31 maggio 2020.
269. ↑  (EN) Shelley Bueche, History of Austin's famous bats flies from hysteria to city treasure, su austin.culturemap.com, 4 maggio 2018. URL consultato il 31 maggio 2020.
270. ↑   ANSA - In Viaggio - Texas, nel paradiso dei pipistrelli, su ansa.it, 15 febbraio 2012. URL consultato il 31 maggio 2020.
271. ↑  (EN) The Nature Conservancy - The Eckert James River Bat Cave is one of the largest bat nurseries in the country, su nature.org. URL consultato il 31 maggio 2020.
272. 1 2  (EN) 2008 Nebula Award, su nebulas.sfwa.org. URL consultato il 31 maggio 2020.
273. ↑  (EN) Isfdb - Best Novella Nebula Award 2008, su isfdb.org. URL consultato il 31 maggio 2020.
274. ↑  (EN) Nebula Awards Best Novella 2008, su nebulas.sfwa.org. URL consultato il 31 maggio 2020.
275. ↑  (EN) Sfadb - Nebula Awards Best Novella 2008, su sfadb.com. URL consultato il 31 maggio 2020.
276. ↑   Fantascienza.com - Premi Nebula, i finalisti 2007, su fantascienza.com, 25 febbraio 2008. URL consultato il 31 maggio 2020.
277. 1 2  (EN) 2009 Nebula Award, su nebulas.sfwa.org. URL consultato il 31 maggio 2020.
278. ↑  (EN) Isfdb - Best Novella Nebula Award 2009, su isfdb.org. URL consultato il 31 maggio 2020.
279. ↑  (EN) Nebula Awards Best Novella 2009, su nebulas.sfwa.org. URL consultato il 31 maggio 2020.
280. ↑  (EN) Sfadb - Nebula Awards Best Novella 2009, su sfadb.com. URL consultato il 31 maggio 2020.
281. ↑   STS-132 MCC Status Report #01, su nasa.gov, NASA. URL consultato il 15 maggio 2010 (archiviato dall'url originale il 17 maggio 2010).
282. 1 2  (EN) 2010 Nebula Award, su nebulas.sfwa.org. URL consultato il 31 maggio 2020.
283. ↑  
 (EN) Nebula Award Ceremony Highlights - May 15, 2010, su YouTube, 15 dicembre 2014. URL consultato il 31 maggio 2020.
284. ↑  (EN) Isfdb - Best Novel Nebula Award 2010, su isfdb.org. URL consultato il 1º giugno 2020.
285. ↑  (EN) Nebula Awards Best Novella 2010, su nebulas.sfwa.org. URL consultato il 1º giugno 2020.
286. ↑  (EN) Sfadb - Nebula Awards Best Novella 2010, su sfadb.com. URL consultato il 1º giugno 2020.
287. 1 2  (EN) 2011 Nebula Award, su nebulas.sfwa.org. URL consultato il 1º giugno 2020.
288. ↑  (EN) Isfdb - Best Novella Nebula Award 2011, su isfdb.org. URL consultato il 1º giugno 2020.
289. ↑  (EN) Nebula Awards Best Novella 2011, su nebulas.sfwa.org. URL consultato il 1º giugno 2020.
290. ↑  (EN) Sfadb - Nebula Awards Best Novella 2011, su sfadb.com. URL consultato il 1º giugno 2020.
291. 1 2  (EN) 2012 Nebula Award, su nebulas.sfwa.org. URL consultato il 2 giugno 2020.
292. ↑  (EN) Isfdb - Best Novella Nebula Award 2012, su isfdb.org. URL consultato il 2 giugno 2020.
293. ↑  (EN) Nebula Awards Best Novella 2012, su nebulas.sfwa.org. URL consultato il 2 giugno 2020.
294. ↑  (EN) Sfadb - Nebula Awards Best Novella 2012, su sfadb.com. URL consultato il 2 giugno 2020.
295. 1 2  (EN) 2013 Nebula Award, su nebulas.sfwa.org. URL consultato il 30 maggio 2022.
296. ↑  Robinson, Kress vincono il Premio Nebula, Fantascienza.com, 20 maggio 2013
297. ↑  (EN) Isfdb - Best Novella Nebula Award 2013, su isfdb.org. URL consultato il 20 maggio 2022.
298. ↑  (EN) Nebula Awards Best Novella 2013, su nebulas.sfwa.org. URL consultato il 30 maggio 2022.
299. ↑  (EN) Sfadb - Nebula Awards Best Novella 2013, su sfadb.com. URL consultato il 30 maggio 2022.
300. ↑  (EN) Nebula Awards 2014, su Science Fiction Awards Database. URL consultato l'8 febbraio 2022.
301. ↑  (EN) Nebula Awards 2015, su Science Fiction Awards Database. URL consultato l'8 febbraio 2022.
302. ↑  (EN) Nebula Awards 2016, su Science Fiction Awards Database. URL consultato l'8 febbraio 2022.
303. ↑  (EN) Nebula Awards 2017, su Science Fiction Awards Database. URL consultato l'8 febbraio 2022.
304. ↑  (EN) Nebula Awards 2018, su Science Fiction Awards Database. URL consultato l'8 febbraio 2022.
305. ↑  (EN) Nebula Awards 2019, su Science Fiction Awards Database. URL consultato l'8 febbraio 2022.
306. ↑  (EN) Nebula Awards 2020, su Science Fiction Awards Database. URL consultato l'8 febbraio 2022.
307. ↑  (EN) Nebula Awards 2021, su Science Fiction Awards Database. URL consultato l'8 febbraio 2022.